# Lijst van afleveringen van The Flying Doctors
Dit is een lijst met afleveringen van de Australische televisieserie The Flying Doctors. De serie kent (naast de drie afleveringen van de miniserie uit 1985) 221 reguliere afleveringen verspreid over 9 seizoenen. Deze werden oorspronkelijk in Australië uitgezonden in de periode van mei 1986 tot en met augustus 1991. De serie werd in Nederland uitgezonden door de VARA en later herhaald door SBS6. In januari 2023 werd de reeks herhaald op VTM GOLD en het tijdelijke VTM Non-stop Dokters. De afleveringen kan men ook bekijken via de streamingdienst VTM GO.
Een overzicht van alle afleveringen is hieronder te vinden.

## Seizoen 1, 1986[1]
| Nr. serie | Aflevering | Titel                      | Regisseur          | Schrijver                    | Uitzenddatum      |  |
| --- | ---------- | -------------------------- | ------------------ | ---------------------------- | ----------------- |  |
| 1 | 1          | Will to Survive            | Rob Stewart        | Tony Morphett                | 26 mei 1986       |  |
| Chris Randall arriveert in Coopers Crossing als nieuwe dokter bij de lokale afdeling van RFDS. Als stadsmens moet ze wennen aan de cultuur van de outback. Ze ondervindt al snel wantrouwen. Volgens haar collega Tom is dat niet omdat ze een vrouwelijke arts is, maar omdat de bevolking nu eenmaal zo is tegenover alle nieuwkomers en hij dezelfde problemen ondervond. Chris wordt per vliegtuig naar Jim Spencer gebracht wiens been gekwetst is door een omgevallen boom. Door het noodweer en de slechte staat van de start-en-landingsbaan kan de piloot niet opstijgen. De levensbedreigende wond vereist een amputatie die Chris ter plaatse uitvoert. |            |                            |                    |                              |                   |  |
| 2 | 2          | Trial by Gossip            | Rob Stewart        | Christine McCourt            | 2 juni 1986       |  |
| De invloedrijke George Baxter wil met het RFDS-vliegtuig voor zichzelf spullen vervoeren, maar dat wordt door Tom geweigerd omdat RFDS geen koeriersbedrijf is. Uit wraak overtuigt George Jim ervan een aanklacht tegen Chris in te dienen: volgens roddels was zijn been te redden als hij naar het ziekenhuis was gebracht. Uit radioberichten is niet af te leiden dat het vliegtuig niet kon opstijgen vanwege het noodweer of de staat van de baan. Ray, de tijdelijke RFDS-piloot, wordt door George omgekocht met een vaste, lucratieve baan. Chris moet bij een kind een tracheotomie uitvoeren in verband met kroep. Dat wordt geweigerd door de moeder: door de roddels denkt ze dat Chris een verkeerde beslissing neemt. Ondertussen zijn Tom, George en de nieuwe piloot, David 'Gibbo' Gibson, met het vliegtuig op weg naar Jim Spencer's huis. George geeft over de radio toe dat de landingsbaan onveilig is en dat Chris een juiste beslissing nam en een bekwaam arts is. Hierdoor is de voornoemde moeder gerustgesteld en wordt het kind van een nakende verstikkingsdood gered. |            |                            |                    |                              |                   |  |
| 3 | 3          | Hot Enough For You         | Arch Nicholson     | Vincent Moran                | 9 juni 1986       |  |
| Een Schots gezin krijgt autopech in een verlaten omgeving. De vader besluit hulp te zoeken, maar raakt buiten bewustzijn door het warme weer. Hij wordt gevonden door een schapenboer die de RFDS verwittigt. Aan de auto volgen de kinderen een hagedis en lopen daardoor verloren. Ron en Jack vinden de vrouw en de baby. De kinderen worden gevonden door Chris en George, maar de jongste is door de hitte en uitdroging overleden. |            |                            |                    |                              |                   |  |
| 4 | 4          | Dreams of Sand             | Arch Nicholson     | Peter Hepworth               | 16 juni 1986      |  |
| Kluizenaar Rabbit komt tijdens het delven naar opaal vast te zitten in een deels ingestorte mijnschacht. Chris vindt dat de oude man best verhuist naar een bejaardentehuis, maar verandert van gedachten nadat ze zijn levensverhaal verneemt. Vic is niet opgezet met de aandacht die David schenkt aan de veel jongere Sharon. Hij zet David uit zijn motel tezamen met de hond die hij er zonder toestemming verbergt. Uit noodzaak trekt David in bij Tom, maar dat weerhoudt hem niet om Sharon er uit te nodigen wat bij Vic een nog grotere ergernis teweegbrengt. Hurtle komt terug uit vakantie en wil de garage verkopen: hij heeft tijdens zijn reis een vrouw ontmoet met wie hij wil trouwen. Zijn zakenpartner Ron beschikt niet over het geld om Hurtle zijn deel over te kopen en gaat bij de bank voor een lening. Die wordt door het hoofdkantoor in de stad geweigerd. Daardoor dreigen de garage en het pompstation - het enige in een omtrek van 200 kilometer - te sluiten. Hurtle komt terug op zijn beslissing nadat de vrouw in kwestie de relatie stopzet. |            |                            |                    |                              |                   |  |
| 5 | 5          | Public Property            | Colin Budds        | Denise Morgan                | 23 juni 1986      |  |
| Clive en zijn broer Bruce zijn op weg naar Coopers Crossing om deel te nemen aan de "bootrace" - een soort loopwedstrijd - waarvan de opbrengst naar de RFDS gaat. Onderweg hebben ze een auto-ongeluk waarbij Clive lichtgewond raakt en daardoor niet kan deelnemen. Tom zou met David deelnemen, maar dat is tegen het reglement omdat Tom ook scheidsrechter is vandaar dat Bruce zijn plaats inneemt. Naar jaarlijkse gewoonte winnen Hurtle en Ron omdat ze de andere deelnemers steevast dronken voeren met gratis drank. Kate verklapt dit geheim aan David en Bruce waardoor ze nuchter blijven en nipt winnen. Ook "traditie" is dat na de prijsuitreiking een handgemeen ontstaat door de dronkenschap. Bruce heeft in Coopers Crossing ook afgesproken met Joylene, een meisje uit de stad, met wie hij al langer correspondeert. Het koppel is per brief zelfs verloofd en het is de eerste keer dat ze elkaar in levende lijven ontmoeten. Bruce is dan ook ontzet wanneer blijkt dat zij al enkele maanden zwanger is en dat bewust had verzwegen. Hij verbreekt dan ook de relatie. De sfeer raakt nog meer gespannen wanneer Clive haar daarop ten huwelijk vraagt. Ze stemt in en niet veel later volgt de huwelijksplechtigheid. Pas na de geboorte van het kind aanvaardt Bruce de situatie. Chris - die een oogje heeft op Tom - denkt dat hij overspannen is. Ze zet met David een complot op waardoor het vliegtuig in Broken Hill moet landen voor een zogezegde reparatie. Tijdens die "panne" gaat Chris met Tom zwemmen, maar haar uiteindelijke opzet mislukt. |            |                            |                    |                              |                   |  |
| 6 | 6          | Is Nothing Sacred?         | Colin Budds        | Peter Schreck                | 30 juni 1986      |  |
| Debbie Wilson arriveert in Coopers Crossing. Ze is er niet graag gezien omdat ze als stadsmens en niet-Aboriginal het wel opneemt voor de laatsten. Overal waar ze opduikt, ontstaan rellen tussen beide bevolkingsgroepen. Debbie zoekt naar "heilige plaatsen" omdat de overheid die gronden terugschenkt aan de Aboriginals. Omdat ze in de wijde omgeving van Coopers Crossing niets vindt, zoekt ze antropoloog Don Shepherd op. Don wordt echter door George Baxter betaald om die plaatsen geheim te houden. Debbie verwijt Don dat hij geld heeft verdiend door zijn opzoekingswerk, maar niets teruggeeft aan die gemeenschap. Hij weerlegt dit en neemt haar mee naar een "heilige plaats". Debbie merkt op dat de schilderingen vervalst zijn. Don legt uit dat hij die tekeningen heeft gemaakt, maar George deze aanziet als origineel. Het smeergeld dat hij van Baxter ontvangt, geeft hij aan de lokale Aboriginals. Hij legt ook uit tot nu toe geen enkele echte "heilige plaats" te hebben gevonden. |            |                            |                    |                              |                   |  |
| 7 | 7          | Square Pegs                | Chris Langman      | Howard Griffiths             | 7 juli 1986       |  |
| Op straat stort een vrouw in elkaar. De dame - Ruth Pitt - is een nomade en woont met haar minderbegaafde zoon Hugh in een tent. Ze verklaart te lijden aan een longziekte. Uit het vliegtuig van RFDS worden pijnstillers gestolen. Niet veel later wordt RFDS opgeroepen voor een noodgeval: Matt Cameron is buiten bewustzijn. Hij pleegde de diefstal en wilde zelfmoord plegen, omdat zijn vader hem als een nietsnut aanziet. Om te bewijzen dat hij wel iets waard is, wil hij een dingo doden. Door zijn onhandigheid schiet hij zichzelf neer, maar overleeft omdat er geen vitale organen werden geraakt. Zijn vader ziet in dat Matt andere capaciteiten heeft en biedt zijn verontschuldigingen aan. |            |                            |                    |                              |                   |  |
| 8 | 8          | Sins of the Fathers        | Chris Langman      | Peter Pinneoooooo            | 14 juli 1986      |  |
| Mevrouw Jackson moet weldra bevallen. Met tegenzin vangen Ron en Hurtle haar andere kinderen enkele uren op. Wanneer Ron hen een demonstratie geeft met een rotje loopt het mis, belandt in een coma en moet voor verder herstel naar Sydney. Ook hoogzwanger is Prue Browning die bij haar tante verblijft. Later blijkt dat Prue geen familie is, maar een draagmoeder. Mevrouw Windsor kan geen kinderen krijgen en onder contract werd Prue zwanger van meneer Windsor. Na de bevalling gaat Prue met de baby op de vlucht, maar na een gesprek met Tom over de toekomst van het kind ziet ze in dat het beter is om het contract - waarover de legaliteit onduidelijk is - na te leven. |            |                            |                    |                              |                   |  |
| 9 | 9          | Rally to the Cause         | Brendan Maher      | Peter Herbert                | 21 juli 1986      |  |
| De finish van de voorlaatste etappe van een autorally eindigt in Coopers Crossing. De lokale handelaars verwachten een grote toeloop en hebben grote voorraden ingeslagen, maar er zijn amper toeschouwers en de deelnemers hebben hun eigen voorraden bij. Het Australische team heeft enkele kilometers voor de finish een klein ongeluk waarbij de chauffeur zijn schouder kneust. Hij wordt opgenomen in de RFDS-praktijk en smeekt om de koers verder te mogen zetten, omdat hij anders zijn contract verliest. David krijgt gevoelens voor Sandra Wetherby van het Nieuw-Zeelandse team. Haar auto wordt gesaboteerd en bij Hurtle gemaakt. Tom en Chris kussen elkaar voor de eerste keer. Emma Patterson arriveert in Coopers Crossing en solliciteert naar een baan bij haar oom Hurtle. Hurtle geeft aan failliet te zijn, maar zij biedt enkele duizenden dollars aan om haar in de zaak in te kopen. Sandra is eindwinnaar. |            |                            |                    |                              |                   |  |
| 10 | 10         | Talk of the Town           | Brendan Maher      | Mary Dagmar-Davies           | 28 juli 1986      |  |
| De financiën van de garage zijn slecht omdat Hurtle zijn klanten uitstel van betaling blijft geven en geen extra vermaankosten aanrekent. Emma maakt met deze praktijk komaf en contacteert alle klanten met openstaande facturen. Violet start het gerucht dat Tom en Emma een koppel vormen. Zelf verneemt ze dat ze diabetes heeft, maar weigert het advies van de dokters om haar eetgewoontes aan te passen. |            |                            |                    |                              |                   |  |
| 11 | 11         | Do You Read Me?            | Colin Budds        | Galia Hardy                  | 4 augustus 1986   |  |
| De minderjarige Linda heeft een relatie met Max. Uit voorzorgen vraagt ze Chris om een anticonceptiepil voor te schrijven. Uit vrees van de reacties van de inwoners vraagt ze of Chris deze kan aankopen. Desondanks achterhaalt Violet voor wie deze bestemd zijn, verspreidt ze dit nieuws en ontstaat een schandaal. George Baxter is ontzet en wil een tuchtprocedure aanspannen tegen Chris omdat deze vorm van anticonceptie ongepast is. Linda's moeder kan Baxter ervan overtuigen dit niet te doen. Ondertussen blijkt dat Linda zwanger is en vlucht met Max. Ze hebben een auto-ongeval waarin zij de foetus verliest. |            |                            |                    |                              |                   |  |
| 12 | 12         | E.T. – New Girl in Town    | Colin Budds        | Vincent Gil                  | 11 augustus 1986  |  |
| Bij een noodlanding komen Tom en Gibbo terecht in een desolate omgeving waar tot hun verbazing een oudere vrouw woont met haar zoon en dochter. De dochter heeft haar woonomgeving nooit verlaten en weet niet wat er zich daarbuiten afspeelt. |            |                            |                    |                              |                   |  |
| 13 | 13         | A Choice of Enemies        | Dan Burstall       | Judith Colquhoun             | 18 augustus 1986  |  |
| Adrian, zoon van multimiljonair Rex Baily, besluit om op zijn eentje een grote fietstocht te maken in de bush. Iedereen raadt hem dit af. Desondanks vertrekt hij en komt enkele uren later ten val. Hij kan nog net een noodoproep maken via zijn radio waarvan de batterijen nu leeg zijn. Op hetzelfde ogenblik krijgt RFDS een noodoproep betreffende een zevenjarige Aboriginal met ernstige brandwonden. Tom beslist om eerst de jongen op te halen en daarna Adrian. Echter is Adrian bij aankomst overleden. Rex en een racistische reporter vinden dat Tom een verkeerde beslissing nam en eerst de blanke Adrian moest redden en pas daarna de zwarte inboorling. Sharon zet de twee mannen op hun plaats waardoor ze beseffen dat Tom de juiste beslissing nam. |            |                            |                    |                              |                   |  |
| 14 | 14         | Departures                 | Dan Burstall       | Graham Hartley               | 25 augustus 1986  |  |
| Na een cafégevecht wordt de alcoholverslaafde Jim Dawson gevonden in een boom. Met een list wordt Jim uit de boom gehaald. Jim realiseert zich dat hij moet stoppen met de consumptie van alcohol, maar dat weerhoudt zijn vrouw Peg niet om hem te verlaten, omdat dergelijke beloftes in het verleden niet werden gerealiseerd. Sharon wil verhuizen naar Sydney om er een opleiding maatschappelijk assistent te volgen. Vic is boos: hij is als pleegvader van mening dat ze bij hem en Nancy moet blijven, omdat ze haar hebben opgevoed en ze als plattelandsmeisje op het platteland moet blijven. Ondanks zijn protest vertrekt Sharon. |            |                            |                    |                              |                   |  |
| 15 | 15         | A Lost Generation          | Brendan Maher      | Gwenda Marsh                 | 1 september 1986  |  |
| Tijdens haar rit naar Coopers Crossing krijgt Clare Dobson autopech. Ze wordt geholpen door Gibbo, Ron en Emma die toevallig passeren. Zowel Gibbo als Ron hebben gevoelens voor Clare en er start tussen beiden een wedijver wie haar kan versieren, niet wetende dat Clare verloofd is en weldra zal trouwen. Clare is op zoek naar haar oma die volgens haar Violet Carnegie is. Violet heeft een overleden zoon die een relatie had met een vrouw. Die vrouw zou de moeder van Clare zijn, maar daar de relatie voor zijn overlijden werd beëindigd, vertrok ze niet wetende zwanger te zijn. Omdat de details kloppen, is Violet ervan overtuigd dat Clare inderdaad haar kleinkind is. Doch de andere dorpsbewoners zijn van mening dat Clare liegt en uit is op Violets erfenis, vandaar dat ze een bloedtest laten uitvoeren. Volgens die test is Clare inderdaad een kleinkind van Violet, maar de dokters geven aan dat een bloedtest geen garantie geeft. (Een DNA-test bestond destijds nog niet.) |            |                            |                    |                              |                   |  |
| 16 | 16         | Someone Special            | Brendan Maher      | John Reeves                  | 8 september 1986  |  |
| Wanneer Violet op een ochtend de auto van Tom ziet staan aan het huis van Chris komt ze haar beklag doen: het kan niet dat een ongetrouwde man blijft overnachten bij een ongetrouwde vrouw en dat schoolkinderen de auto van Tom ook hebben zien staan. Chris insinueert daarop dat Tom haar weldra ten huwelijk zal vragen, dit ook na een uitspraak van Tom die zei dat "het tijd was voor een volgende stap". Chris besefte niet dat Tom het had over een wending in zijn carrière: hij wil bij Artsen zonder Grenzen gaan werken en meer bepaald in Ethiopië waar een hongersnood is. |            |                            |                    |                              |                   |  |
| 17 | 17         | Return of the Hero         | Mark Callen        | Tony Morphett                | 15 september 1986 |  |
| Tom is naar Afrika vertrokken en wordt vervangen door Geoff Standish. Als dokter komende uit de stad ervaart hij dezelfde mentaliteitsproblemen die Chris had bij haar aankomst. Tijdens zijn eerste stand-by blijkt Geoff al stomdronken waardoor Chris zijn shift moet overnemen. Later verklaart Geoff dat hij het stadsleven de rug toekeerde nadat zijn vrouw stierf. Hij had het altijd te druk met zijn werk, waardoor hij als arts niet zag dat zijn vrouw leed aan een kwaadaardige hersentumor. Oorlogsveteraan Les Foster arriveert in Coopers Crossing en wordt met eer onthaald. Meer en meer mensen keren Les de rug toe omdat hij homoseksueel is en lijdt aan aids. De dokters kunnen de inwoners ervan overtuigen dat aids zich niet verspreidt via de luchtwegen of door het schudden van elkaars handen, maar wel via seksueel of rechtstreeks bloedcontact. |            |                            |                    |                              |                   |  |
| 18 | 18         | Eye of the Beholder        | Mark Callen        | Cassandra Carter             | 22 september 1986 |  |
| Kate verblijft enkele dagen in de bush om de lokale bevolking hun nodige inentingen te geven. George is ook ter plaatse. In eerste instantie is Kate niet blij met zijn aanwezigheid, maar ze verandert haar mening over zijn persoonlijkheid nu ze hem beter leert kennen. De twee maken een paardentocht, maar moeten vanwege het noodweer schuilen in een blokhut. Daar wordt George getroffen door een blikseminslag waarbij hij in een shock komt. Hij wordt door RFDS overgebracht naar hun praktijk. De hooghartige Melissa Cumberland-Brown is de enige deelneemster aan de "Coopers Crossing"-schoonheidswedstrijd. Er worden op drie andere locaties gelijkaardige wedstrijden gehouden en de finalisten zijn dan ook de deelneemsters aan de "Miss Outback"-schoonheidswedstrijd die later in het jaar plaatsvindt. Violet is verantwoordelijke voor deze wedstrijden, maar vindt dat Melissa vanwege haar persoonlijkheid niet mag winnen. Ze tracht tevergeefs Emma ertoe te bewegen zich eveneens kandidaat te stellen. |            |                            |                    |                              |                   |  |
| 19 | 19         | Like a Death in the Family | Dan Burstallhyster | Roger Dunn                   | 29 september 1986 |  |
| Nancy heeft baarmoederhalskanker. De kankercellen worden operatief verwijderd, maar bij een tweede onderzoek blijkt dat dat niet voldoende was en dat een hysterectomie noodzakelijk is. Ze weigert deze operatie, maar verzwijgt aan Vic wat er aan de hand is. Sharon komt tijdelijk terug naar Sydney omdat ze aanvoelt dat er iets ernstig mis is met Nancy. Vic achterhaalt de waarheid, maar ziet niet in waarom Nancy de operatie weigert. Sharon legt hem uit dat Nancy vreest haar vrouwelijkheid te verliezen en maakt een vergelijking hoe Vic zich zou voelen wanneer hij teelbalkanker zou hebben en zijn testis verwijderd moeten worden. Nancy beseft dat de operatie de enige redding is en laat zich opereren. |            |                            |                    |                              |                   |  |
| 20 | 20         | Fearless Frank             | Colin Budds        | Peter Hepworth               | 6 oktober 1986    |  |
| Violet leest een telegram gericht aan Geoff: het betreft een werkaanbod in Sydney. Ze start het gerucht dat Geoff de RFDS zal verlaten. Chris en Gibbo vliegen naar een boerderij waar een kind per ongeluk werd neergeschoten. Chris voert een operatie uit, maar de jongen overleeft het incident niet. Ondertussen is er noodweer ontstaan en kan het lijk niet worden overgebracht, maar kan evenmin een autopsie worden uitgevoerd door een deskundige. Daar het lichaam begraven moet worden, krijgt Chris toestemming van directeur Turner en politieman Jack om die autopsie te doen. Geoff maakt de inwoners van Coopers Crossing duidelijk geen belangstelling voor de baan te hebben. |            |                            |                    |                              |                   |  |
| 21 | 21         | Million-Acre Prison        | Dan Burstall       | Peter Schreck                | 13 oktober 1986   |  |
| Gibbo's verlofaanvragen worden voortdurend geweigerd vanwege een tekort aan RFDS-piloten. Hij stelt een ultimatum: of hij krijgt enkele dagen verlof of hij neemt ontslag. De RFDS keurt zijn verlof ditmaal wel goed. De enige beschikbare persoon is de roekeloze Frank Watson, die op zelfstandige basis werkt. De RFDS krijgt een noodoproep van Val, maar Chris weigert actie te ondernemen omdat Val lijdt aan hypochondrie. Frank vliegt op eigen houtje naar de dame om haar over te brengen naar Coopers Crossing, maar tijdens de terugvlucht krijgt hij hevige buikpijn en moet hij landen op een autoweg. De RFDS moet op zijn beurt iemand sturen om Frank op te halen, waardoor Gibbo's verlof op basis van overmacht wordt ingetrokken. Frank ontslaat zichzelf uit de RFDS-praktijk en vertrekt met zijn vliegtuig, ondanks dat zijn licentie tijdelijk is ingetrokken. Nadat hij is geland, verklaart hij dat dit zijn laatste vlucht was in verband met zijn hoge leeftijd en kwaaltjes. Hij zal nu bij Val intrekken, op wie hij ondertussen verliefd is geworden. |            |                            |                    |                              |                   |  |
| 22 | 22         | Forgiveness                | Colin Budds        | Annie Beach & Graham Hartley | 20 oktober 1986   |  |
| Sarah woont op een afgelegen plaats. Haar man werkt als seizoenarbeider bij een schapenboer en verblijft daar omdat de afstand te ver is. Sarah is ervan overtuigd dat ze wordt bespied. Tijdens een nacht schiet ze een persoon neer die aan het raam staat: het is een vriend van Sarah. Hij geeft toe regelmatig naar de boerderij te komen om te controleren of alles in orde is. Er is dus geen sprake van opzettelijke bespieding, maar alleen van goede bedoelingen. Sinds hun verblijf in de blokhut waar George werd getroffen door de bliksem heeft Kate gevoelens voor hem gekregen. George is nu in Broken Hill waar hij maandelijks een vergadering heeft met een zakenrelatie. Gibbo heeft eindelijk verlof en neemt Kate mee naar Broken Hill zodat zij George daar kan verrassen. Dan blijkt dat het maandelijkse bezoek in feite een seksafspraak is: George heeft een "vriendin met benefits". George geeft dit openlijk toe aan Kate. Zij is gedegouteerd en haar verliefdheid verdwijnt onmiddellijk. |            |                            |                    |                              |                   |  |
| 23 | 23         | Acceptance                 | Mark Defriest      | Graham Hartley               | 27 oktober 1986   |  |
| Twee goudzoekende broers verwonden zichzelf bij een buskruitincident. Josie Rattan wordt opgenomen in de RFDS-praktijk nadat ze haar bewustzijn verloor tijdens een autorit. Geoff onderzoekt haar en komt tot de conclusie dat de vrouw aan eenzelfde hersentumor lijdt dan zijn eigen overleden vrouw. Hij tracht Josie ertoe te bewegen een kankerbehandeling te starten, maar zij weigert. Uiteindelijk legt Geoff zich neer bij haar beslissing. |            |                            |                    |                              |                   |  |
| 24 | 24         | The Show Goes On           | Mark Defriest      | Vincent Moran                | 3 november 1986   |  |
| Een reizend toneelgezelschap brengt weldra een voorstelling in Coopers Crossing. Financieel staan ze er slecht voor en die toestand zal niet verbeteren, omdat er in Coopers Crossing nauwelijks tickets in voorverkoop zijn verkocht. Het gezelschap stelt de lokale handelaars hiervan in gebreke omdat zij onvoldoende publiciteit maken. Dankzij een nieuwe reclamecampagne en de inzet van Violet begint de verkoop te vlotten. Het noodlot slaat toe: hoofdrolspeler Rick breekt zijn been. Omdat de voorstelling nu niet kan doorgaan, vertrekt de manager met de noorderzon tezamen met de opbrengst van de kaartenverkoop. Doch een oplossing wordt gevonden: Joe slaagt erin om de tekst van Rick in een recordtempo te leren en alzo kan de voorstelling plaatsvinden. Daarbij geven de toeschouwers een extra geldbijdrage zodat het gezelschap een kleine opbrengst heeft. |            |                            |                    |                              |                   |  |
| 25 | 25         | To the Rescue, Part 1      | Colin Budds        | Vincent Moran                | 10 november 1986  |  |
| De "Queen of the Outback"-schoonheidswedstrijd staat voor de deur. Als "Miss Coopers Crossing" zal Emma deelnemen. Emma wil een elegante jurk dragen, maar Violet is van mening dat deze te uitdagend is. Chris bereikt consensus: ze krijgt Emma zover om over de jurk een bijpassend jasje te dragen. Violet is met dat ensemble wel akkoord, niet wetende dat Emma dat jasje tijdens de wedstrijd zal uitdoen. Gibbo, nog steeds met verlof, brengt Emma, Chris en Violet per auto naar Windoona. Eenmaal daar duiken er nog enkele organisatorische problemen op: zo weigert de voorziene band countrymuziek te spelen en druipt af. Kate verblijft in een ander stadje om medicijnen uit de delen aan de lokale bevolking. 's Nachts wordt ze overvallen door twee dieven die uit zijn op de medicijnen. Een van de dieven wordt door een kranige bejaarde neergeschoten. |            |                            |                    |                              |                   |  |
| 26 | 26         | Into the Future, Part 2    | Colin Budds        | Vincent Moran                | 17 november 1986  |  |
| Vic reist met zijn voormalig muziekbandje naar Windoona om countrymuziek te spelen tijdens de "Queen of the Outback"-wedstrijd die door Emma wordt gewonnen. De volgende ochtend moet Chris zo snel mogelijk terug naar Coopers Crossing, maar de piloot is onder invloed van alcohol. Gibbo besluit de vlucht te doen, niet wetende dat de piloot bezig was met een herstelling. Tijdens de vlucht duiken er technische problemen op, waardoor Gibbo een noodlanding moet maken. Hierbij wordt zijn lichaam doorboord met een ijzeren staaf. Hij overlijdt in het ziekenhuis van Broken Hill. |            |                            |                    |                              |                   |  |

## Seizoen 2, 1987[2]
| Nr. serie | Aflevering | Titel                         | Regisseur     | Schrijver          | Uitzenddatum      |  |
| --- | ---------- | ----------------------------- | ------------- | ------------------ | ----------------- |  |
| 27 | 1          | Good Day for it               | Mark Callen   | Michael Joshua     | 9 juli 1987       |  |
| Violet en Chris keren terug van een reis in het Verenigd Koninkrijk. Violet pocht dat ze koningin Elizabeth ontmoette, maar op een foto wordt duidelijk dat het een koninklijke optocht betreft waar Violet een toeschouwer is en de koningin op de achtergrond in een wagen te zien is. Radioman Joe heeft RFDS verlaten en werd vervangen door de extraverte Dimitrios 'D.J.' Lonniadis. Sam Patterson start onder tijdelijk contract als nieuwe piloot. Chris vindt dat de familie Cleary zich op een consultatieronde vreemd gedraagt temeer omdat dochter Julie niet aanwezig is. Chris en Sam gaan ter plaatse en dan wordt duidelijk dat Julie hoogzwanger is van een jongeman die met de noorderzon vertrok. Uit schaamte en uit vrees dat Julie haar studiebeurs wordt afgenomen, was het de bedoeling dat moeder Sal zich zou uitgeven als de biologische moeder. Hurtle heeft een hobby gevonden: bierbrouwen. |            |                               |               |                    |                   |  |
| 28 | 2          | Horses for Courses            | Mark Callen   | Denise Morgan      | 16 juli 1987      |  |
| Jim en zijn vrouw Carol hebben een auto-ongeval. Hij moet worden opgenomen in de RFDS-praktijk, zij weigert documenten te lezen en te ondertekenen. Ze vertrekt terug naar huis omwille van hun paardenfokkerij. Nadat haar peuter een flesje medicijnen leegdrinkt, contacteert Carol RFDS en wordt gevraagd voor te lezen wat er op het etiket staat. Zo wordt duidelijk dat Carol analfabeet is. Ze werd als kind gepest vanwege haar dyslexie en heeft uit schaamte nooit verdere stappen ondernomen om te kunnen lezen en schrijven. Ze verbergt dit door documenten te laten voorlezen en gesprekken stiekem op te nemen met een cassetterecorder. Er is in Coopers Crossing een rodeowedstrijd, maar door een nationale brouwerijstaking is er geen bier. Het goede hieraan is dat er geen gevechten ontstaan tussen de dronken aanwezigen, maar het slechte is dat er bijna geen drank wordt geconsumeerd en er daardoor onvoldoende inkomsten zijn. Daar ook Vic zonder bier zit, gaat de lokale bevolking naar de bierbrouwerij van Hurtle. Omdat het bier een te grote dosis cafeïne heeft, krijgen de consumenten waanbeelden en spreken wartaal. |            |                               |               |                    |                   |  |
| 29 | 3          | The Unluckiest Boy in Town    | Rod Hardy     | Vince Moran        | 23 juli 1987      |  |
| Bij Barbara Freeman wordt een erfelijke hersenziekte vastgesteld en de kans is groot dat haar tienerzoon Michael deze aandoening ook heeft. Vader Robert wil niet dat Michael dit te weten komt, omdat zijn zoon moet kunnen genieten van zijn jonge leven. Michael overhoort dat gesprek, besluit van het leven te genieten en steelt het vliegtuig van George Baxter niet wetende dat de hoogtemeter defect is. De schoolvakantie is bezig en de jongeren vervelen zich waardoor ze allerhande kattenkwaad uitsteken tot grote ergernis van de andere inwoners. Het loopt zo uit de hand dat Jacks overste Kevin op inspectie komt waardoor Jack de wet strikt toepast. Bij de minste overtreding schrijft hij boetes uit, er mag niet langer in het openbaar alcoholische drank worden benuttigd, zelfs niet op het straatterras van Vics café. DJ heeft een oplossing voor het jongerenprobleem: er moet een discotheek komen. Dat krijgt heel wat tegenkanting van de oudere bevolking: zij vinden een fitness meer geschikt omdat dit door iedereen kan worden gebruikt. DJ is niet akkoord tot hij beseft dat er in een fitness muziek wordt gedraaid waardoor beide partijen hun doel bereiken. |            |                               |               |                    |                   |  |
| 30 | 4          | It isn't Cricket              | Rod Hardy     | Peter Pinne        | 30 juli 1987      |  |
| Nigel huurt een kamer in het hotel, doet wat aankopen bij Violet en laat een reparatie aan zijn wagen uitvoeren bij Emma. Iedereen vindt het verdacht dat de man steevast betaalt met biljetten van 100 dollar en geen wisselgeld wenst. Daar hij ook een glazen oog heeft en Nancy hem betrapt met een wapen wordt hij verdacht een gangster of maffialid te zijn. De man heeft ook heel wat connecties en is zelfs in staat om een bekende cricketspeler te laten meespelen in een wedstrijd tussen het team van Coopers Crossing en Windoona. Nigel speelt zelf mee, maar raakt gewond en belandt in de RFDS-praktijk. Daar ontdekt Geoff een levensbedreigende tumor in diens oog. Nigel erkent dat hij dit weet, maar een operatie leidt tot volledige blindheid en dat wil hij niet. Sterven is dus de enige oplossing en omdat hij geen erfgenamen heeft, deelt hij het geld - geworven via winstgevende obligaties en aandelen - liever uit dan dat het na zijn dood naar de belastingen gaat. Kate en een blinde vrouw nemen Nigel onder hun hoede. Zo leert Nigel dat blinden heel wat alledaagse dingen kunnen en beseft dat hij met die aandoening kan leven. |            |                               |               |                    |                   |  |
| 31 | 5          | An only Child                 | Mark Defriest | Graham Hartley     | 6 augustus 1987   |  |
| Reporter Phil en zijn vrouw Jan, een fotografe, komen naar Coopers Crossing om enkele artikelen te schrijven over het leven in de bush en de afgelegen dorpjes. Bij hen is ook hun veertienjarige dochter Zoe. Tijdens het nemen van een foto schrikt Jan van een slang en valt van een rots. Phil daalt de rots af, maar komt eveneens ten val. Ondertussen is Zoe op weg naar Coopers Crossing voor hulp, maar ze krijgt een ongeluk en wordt door Jack gevonden. Zoe is niet echt onder de indruk wanneer ze verneemt dat haar ouders zijn overleden. Omdat ze nu wees is, dient kinderwelzijn een oplossing te zoeken en wordt ze tijdelijk ondergebracht bij Chris. Sam trekt in bij Violet omdat de onkostennota van de hotelkamer te hoog is. Dit leidt tot een ruzie tussen Nancy en Violet. Sam is ontgoocheld dat hij geen vast contract krijgt, maar dat het tijdelijke met zes maanden wordt verlengd. |            |                               |               |                    |                   |  |
| 32 | 6          | A Love Story                  | Mark Defriest | Cassandra Carter   | 13 augustus 1987  |  |
| Een jonge vrouw is zwanger van haar vriend, maar durft dit niet aan haar vader en broer te vertellen uit vrees voor hun reactie. Het nieuws van de zwangerschap lekt uit en wordt verspreid via de radio. De vader en de broer zoeken de vriend op, maar tot ieders verbazing loopt dit niet uit in een vechtpartij omdat de vriend onmiddellijk zegt dat hij zal trouwen. Via het geboortecertificaat van Zoe wordt duidelijk dat Phil haar pleegvader is. Kinderwelzijn moet nu de biologische vader opsporen waardoor Zoe langer dan verwacht bij Chris zal verblijven. |            |                               |               |                    |                   |  |
| 33 | 7          | Keeping up Appearances        | Mark Defriest | Michael Joshua     | 20 augustus 1987  |  |
| Ondanks de dokters zeker zijn, wil Elaine niet toegeven dat ze mishandeld wordt door haar man. Hurtle heeft een "Bush overlevingspakket" ontwikkeld: een set met allerhande werktuigen, levensmaterialen en EHBO, maar het product verkoopt niet. DJ laat Hurtle voor het product reclame maken en een reclamecampagne starten die via VHS-banden wordt gedistribueerd. De opnamen lopen niet zoals gepland door toevallige voorbijgangers, bloopers en technische storingen. De vader van Zoe is gevonden: hij werkt op Antarctica; zij reageert emotieloos op dit nieuws. |            |                               |               |                    |                   |  |
| 34 | 8          | All Things Bright and Beautif | Mark Defriest | Shane Brennan      | 27 augustus 1987  |  |
| Met de opbrengst van de geldophaling in de kerk kan priester Jacko nieuwe psalmboeken kopen. Hij vliegt nu eerst naar Broken Hill om deze te bestellen en gaat daarna enkele dagen naar zijn visvijver. Daar wordt hij per ongeluk geraakt door twee mannen die uit tijdverdrijf kangoeroes illegaal neerschieten. Het kerkkoor zit zonder organist. Violet spreekt Sam hierover aan, maar hij weigert. Ten eerste is hij pianist en ten tweede wil hij omwille van zijn imago niet toegeven van klassieke muziek te houden en in een kerk te spelen. Het dorpje is in de ban van een motorrijder met de allures van een Hells Angel. Al snel wordt de man ook verdacht van diefstal: hij rijdt met de Harley-Davidson van Jacko en draagt bij zich de tas waarin het geld van de laatste geldomhaling in de kerk werd gedeponeerd. In de RFDS-praktijk wordt duidelijk dat Jacko de struise man al vele jaren kent: hij komt uit Broken Hill en brengt de bestelde psalmboeken die in de tas zitten. De man leende ook de Harley-Davidson. Zoe mist opzettelijk het telefoongesprek met haar biologische vader. |            |                               |               |                    |                   |  |
| 35 | 9          | My Name is Sky                | Ian Barry     | Luis Bayonas       | 3 september 1987  |  |
| De rijke kettingroker en rolstoelpatiënt Mal Pryor is weduwnaar. Zijn privéverpleegster neemt ontslag vanwege zijn egoïsme en dwangbevelen. Daardoor verhuist Mal naar Coopers Crossing, waar iedereen hem mijdt vanwege zijn persoonlijkheid. Een groep hippies arriveert in Coopers Crossing en wordt met argwaan ontvangen. Ze verdienen geld door onder andere zelfgemaakte hoedjes en sjaals te verkopen en met de giften die ze ontvangen als straatmuzikant. Beetje bij beetje krijgen ze het vertrouwen van de inwoners. Een van hen, een zelfverklaarde "astronomische psychologe", kan Mal ervan overtuigen vriendelijker tegen anderen te zijn. Lang duurt dat niet, want de man sterft door zijn longziekte. De hippies geven een feestje voor de lokale bevolking, maar daarbij pleegt een van hen diverse diefstallen in de huizen van de genodigden. Emma ontdekt enkele gestolen goederen uit haar garage bij de hippies en confronteert hen hiermee. De dader pleit schuldig en verklaart dit niet meer te doen. Door zijn wroeging wordt hij door zijn kameraden niet verstoten en vertrekt het gezelschap naar hun volgende nog onbekende bestemming. Geoff komt terug uit Sydney waar hij deelnam aan een dokterscongres. Hij merkt op dat de hippies oplichters zijn: hun zogezegde zelfgemaakte producten zijn Chinese massaproductie. Zoe belt met haar vader, maar het gesprek duurt amper een minuut. Ze is niet blij dat haar vader de intentie heeft haar te bezoeken. |            |                               |               |                    |                   |  |
| 36 | 10         | Bachelors and Spinsters       | Ian Barry     | John Alsop         | 10 september 1987 |  |
| De twintigjarige Glen Reid werd opgenomen voor een tonsillectomie. Zoe wordt verliefd op hem, maar hij negeert haar. Het is weldra "Vrijgezellen en Oude Vrijster"-avond in Broken Hill. Op dit bal kunnen alleenstaanden kennismaken met anderen met de bedoeling dat er een relatie uit ontstaat. DJ, die in de organisatie zit, haalt Hurtle ertoe over deel te nemen. DJ wordt tijdens zijn afwezigheid vervangen door Barry Saunders, die was aangesteld door George Baxter. Glen neemt over de radio meerdere keren contact op met RFDS met allerhande klachten die hij alleen met Chris wil bespreken. Op de basis heeft men al snel door dat de klachten ongegrond zijn, maar de reden is ongekend. Sam neemt ook deel aan het bal en gaat per vliegtuig waarbij hij Geoff, Kate, Chris, Emma en Zoe meeneemt. Emma gaat tegen haar zin, maar moet omdat ze "Miss Outback" is. Zoe gaat mee omdat ze weet dat Glen ook aanwezig zal zijn. Glen verklaart zijn liefde aan Chris, wat de ongegronde radio-oproepen verklaart. Zij is geschokt en laat hem inzien kalverliefde te hebben. Zoe besluit dat Glen te oud is voor haar. Bij terugkomst wordt DJ geschorst: Barry heeft diens onregelmatigheden opgespoord, waaronder het uitzenden van muziek, het gebruik van humor en het verspreiden van familie- en nieuwsberichten buiten de daarvoor voorziene tijdsblokken. George en Barry blijken onder een hoedje te spelen om DJ in diskrediet te brengen waardoor Barry voltijds wordt aangenomen. Wanneer tijdens een radioconsultatie meerdere gelijktijdige gesprekken plaatsvinden en daarbij nog een noodoproep binnenkomt, slaat Barry volledig tilt en smijt een gedeelte van de radio-installatie door een vensterruit. Geoff achterhaalt de connectie tussen George en Barry. Barry wordt ongeschikt bevonden voor de baan als radioman waarop DJ's schorsing wordt ingetrokken. Violet wordt overgrootmoeder: haar kleindochter beviel van een zoon. |            |                               |               |                    |                   |  |
| 37 | 11         | Fifty-Two Hours Straight      | Mark Callan   | Mary Dagmar Davies | 17 september 1987 |  |
| De niet zo intelligente Chochrane-broers willen de verzekering oplichten: ze duwen hun waardeloze auto met aanhangwagen van een klif, steken deze in brand en vertrekken daarop met een motorfiets. Niet veel later vliegt de Nomad over dat terrein en Sam merkt de brandende wagen op. Ze landen om op zoek te gaan naar eventuele gewonden. De auto ontploft. Door de luchtverplaatsing wordt Sam weggeblazen waarbij hij enkele ribben breekt die zijn hart kunnen doorboren. Hij heeft ook een klaplong en zal weldra niet zelfstandig kunnen ademen. Hij kan alleen worden vervoerd met een medisch vliegtuig, maar door de omgeving waar het ongeluk plaatsvond, kan men slechts landen bij daglicht en het is reeds zonsondergang. Het dichtstbijzijnde geschikte vliegtuig zal door dit en andere omstandigheden pas vele uren later kunnen landen. Emma en Sam verklaren hun liefde aan elkaar. |            |                               |               |                    |                   |  |
| 38 | 12         | A Friend of a Friend          | Mark Callan   | Leon Saunders      | 24 september 1987 |  |
| Sam wordt tijdelijk arbeidsongeschikt verklaard. Hij en Emma gaan op bezoek bij zijn ouders. Dougie, op weg naar een eucharistieviering van priester Jacko, biedt een wandelaar een lift aan. Deze man, Richard genaamd, beweert dat hij eerder op de dag is beschoten. Daarnaast beweert de man in rechtstreeks contact met God te staan en vertelt hij nog andere ongeloofwaardigheden. Door zijn fanatieke geloofsbeleving kan Jacko hem ertoe bewegen mee te vliegen naar de basis van RFDS in Coopers Crossing. Jacko wil hem door de dokters laten onderzoeken, maar uit voorzorg maken ze Richard wijs dat hij een zonneslag heeft. Voornamelijk door Violet ontstaat het gerucht dat Richard agressief en onbetrouwbaar is. Verder wordt hij verdacht de kippen van Nancy te hebben vermoord, wat uiteindelijk te wijten is aan een vossenaanval. Geoff en Chris ontdekken dat de man een vorm van schizofrenie heeft. Hij stopte met inname van medicijnen nadat zijn vrouw hem verliet. Emma is niet blij: sinds ze haar liefde aan Sam heeft verklaard, lijkt het dat Sam en zijn familie willen dat ze zo snel mogelijk in het huwelijk treden. |            |                               |               |                    |                   |  |
| 39 | 13         | Friends and Lovers            | Mark Defriest | John Reeves        | 1 oktober 1987    |  |
| Ross is in Coopers Crossing om Emma te bezoeken. Al snel doet het gerucht de ronde dat hij een ex-vriend van Emma is en haar ertoe wil overhalen terug te keren naar de stad om hun relatie weer op te pakken. Hierdoor wordt Sam jaloers en geeft hij Emma de verlovingsring die al generaties in zijn familie wordt doorgegeven, waardoor zij nog geïrriteerder raakt. Patiënte Jill Clayton wordt overgebracht naar het ziekenhuis in Broken Hill. Chris en Zoe vliegen mee omdat Zoe's vader Tony er arriveert, maar de ontmoeting verloopt zeer stroef. Chris wordt gekleineerd door dokter Stafford: volgens hem is RFDS niet meer dan "een oplapdienst die handenvol geld kost". Chris gaat in tegenaanval en bewijst dat zij in tegenstelling tot hem Jill wel een intraveneuze injectie kon toedienen. |            |                               |               |                    |                   |  |
| 40 | 14         | Realms of Gold                | Mark Defriest | Peter Hepworth     | 8 oktober 1987    |  |
| Sam verontschuldigt zich bij Emma omdat hij te hard van stapel liep over zijn trouwplannen. Nadat Zoe verneemt waarom Tony haar moeder verliet en nooit iets van zich liet horen, wil zij hem leren kennen. Eenzaat Reg Hodges wordt in de RFDS-praktijk opgenomen met een beroerte. Hij geeft aan Geoff een metalen klomp waarvan hij beweert dat het goud is en een zelfgetekende map met de vindplaats. Even later overlijdt hij. Geoff brengt de klomp naar de bank om te bewaren in een kluis en om het later door een expert te laten onderzoeken of het daadwerkelijk goud is en geen waardeloos pyriet. Ondertussen is bij de bewoners de goudkoorts toegeslagen. Na een inbraak hangt Geoff de kaart openlijk op in het café van Vic. Iedereen kent wel een plaats die overeenkomt met de schets. Dit ontaardt in ruzies, vechtpartijen en een geweerschot dat een van de goudzoekers bijna fataal wordt. Dat laatste incident brengt iedereen tot inkeer en doet beseffen dat men zonder de overleden Reg de exacte plaats nooit kan vinden. Na hun vertrek verplaatst de camera zich enkele meters waar een zichtbare metaalader is, hoewel het een raadsel blijft uit welk metaal deze ader en de door Reg gevonden klomp bestaan. |            |                               |               |                    |                   |  |
| 41 | 15         | The Hometown Hero             | Brendan Maher | Alison Nisselle    | 15 oktober 1987   |  |
| Zoe laat Tony haar fotoalbums zien. Zo wordt hem duidelijk dat Zoe continu verhuisde en daardoor geen vaste school en vaste vrienden had. De enigen in haar leven waren haar moeder en stiefvader. Hierdoor beseffen Tony en Chris dat Zoe hen wil koppelen, maar de twee hebben geen liefdesgevoelens voor elkaar. George Baxter is niet opgezet: Geoff en Chris hebben achter zijn rug een aanvraag ingediend om Sam zijn tijdelijk contract om te zetten in een vast contract daar George steevast allerlei uitvluchten heeft waarom een vast contract momenteel onmogelijk is. Er komt een noodoproep binnen: de piloot van een vliegtuig is ziek geworden en zijn broer - een piloot in opleiding - heeft onvoldoende ervaring. Dankzij radio-instructies van Sam kan de broer het vliegtuig veilig doen landen. Dit komt uitgebreid in de lokale media, maar Sam is ontgoocheld dat de broer alle aandacht krijgt, terwijl hij in feite "de redder" is. De piloot in kwestie heeft orbitale cellulitis en ondanks een tijdelijk vliegverbod besluit hij toch de te transporteren goederen af te leveren. Hij overhaalt zijn broer om mee te vliegen, maar alweer krijgt hij tijdens de vlucht gezondheidsproblemen en moet Sam een tweede keer de copiloot radio-instructies geven om veilig te landen. Dit keer krijgt Sam wel lof. George Baxter kondigt aan dat hij er persoonlijk voor heeft gezorgd dat Sam een vast contract krijgt en niet weet waarom deze aanstelling zo lang duurde. |            |                               |               |                    |                   |  |
| 42 | 16         | A Distant Echo                | Brendan Maher | Tony Morphett      | 22 oktober 1987   |  |
| Antropoloog David Jennings licht Jack in: hij en spoorzoeker Dougie Kennedy hebben een massagraf ontdekt. In het graf liggen een veertigtal Aboriginals die door onder andere Henry Cooper en George Baxters overgrootvader zo'n 100 jaar geleden van een klif werden geworpen. Deze gebeurtenis staat letterlijk beschreven in een dagboek van Henry Cooper dat in een bibliotheek werd gevonden. Aanleiding was de verdwijning van een blanke herder en verschillende veediefstallen waarvoor de Aboriginals verantwoordelijk werden gesteld en waarop de kolonisten een wraakactie namen. Wanneer Violet verneemt dat haar grootvader niet "de voorbeeldige kolonist" was, verliest ze haar levenszin. Dougie doet haar inzien dat de daden van destijds tot het verleden behoren en alle rechtstreeks betrokken personen al lang dood zijn. Deze daden mag men niet vergeten, want dat zou leiden tot een herhaling van de geschiedenis, maar Violet is niet verantwoordelijk voor die daden en de gevolgen. Verder zijn het niet alleen de kolonisten die wandaden pleegden, maar ook de Aboriginals, waardoor beide bevolkingsgroepen heel wat op hun kerfstok hebben. Geoff vraagt Dougie in vertrouwen wat Henry Cooper in zijn dagboek bedoelt met "de bloedverwantschap van de zwarte meneer Baxter". Volgens Dougie hield de overgrootvader van George er meerdere minnaressen op na, zowel bij de blanke als bij de zwarte bevolking en zijn Dougie en George beiden afstammelingen van die man al zal George dat altijd blijven ontkennen. Emma en Sam verloven zich, maar houden dit voorlopig geheim. |            |                               |               |                    |                   |  |
| 43 | 17         | No Laughing Matter            | Dan Burstall  | Graham Hartley     | 29 oktober 1987   |  |
| Gladys "Mum" Cochrane, de moeder van Carbine en Phar Lap, wordt opgenomen in de RFDS-basis nadat ze op een zandweg bewusteloos werd gevonden. Ze denkt weldra te sterven en was te voet op weg naar de plaats waar ze vijfendertig jaar geleden woonde met haar man. Hij stak zichzelf toen in brand waardoor het huis ook in de vlammen opging. De broers zitten in geldnood: ze hebben geen werk en krijgen wekelijks zakgeld van hun moeder uit een afgesloten koffer. Nu is ze genoodzaakt de sleutel te overhandigen. Naast geld blijkt de koffer ook vol goud te zitten. De broers beginnen onmiddellijk het geld te verkwisten: ze bieden Hurtle een enorm bedrag aan om een waardeloze camion te kopen, ze betalen een baancafé-eigenaar een "herstellingsvergoeding" om het etablissement vervolgens opzettelijk te slopen, ze kopen revolvers en schieten in het café van Vic en Nancy zoals "cowboys uit het Wilde Westen". Geoff kan Gladys overhalen te verhuizen naar een bejaardentehuis. Zij kiest voor een tehuis in de stad waarop de zonen beslissen mee te verhuizen. Ze vertrouwt Geoff toe hoe ze rijk is geworden: oorspronkelijk leefde zij met haar man in de stad en baatten enkele dubieuze gokkantoren uit. Toen de politie aankondigde alle illegale goktenten te sluiten, vluchtten ze naar de bush. Chris en Tony leggen Zoe uit dat ze wel dezelfde interesses hebben, maar geen liefdesgevoelens en dat dat laatste de reden is waarom ze geen koppel kunnen worden. Zoe wil dit in eerste instantie niet aannemen. Uit vrees dat de inwoners van Coopers Crossing altijd pogingen zullen ondernemen hen te koppelen, belist Tony te verhuizen naar Melbourne. Zoe gaat met hem mee. Wat begint met een onschuldige vraag "hoeveel kinderen Sam en Emma willen", leidt tot een ruzie en tijdelijke breuk. |            |                               |               |                    |                   |  |
| 44 | 18         | No Quarter Asked              | Dan Burstall  | Denise Morgan      | 5 november 1987   |  |
| Jessie Logan, een jeugdvriendin van Kate, keert na heel wat jaren terug naar Coopers Crossing nadat ze de wereld heeft verkend. Nu wil ze op haar gronden geiten hoeden. George Baxter is niet blij met haar terugkomst. Hij hoopte de gronden via het principe van verjaring in bezit te krijgen. Via de wetgeving vindt hij een manier om de geitenboerderij te boycotten: deze uitheemse diersoort mag alleen gehouden worden in weilanden die met schrikdraad zijn afgespannen. De kost van deze draad en bijkomend elektriciteitsverbruik zijn te hoog voor Jessie. George achterhaalt dat Jessie lijdt aan multiple sclerose en dat dat de ware reden is van haar terugkeer. Ze erkent een eenmalige aanval te hebben gehad, maar dat het nog jaren kan duren eer ze nog zo'n aanval krijgt of de ziekte effectief doorbreekt. Daardoor komen beiden tot een overeenkomst: George zal de kosten van de schrikdraad op zich nemen in ruil voor de grond na haar dood. Zo ver komt het niet: Jessie krijgt terug een aanval, moet haar project stoppen en verhuizen naar de stad omdat ze met deze aandoening onmogelijk kan leven in de bush. Hierdoor vervalt de overeenkomst ook en zal het nog jaren duren eer George de grond mogelijk in bezit kan krijgen. Sam en Emma lichten hun ouders in over hun verloving. Violet bemoeit zich met de organisatie van Emma's (ongewilde) vrijgezellenavond, met wie er op het trouwfeest aanwezig moet zijn en met de datum van het feest – liefst tezamen op de honderdste verjaardag van het stadje – omdat ze wil vermijden dat het feest valt tijdens haar reis naar Birma met haar kleindochter. |            |                               |               |                    |                   |  |
| 45 | 19         | Myths and Legends             | Colin Budds   | Shane Brennan      | 12 november 1987  |  |
| Hughie is terug: een weldoener die ongezien kleine klusjes doet. De mensen bedanken hem met onder andere etenswaren die ook ongezien worden meegenomen. Niemand weet wie Hughie is, alleen Hurtle beweert diens schim jaren geleden te hebben gezien. De mythe wordt onderzocht door journaliste Karen Moley en haar fotograaf Steve Tyler. Karen wil de legende ontkrachten en aantonen dat de inwoners de klusjes zelf doen om toeristen te lokken. Steve wil Hughie vinden en aantonen dat dit zijn grootvader is die op eigen houtje handelt. Steve wordt opgenomen in de RFDS-basis met longproblemen. Er wordt een foto genomen van Hughie: het blijkt Hurtle te zijn. Hurtle beweert dat hij in opdracht van Steve op zoek was naar Hughie. Na zijn ontslag uit de RFDS-basis gaat Steve naar een afgelegen plaats waar hij een medaillon legt met daarin de foto van zijn grootouders. De volgende dag staat een onbekende, oude man aan de tent. Hij en Steve hebben een gesprek waarvan de inhoud ongekend blijft. Steve roept Jack en Hurtle op. Bij hun aankomst is de man overleden en wordt transport geregeld waarbij Steve meevliegt. Jack blijft volhouden dat Hughie in feite Hurtle is, maar bij zijn thuiskomst is Jacks' klemmende deur gemaakt terwijl Hurtle al die tijd bij Jack was. Het blijft een mysterie wie Hughie is en of Steve al dan niet de rol van zijn mogelijk overleden grootvader heeft overgenomen. |            |                               |               |                    |                   |  |
| 46 | 20         | The Hitch-Hiker               | Colin Budds   | Luis Bayonas       | 19 november 1987  |  |
| Emma pikt liftster Vanessa op. Zij vluchtte van haar agressieve vriend Bruce en is op weg naar haar broer in Darwin. Bruce is een zelfstandig chauffeur die een veel te dure camion kocht en deze niet kan afbetalen. Hij werkt dag en nacht om zoveel mogelijk klussen te klaren en neemt peppillen om wakker te blijven. Verder heeft hij ook een lichte alcoholverslaving en dwong Vanessa om zich te prostitueren om aan meer geld te geraken. Vanessa wordt vanwege een oogblessure enkele dagen opgenomen in de RFDS-basis waar ze zich niet veilig voelt, omdat ze vreest dat Bruce haar op het spoor is. 's Nachts heeft ze een nachtmerrie over deze achtervolging en wanneer ze wakker wordt, wordt ze door een onbekende aangeraakt, hoewel niet kan worden bewezen of dat laatste daadwerkelijk gebeurde of een hallucinatie was ten gevolge van hypnopompie. Wanneer Bruce in Coopers Crossing arriveert, valt hij Geoff aan, maar laatstgenoemde kan met één slag Bruce buiten westen slaan. Iedereen is verbaasd over de vechtkunsten van Geoff, maar hij vertrouwt Kate toe dat Bruce door de medicijnen en alcohol eenvoudig uit te schakelen was. Bruce verklaart zijn leven te beteren: hij zal afkicken van de medicijnen en alcohol en zal zijn vrachtwagen verkopen om zijn schulden af te lossen. Daar Violet weldra naar Birma vertrekt, delegeert ze haar dagelijkse taken naar de andere bewoners. William, de vader van Chris, arriveert in Coopers Crossing. |            |                               |               |                    |                   |  |
| 47 | 21         | Give a dog a bad name         | Dan Burstall  | Vincent Moran      | 24 november 1987  |  |
| William vindt twee lichamen aan een camper. Alles lijkt op een passioneel drama, maar Jack wordt naar het politiecommissariaat in Broken Hill geroepen. De afgelopen maanden gebeurden er meerdere moorden, steeds in de buurt van de kermisreizigers die nu hun attracties hebben opgesteld in Coopers Crossing. Hun hoofdverdachten zijn Dan Divine van de schiettent, Peter Lester van de ballenkraam en snoepverkoper Rick Boyd. Ook William vindt het verdacht: hij sprak het koppel de vorige dag en zag dat de man veel geld in zijn portefeuille had terwijl dat geld nu spoorloos is. Jack spreekt met kermisdirectrice Eva Mirevski die - ondanks verbod - de verdachten hierover aanspreekt. Peter neemt ontslag en wordt opgevangen door Nancy die ook al diens hond opving. Peter legt een verklaring af aan Jack: Dan pronkt sinds de moord met veel geld. Daarop start een zoektocht in diens caravan en worden het geld en de bankkaart van Bob gevonden. Dan zegt van niets te weten. Eva bedreigt Peter in het café van Vic en Nancy vanwege zijn verraad. Volgens de autopsie werden Bob en Ethel gedood door een geweer, maar heeft Ethel ook een hondenbeet. Daardoor wordt voor Jack duidelijk dat Peter de moordenaar is en zoekt hem op in het hotel. Peter kan wegglippen, vermoordt en begraaft zijn hond en rijdt naar het circus waar hij enkele medewerkers neerschiet en Eva dreigt te vermoorden. Jack komt tijdig aan, maar is uit zelfverdediging genoodzaakt Peter neer te schieten, wat tot een fataal schot leidt. William – die voornemens was een zelfstandige dokterspraktijk op te richten in Coopers Crossing, tot ongenoegen van RFDS – besluit met pensioen te gaan. Aan Jacko vertrouwt hij toe niet meer bekwaam te zijn, omdat hij de hondenbeet niet herkende. |            |                               |               |                    |                   |  |
| 48 | 22         | Every Day a Gift              | Dan Burstall  | Leon Saunders      | 11 februari 1988  |  |
| Weduwnaar Noel Farley woont met zijn dochter Trisha op een failliete boerderij. Het land staat al lange tijd te koop. Alleen George Baxter heeft interesse, maar zijn bod is ver beneden de werkelijke waarde. Maureen Redmond duikt op vanuit Adelaide. Ze is verliefd op William en spoort hem steeds weer op. Wanneer zij het verhaal over Noel hoort, verhoogt ze het bod bij de makelaar. Daarop haalt ze Baxter ertoe over zijn bod te blijven verhogen tot wanneer de andere partij opgeeft. Door die list koopt Baxter de grond uiteindelijk voor het dubbele van zijn aanvankelijke bod. Noels huidige geldproblemen zijn opgelost, maar hij zal een nieuwe lening moeten aangaan: zijn dochter moet worden geopereerd aan een arterioveneuze malformatie. William vertrekt onverwacht. Maureen krijgt Chris zover te verklappen wat zijn bestemming is en reist hem achterna. |            |                               |               |                    |                   |  |
| 49 | 23         | Bearing Gifts                 | Mark Defriest | Michael Joshua     | 18 februari 1988  |  |
| Er opent in Coopers Crossing een Grieks restaurant, maar niemand heeft interesse. De opening is een flop: er zijn vier klanten en een van hen krijgt enkele uren later een salmonella-vergiftiging. Zij at een kippengerecht. Het restaurant is daardoor genoodzaakt te sluiten tot het veilig wordt verklaard door de voedselinspectie. De volgende dag wordt ook Hurtle ziek: hij at kip bij Vic en Nancy waardoor hun zaak ook tijdelijk moet sluiten. Er valt nog een derde zieke: hij slachtte een kip en at ervan. De bron wordt gevonden: de kippen komen allemaal uit de ren van Nellie Keene. Ondertussen is Emma enkele dagen in Sydney om een trouwjurk te kopen. Violet landt er ook na haar reis naar Bali. Ze zal met Emma nog een nacht in Sydney verblijven. Violet wordt op de luchthaven door de douane gearresteerd: er zit 500 gram cannabis in haar reistas. Tijdens een gesprek komt de waarheid aan het licht: onmiddellijk na de landing ging Violet naar het toilet. Een sympathieke jongeman lette toen even op haar bagage. Ze spraken zelfs af: de man komt haar bezoeken in het hotel. Samen met de politie wordt een list opgezet om de man te pakken. Het Griekse restaurant wordt veilig verklaard, maar daar de werkdag voorbij is, wil de inspecteur de zaak van Vic pas de volgende dag komen inspecteren. Hierdoor wordt het welkomstfeest voor Violet verplaatst naar het Griekse restaurant en moeten de inwoners toegeven dat hun vooroordelen ten opzichte van de Griekse keuken en gastvrijheid van de eigenaars onterecht zijn. |            |                               |               |                    |                   |  |
| 50 | 24         | Repeat Performance            | Mark Defriest | Tony Morphett      | 25 februari 1988  |  |
| Het honderdjarig bestaan van Coopers Crossing wordt gevierd waarbij onder andere het ontstaan van RFDS in Coopers Crossing wordt nagespeeld: vierenvijftig jaar eerder trapte een kind op een afgelegen boerderij in een spijker waardoor hij tetanus kreeg. Een familielid bracht het kind per dromedaris naar Coopers Crossing voor verzorging, maar op het ogenblik ze bij de dokter arriveerden, stierf het kind. Dat was de doorslag om in Coopers Crossing een RFDS-basis op te richten. Deze legende wordt door iedereen als waarheid beschouwd, behalve door Jim Regan. Jim is de persoon die het kind bracht, maar hij wil geen verdere uitleg geven. Chris komt vast te zitten op een boerderij waar een kind moet worden overgebracht naar het ziekenhuis. Door een hevige regenbui zijn de wegen te modderig, waardoor het vliegtuig niet kan opstijgen en ook de terreinwagen vast komt te zitten. De radio is door een blikseminslag onbruikbaar. De enige oplossing is per ezel naar de volgende boerderij te wandelen om van daaruit een noodoproep te lanceren. Die oproep komt binnen net wanneer de kerkelijke huwelijksplechtigheid van Sam en Emma start. De ceremonie moet tijdelijk worden onderbroken omdat Sam de enige RFDS-piloot is. De Aboriginals weigeren naar het eeuwfeest te komen: 100 jaar Coopers Crossing betekent niets in vergelijking met de meer dan 40.000 jaar dat zij er leven. |            |                               |               |                    |                   |  |

## Seizoen 3, 1987-1988[3]
| Nr. serie | Aflevering | Titel                       | Regisseur        | Schrijver          | Uitzenddatum     |  |
| --- | ---------- | --------------------------- | ---------------- | ------------------ | ---------------- |  |
| 51 | 1          | The Noble Art               | Brendan Maher    | Peter Hepworth     | 3 maart 1988     |  |
| Sam en Emma keren terug van hun huwelijksreis. Hurtle heeft Coopers Crossing verlaten: hij is met een oude kameraad met de noorderzon vertrokken. Manager Vince komt met enkele boksers naar Coopers Crossing om een demonstratie te geven. Een van zijn contractors is Johnny Lawrence die op zeventienjarige leeftijd kampioen werd. Nu is hij eind de twintig en heeft een oogje op Kate. Hij vertrouwt haar toe dat hij destijds het kampioenschap toevallig won. Kate is zeker dat Vince Johnny gebruikt als publiekstrekker en hem niet de beloofde terugkeer naar het professioneel boksen gunt. Tijdens de demonstratie krijgt Johnny een klap waardoor hij hartritmestoornissen oploopt. Verder onderzoek toont aan dat Johnny nooit meer mag boksen waarop Vince hem ontslaat. |            |                             |                  |                    |                  |  |
| 52 | 2          | Sapphire                    | Brendan Maher    | Graham Hartley     | 10 maart 1988    |  |
| Kate en Chris houden externe consultaties en logeren bij de rijke familie Manning. Roger Manning is onlangs getrouwd met Sapphire. Roger wordt onwel en in zijn bloed wordt arsenicum ontdekt. Zijn zus Helen en huisvriend Wombat ontdekken in een krant dat Sapphire niet scheidde zoals ze beweert: haar voormalige man was miljonair die in verdachte omstandigheden stierf. Echter blijkt Helen de dader te zijn: door psychiatrische problemen kan ze het niet verdragen dat Roger trouwde. Via een list wilde ze Roger doen geloven dat Sapphire hem vergiftigde zodat hij zou scheiden. |            |                             |                  |                    |                  |  |
| 53 | 3          | Cries from the Heart        | Chris Langman    | Shane Brennan      | 17 maart 1988    |  |
| Ron Thorpe en zijn dochter Tracey rijden verloren. Ze stoppen aan het afgelegen huis van Ann Larson om de weg te vragen waarop ze vertrekken. Enkele minuten later hebben ze een auto-ongeluk waarbij Ron gewond raakt. Om aandacht te trekken, steekt hij het reservewiel in brand. Ann ziet de rookpluim en verwittigt Jack en RFDS. Bij hun aankomst is Ron buiten bewustzijn en wordt overgebracht naar Coopers Crossing. Ann beweert dat er een meisje in de auto zat, maar noch Jack noch RFDS geloven haar: sinds haar dochter enkele jaren geleden verloren liep in de bush en nooit werd gevonden, "ziet" ze regelmatig kleine kinderen. Verder zijn er ook geen aanwijzingen dat er een passagier was. Doch nadat Ron bij bewustzijn is en naar zijn dochter vraagt, wordt alsnog een zoektocht gestart en wordt het meisje levend gevonden. |            |                             |                  |                    |                  |  |
| 54 | 4          | All in a Days Work          | Chris Langman    | Luis Bayonas       | 24 maart 1988    |  |
| De RFDS is op weg naar Bob Carmody waar een consultatieronde wordt gehouden. Verschillende mensen wachten er, maar de RFDS moet het aankomstuur steeds uitstellen door opeenvolgende spoedgevallen op andere locaties: een afgehakte duim, een astma-aanval, een paardentrap, een scherf in een oog. Daarbij komt dat Lorna McPherson, een RFDS-inspectrice, haar opwachting maakt. De RFDS weet niet dat Lorna verblijft bij Carmody en allerhande klachten krijgt over het niet opdagen van de dokters en incidenten die zich in het verleden afspeelden. Doch zij levert een positief rapport af over de RFDS-vestiging in Coopers Crossing en trekt een geplande besparingsronde in. |            |                             |                  |                    |                  |  |
| 55 | 5          | Out of a Clear Blue Sky     | Colin Budds      | Leon Saunders      | 31 maart 1988    |  |
| De oudere alcoholverslaafde Walter McKay, een rondreizende verkoper van prullaria, arriveert in Coopers Crossing. Ook Marty Jarvis, een jongeman die onlangs zijn baan heeft opgegeven om doelloos rond te trekken, belandt er. Marty is een charmeur, drinkt overmatig alcohol en haalt pubergrappen uit. Een van deze grappen doet een amazone van haar paard vallen, waardoor ze een strottenhoofdobstructie oploopt. Walter, die ook ter plaatse is, voert een perfecte coniotomie uit. Hij verklaart als jongeman zijn artsenstudie opzij te hebben gezet in ruil voor de drank en vreest terecht dat Marty eenzelfde lot zal ondergaan. Niet veel later sterft Walter aan interne bloedingen ten gevolge van zijn drankmisbruik. Marty besluit zijn leven op te nemen en solliciteert naar een baan bij de overwerkte Emma. |            |                             |                  |                    |                  |  |
| 56 | 6          | Affirmative Action          | Colin Budds      | Denise Morgan      | 7 april 1988     |  |
| Sam en Emma gaan naar de tennisresidentie van de familie Greenway. Dochter Meg wil deelnemen aan een kamelenrace van 3000 kilometer. Ze verzwijgt dit uit vrees voor haar vader Lloyd die alle beslissingen in haar leven neemt en geen tegenkanting duldt. Doch nu is ze genoodzaakt aan te kondigen dat ze niet ingaat op de verloving met haar vriend Andrew - die ook door haar vader werd bedisseld - en sponsors zoekt voor de rally. Daarop krijgt Lloyd een aanval waarop de RFDS afvliegt. Na een onderzoek door Chris en een gesprek met Meg en diens moeder geeft ze hen gelijk: Lloyd veinst psychopatisch gedrag, maar enkele uren later blijkt dat die laatste aanvallen een gevolg zijn van de ziekte van Crohn. |            |                             |                  |                    |                  |  |
| 57 | 7          | Figures in Landscape        | Catherine Millar | Peter Kinloch      | 14 april 1988    |  |
| Max Prescott bracht in het verleden succesvolle kunstwerken uit, maar zijn laatste collectie werd met de grond gelijkgemaakt waardoor hij bankroet is. Nu is hij met zijn manager Charles Noonan in Coopers Crossing, onderweg naar een geheime locatie waar Max inspiratie kan opdoen. Max gaat op consultatie bij RFDS omdat hij suïcidaal is. De volgende ochtend zetten ze hun tocht verder. Uit een genomen bloedstaal blijkt dat Max lijdt aan trombocytopenie en zijn bloed niet zal stollen bij eender welke verwonding. Geoff overhaalt Charles om samen Max op te halen. Op de terugweg springt Charles zijn maagzweer, maar overleeft. Dan komt de aap uit de mouw: bedoeling was dat Max zogezegd zou verdwalen, maar in werkelijkheid zou worden opgehaald door een helikopter. Omdat de dokters zullen zeggen dat hij suïcidaal was, zal de bevolking geloven dat hij dood is waarop zijn onverkochte kunstwerken massaal worden gekocht als investering. Na een aantal maanden zou Max weer opduiken, het geld van verkoop opstrijken en niet langer failliet zijn. Maar nu achterhaalt Max ook dat Charles de beloofde helikopter niet zou sturen - en dus effectief in de bush zou sterven - waardoor laatstgenoemde al het geld zou krijgen. |            |                             |                  |                    |                  |  |
| 58 | 8          | The Devil You Know          | Catherine Millar | Michael Joshua     | 21 april 1988    |  |
| Blijkbaar is George maanden geleden in zee gegaan met een Amerikaans bedrijf. Nu krijgt hij inspectie van Kimberly White. Kimberly, die opgroeide op een ranch in Texas, is niet onder de indruk van George zijn methodes om het land en het vee te beheren. Wat ze niet weet, is dat George onder een hoedje speelt met Ted Rowly die weldra mogelijk aan het hoofd van dat Amerikaans bedrijf komt te staan. Kimberly, die ook naar die baan heeft gesolliciteerd, werd door Ted naar Australië gestuurd met het oog haar weg te promoveren en George moet dat doen lukken door nu opzettelijk aan wanbeheer te doen. Kimberly is een harde tante en duldt geen tegenspraak. Ze is ook in alle staten wanneer blijkt dat haar Amerikaanse voorschriften voor kalmeringsmiddelen niet geldig zijn in Australië. Chris maakt Kimberly duidelijk dat ze verslaafd is aan de medicatie en deze niet langer mag nemen. Het plan van Ted en George mislukt en Kimberly wordt de nieuwe vicepresident. Ze start onmiddellijk met allerhande investeringen die Baxter maandenlang bewust uitstelde. |            |                             |                  |                    |                  |  |
| 59 | 9          | Operating Solo              | Paul Moloney     | Mary Dagmar Davies | 28 april 1988    |  |
| Mike Lancaster raakt tijdens een accidentele ontploffing gewond. Tijdens de interventie maakt Geoff een kleine val en bezeert zijn knie. Mike wordt overgebracht naar Coopers Crossing met een gebroken been, maar later blijkt dat hij ook een gescheurde milt heeft waardoor Chris een splenectomie moet uitvoeren. Geoff wordt overgebracht naar Broken Hill omdat men vreest dat zijn knie gebroken is of zijn knieschijfband is afgescheurd. Gelukkig blijft het bij een spierverrekking. Omdat het ziekenhuis in Broken Hill overvol is, worden hij en Kate overgebracht naar het nabijgelegen motel. Daar kussen ze elkaar voor de eerste keer. |            |                             |                  |                    |                  |  |
| 60 | 10         | The Path of True Love       | Paul Moloney     | Andrew Kennedy     | 5 mei 1988       |  |
| Een busje met toeristen - onderweg naar Coopers Crossing - kantelt tijdens het oversteken van een riviertje. Ze worden gered en onderzocht door RFDS. Alleen Connie Porter wordt opgenomen in het ziekenhuis: het rivierwater vergiftigde haar bloed via een opgelopen wond. Connie beweert getrouwd te zijn met John die in een scheepswerf werkt in Adelaide. Uit haar persoonlijke documenten blijkt dat ze niet getrouwd is en de andere reizigers zijn van mening dat Connie vooral aandacht wil en allerhande verhalen verzint. Doch John wordt gevonden en komt over naar Coopers Crossing. Hij was 25 jaar eerder verloofd met Connie. Toen had hij een ongeval waarbij hij zijn bekken brak. Hij verbrak de verloving onder het mum dat hij met zijn handicap nooit voor haar zou kunnen zorgen, waardoor zij - vooral op aanraden van haar ouders - besloot om de wereld rond te reizen. De echte reden blijkt anders te zijn: door het ongeval werd John - die genas van de bekkenbreuk - ook impotent en onvruchtbaar, maar uit schaamte durfde hij dat destijds niet te zeggen. De twee ontmoeten elkaar opnieuw en beslissen hun relatie te hernemen. |            |                             |                  |                    |                  |  |
| 61 | 11         | The Kid                     | Colin Budds      | Shane Brennan      | 19 mei 1988      |  |
| De vijftienjarige Andy Lawson en zijn hond Sparky krijgen een lift van Marty naar Coopers Crossing om deel te nemen aan een wedstrijd schapenhoeden. Marty beseft dat de jongen van huis is weggelopen en vraagt Jack om onopvallend te werk te gaan. Een andere deelnemer is Ian Grady die al enkele jaren op rij won. Zijn zoon Scott wil enkele dagen voor de wedstrijd Andy duidelijk maken dat hun hond beter is, wat tot een vechtpartij leidt tussen beide jongens. De volgende dag wordt Andy opgenomen in het ziekenhuis: hij heeft een echinokokkose aan zijn lever, die scheurde tijdens het gevecht. De operatie verloopt met succes. Andy verliest met 1 punt van Ian en wordt dus tweede. Ondertussen blijkt dat de ouders van Andy zijn gestorven en hij sinds kort bij zijn oudere broer in de stad woont. Die broer heeft onvoldoende plaats en middelen om Sparky te onderhouden vandaar dat Andy wegliep. Ian - die honden traint om te schapenhoeden - is verbaasd over het talent van Andy en neemt hem met goedkeuring van diens broer aan als leerjongen. |            |                             |                  |                    |                  |  |
| 62 | 12         | The First Step              | Colin Budds      | John Alsop         | 26 mei 1988      |  |
| Gina Collins kreeg tijdens haar bevalling enkele maanden geleden een beroerte. Sindsdien is ze gedeeltelijk verlamd en toont geen interesse in de baby. Geoff is van mening dat ze levensmoe is en tracht haar via allerlei manieren uit die situatie te halen. Er komt een doorbraak nadat Sam haar meeneemt op een tocht op zijn paard. |            |                             |                  |                    |                  |  |
| 63 | 13         | Hopscotch                   | Chris Langman    | Alan Hopgood       | 2 juni 1988      |  |
| Emma takelt het defecte busje van de familie Sutton: vader Barry, zijn hoogzwangere vrouw Patsy en twee kinderen. De familie heeft geen geld en wonen in het busje. Ze kunnen de kosten voor herstelling ook niet betalen. De inwoners krijgen medelijden en starten een benefiet waarbij heel wat spullen en geld worden ingezameld. Patsy bevalt van een zoon, maar de volgende dag is Barry spoorloos. Zelf verdwijnt ze stiekem in een daaropvolgende nacht met haar drie kinderen en alle geschenken. Ze breken in Emma's garage en vertrekken met het busje. De volgende dag start een zoektocht nadat Emma Jack inlicht dat de remmen van het busje het elk ogenblik kunnen begeven. Ze worden gevonden, maar tot verbazing zit ook Barry in de wagen. Dan beseffen de inwoners dat Barry en Patsy oplichters zijn en hun kinderen gebruiken om extra medelijden op te wekken. |            |                             |                  |                    |                  |  |
| 64 | 14         | Jacks High                  | Chris Langman    | Denise Morgan      | 9 juni 1988      |  |
| Een groep schapenscheerders arriveert in Coopers Crossing. Ze zetten de stad op stelten, voornamelijk als gevolg van hun dronkenschap. In principe moesten ze op een boerderij van George Baxter nog een aantal schapen scheren, maar de wet verbiedt om natte schapen te scheren en natte schapenwol kan spontaan ontvlammen. Doch Baxter laat de schapen door iemand anders scheren, maar de wol ontsteekt waardoor een schuur gedeeltelijk afbrandt. Een geladen geweer in een laadbak gaat per toeval af en raakt Jack. Hij wordt met een gescheurde aorta opgenomen in de kliniek. Hij wordt overgebracht naar Broken Hill voor verdere behandeling. Violet kondigt aan dat haar kleindochter verhuist naar Engeland en wellicht met hen zal meereizen. Ze start een zoektocht naar een overnemer voor de winkel. |            |                             |                  |                    |                  |  |
| 65 | 15         | Clapped Out                 | Brendan Maher    | Tony Morphett      | 16 juni 1988     |  |
| Violet twijfelt of ze al dan niet Australië zal verlaten. Ze is ontzet dat haar taken door de inwoners worden herverdeeld. Maggie Hutton is op vraag van Nancy vanuit Windoona overgekomen om de winkel over te nemen. George zegt Violet dat "iedereen vervangbaar is" waardoor Maggie zijn nieuwe lokale campagneleidster wordt. Het lokale RFDS-inzamelfonds heeft besoten dat Violet door Maggie als voorzitster wordt vervangen. Geoff ziet in dat de gemeenschap Violet een verkeerd signaal geeft: het lijkt alsof Coopers Crossing van Violet verlost wil zijn. Hierdoor wordt het afscheidsfeest een erefeest. Na een operatie is Angus McGregor dement en verhuisd naar een bejaardentehuis in Broken Hill: zijn zoon is al enkele jaren dood en zijn schoondochter wil niet voor hem zorgen. Voor de operatie gaf Angus zijn schoondochter het hoederecht over zijn vleesboerderij. Nu is zijn kleinzoon terug uit Amerika. Angus is in werkelijkheid niet dement: hij wil via een list achterhalen of zijn kleinzoon interesse heeft om de boerderij verder te zetten daar waar hij vreest dat deze kleinzoon en zijn moeder de boerderij aan Baxter willen verkopen. Hij lukt in zijn opzet en wordt door Geoff en Chris "toerekeningsvatbaar verklaard". Hierdoor zet Angus de boerderij verder met zijn kleinzoon.                                                            |            |                             |                  |                    |                  |  |
| 66 | 16         | Private Lives, Public Faces | Brendan Maher    | Cassandra Carter   | 23 juni 1988     |  |
| Zonder medeweten van Violet heeft Maggie een inzamelactie voor RFDS op touw gezet wat tot strubbelingen leidt. Door deze ruzie en enkele andere discussies krijgt Maggie pijn in haar schouder en borst. Volgens Geoff is dit het gevolg van stress, maar zij gelooft hem niet omdat zowel haar moeder als vader stierven aan een hartaandoening. Chris kan haar wel overtuigen. Volgens verder onderzoek zijn de symptomen een gevolg van slokdarmspasme ontstaan door die stress. Violet vertrekt voor een jaar naar Engeland. Chris achterhaalt dat Mike - met wie ze al enige tijd een knipperlichtrelatie heeft - ongelukkig getrouwd is met een Française. Hij wil niet scheiden uit vrees dat zij met de kinderen naar Frankrijk vertrekt. Jack wordt tijdelijk vervangen door Larry O'Connor. |            |                             |                  |                    |                  |  |
| 67 | 17         | Wedlock                     | Paul Moloney     | David Phillips     | 30 juni 1988     |  |
| De vijftienjarige Cameron Marshall neemt zijn paard om zijn moeder stiekem te achtervolgen. Zo ontdekt hij dat zij een buitenechtelijke relatie heeft met Josh Bartlett. Op zijn terugweg valt hij van zijn paard en wordt opgenomen in het ziekenhuis met een lichte hersenschudding. De jongen klaagt ook over pijn in zijn heup dus wordt een röntgenfoto genomen. Chris ziet aanwijzingen dat de jongen mogelijk de ziekte van Legg-Calvé-Perthes heeft. Maggie is van mening dat Cameron doet alsof: het is algemeen bekend dat Camerons ouders willen scheiden en dat de jongen vier jaar eerder ook "onverklaarbare maagproblemen had. Chris en Sam zetten een list op en leggen Cameron in een overdreven verhaal uit wat hem te wachten staat als hij inderdaad die pijn heeft. Daaruit concludeert Chris dat de jongen dit veinst zodat zijn ouders bijeen blijven. Zij leggen uit dat een scheiding de enige oplossing is. |            |                             |                  |                    |                  |  |
| 68 | 18         | The Wranglers Daughter      | Paul Moloney     | Peter Kinloch      | 7 juli 1988      |  |
| Richard Sawyer - een organisator van avontuurlijke kampeertochten - verkent de omgeving van Coopers Crossing. In de RFDS-basis arriveert Don Broadie met zijn tienerdochter Amy. Amy had eerder op de dag een epilepsieaanval. Normaal gezien heeft ze medicijnen, maar deze zijn zoek. Het meisje heeft ook een geestelijke achterstand. Beide aandoeningen zijn een gevolg van subacute scleroserende panencefalitis wat ze overhield aan een infectie van mazelen als peuter. Larry achterhaalt dat het meisje onlangs werd ontvoerd uit een instelling. Don beaamt dit: na zijn scheiding enkele jaren eerder werd Amy toegewezen aan haar moeder, maar hij ontdekte recent dat zij niet naar haar omkeek en wegstak in die instelling. Amy raakt vermist, Don krijgt een beet van een gifslang en Richard valt van een helling. Amy vindt Richard, maar biedt vanwege haar handicap geen hulp en vlucht. Ze wordt gevonden door Larry, maar zij brengt hem wel naar Richard. Uit dank wordt Don - ondertussen hersteld van de beet - aangenomen door Richard als paardenverzorger. Nu hij vast werk heeft, kan Don een aanvraag indienen om het voogdijschap over Amy te krijgen. |            |                             |                  |                    |                  |  |
| 69 | 19         | Borrowed Time               | Mark Defriest    | Leon Saunders      | 14 juli 1988     |  |
| George Baxter huurt piloot Bob Archer in om zijn landen te besproeien met pesticiden. Door een incident krijgt Bob de vloeistof over zijn lichaam. De dokters zijn verbaasd dat Bob geen brandwonden heeft. George vindt dit verdacht en laat de vloeistof onderzoeken: dit blijkt een mengeling van water en melk te zijn. Bob legt uit dat hij tegen pesticiden is. Hij heeft een schuldgevoel over de dood van zijn kind enkele jaren eerder nadat dit dezelfde pesticide over zijn lichaam kreeg. Om een grote boete te vermijden, zal hij zich wel aan het contract met Baxter houden. Echter, na vertrek met het vliegtuig geeft hij over de radio herhaaldelijk aan dat hij met het vliegtuig in het drinkwaterreservoir van een grote stad zal crashen, tenzij de regering onmiddellijk besluit dergelijke pesticiden te verbieden. Niet veel later roept hij over de radio dat zijn vliegtuig een motordefect heeft waarop het contact wegvalt. Op de startbaan waar Bob vertrok blijkt dat het vliegtuig evenmin de pesticide bevatte, maar het blijft onduidelijk of Bob effectief een aanslag wilde plegen, hij daadwerkelijk motorpech had of - uit schuldgevoel - zelfmoord pleegde. Door de media-aandacht van deze potentiële aanslag verandert Baxter plots van mening en kondigt aan om biologische alternatieven te onderzoeken.                                          |            |                             |                  |                    |                  |  |
| 70 | 20         | The Forbidden               | Mark Defriest    | Andrew Kennedy     | 21 juli 1988     |  |
| Antropoloog Philip Wilson wil een grot verkennen, ook al raadt Winjin - het stamhoofd van een plaatselijke Aboriginalgemeenschap - hem dit af in verband met "slechte krachten". Philip gelooft zijn verhaal niet - in tegenstelling tot zijn vrouw Lily die ook ter plaatse is - en betreedt de grot. Enkele meters verder valt hij in een schacht. De RFDS wordt opgeroepen. Philip wordt opgenomen met een gebroken been, maar enkele uren later krijgt hij longproblemen. In het bloed vindt men geen oorzaak. Lily kan Geoff overhalen om met Winjin te spreken waarbij hij hulp krijgt van Dougie. Aan de ingang van de grot voert Winjin het eerste deel van een ritueel uit "met behulp van zijn overleden voorvaders". Dougie voert het tweede deel van dat ritueel uit aan het bed van Philip en verkondigt dat "de slechte krachten zijn verdreven". Ondertussen laat Geoff het bloedstaal onderzoeken op histoplasmose wat positief is waarop Philip een medicijn krijgt. Kate vraagt Geoff hoe hij aan deze diagnose kwam: de schimmel histoplasma capsulatum komt voor in grotten waar veel vleermuizen leven en mensen die enkele uren in zo'n grot verblijven - zoals Philip - kunnen dan geïnfecteerd geraken. Hij blijft wel vaag of het Aboriginal-ritueel al dan niet heeft geholpen in Philips herstel. Paula Patterson, een zus van Sam, start bij RFDS als radiologe. |            |                             |                  |                    |                  |  |
| 71 | 21         | She'll Be Right             | Brendan Maher    | Shane Brennan      | 28 juli 1988     |  |
| Onverwacht keert Hurtle terug naar Coopers Crossing om te pochen met zijn Rolls-Royce, maar blijkbaar werkt hij als chauffeur voor een firma die luxeauto's vervoert van Adelaide naar Sydney. Nieuwsprogramma's berichten over een opgerolde dievenbende in luxewagens en dat men nog op zoek is naar een specifieke Rolls-Royce: de auto die Hurtle bestuurt. Hurtle was zich hiervan niet bewust en samen met de dorpsbewoners wordt de auto regelmatig stiekem verzet om Larry te misleiden en in afwachting van de terugkomst van Jack omdat laatstgenoemde "een gepaste oplossing zal vinden". Jack keert terug en uit zijn bezorgdheid dat de inwoners Larry niet vertrouwen. Jack en Larry vinden het voertuig en een rechtszaak zal beslissen in hoeverre Hurtle en de inwoners schuldig worden bevonden. Een jongeman wordt opgenomen met een vermoedelijke enkelbreuk. Paula krijgt een eerste blaam van Geoff omdat zij de man inlichtte dat er niets mis is volgens de foto's en het ziekenhuis kan verlaten terwijl zij daar als radiologe geen bevoegdheid over heeft. Niet veel later staat de man er terug. Paula krijgt een tweede blaam wanneer blijkt dat de enkel wel is gebroken en dat zij een foto nam van de verkeerde voet. Mike vertelt Chris dat zijn vrouw en kinderen vertrokken naar Frankrijk en afscheid komt nemen: hij reist hen achterna.                |            |                             |                  |                    |                  |  |
| 72 | 22         | One Final Request           | Brendan Maher    | Denise Morgan      | 4 augustus 1988  |  |
| De 84-jarige Edith Cranston zendt een noodsignaal uit waarop RFDS afvliegt. Edith voelt aan dat ze weldra zal sterven, iets waarover Kate en Geoff het eens zijn. Edith wil als laatste wens dat ze op haar landgoed sterft: haar man en twee zonen zijn er gestorven en enkele weken geleden ook haar hond. Kate wil deze wens inwilligen, maar Geoff wil haar overbrengen naar Coopers Crossing. Sam stelt voor dat beiden bij Edith blijven en dat hij alleen terugvliegt, waarbij allen het eens zijn. Edith heeft afzonderlijke gesprekken met Kate en Geoff, maar met eenzelfde boodschap: ze moeten hun liefde aan elkaar zo snel mogelijk verklaren, omdat ze anders altijd alleen zullen blijven. Doch na haar dood beslissen Kate en Geoff die raad niet op te volgen. Hurtle en Vic staan terecht voor het opzettellijk verbergen van een gestolen auto. De rechter pleit hen vrij na de getuigenis van Larry die ook om clementie vraagt. Hurtle verlaat Coopers Crossing omdat Emma geen twee werkkrachten kan betalen. |            |                             |                  |                    |                  |  |
| 73 | 23         | Roxanne                     | Chris Adshead    | Peter Hepworth     | 11 augustus 1988 |  |
| Op haar terugweg van een interventie stopt Emma aan een wagen die in panne staat. De twee inzittenden hebben eerder op de dag een roofoverval gepleegd waarbij de man een steekwond opliep. De vrouw, Roxanne, gijzelt Emma. Eerst brengen ze de man naar een afgelegen, verlaten schuur om vervolgens Chris te ontvoeren zodat zij de wond kan hechten. Volgens Chris zal een hechting niet voldoende zijn en vreest een nakende peritonitis, maar Roxanne gelooft dat niet en denkt dat Chris haar wil misleiden met moeilijke medische termen. In Coopers Crossing wordt een zoektocht gestart. Sam en Jack vinden hen. Chris voelt medelijden met Roxanne die als jonge tiener mishandeld werd door haar stiefvader, wiens baby werd afgenomen en in tal van instellingen zat waar niemand iets om haar welzijn gaf. Nancy heeft Coopers Crossing voor ongekende tijd verlaten om te zorgen voor haar zieke zus. |            |                             |                  |                    |                  |  |
| 74 | 24         | Don't Tell Anybody          | Chris Adshead    | Luis Bayonas       | 18 augustus 1988 |  |
| Tijdens een kinderkamp op het landgoed van Rodney wordt een "initiatie overleven in de bush" georganiseerd. Geoff en Kate geven een EHBO-cursus, Dougie spoorzoeken, Marty kleine autoherstellingen. Rodney beweert dat in een van de slaapkamers in zijn huis de geest ronddwaalt van een vermoord familielid en dat de geest zich af en toe laat zien. Marty gaat daarop akkoord om in de bewuste slaapkamer te overnachten. Paula haalt 's nachts een grap uit door zich als geest voor te doen, maar een geschrokken Marty loopt het huis uit en valt van een nabijgelegen klif. Hij heeft slechts wat oppervlakkige wonden. Ze besluiten om die grap geheim te houden. Geoff en Sam waren eerder opgeroepen voor een noodgeval en zijn nog ter plaatse: het vliegtuig is defect en ze worden geteisterd door een agressieve hond. Ze besluiten om het voorval met de hond geheim te houden. Chris, Emma en Maggie zijn in Coopers Crossing en durven het café niet te verlaten vanwege drie stoere, dronken mannen. Daardoor zijn de vrouwen genoodzaakt te overnachten in het motel en spreken af dat dit hun geheim is. Jack verklaart aan Chris dat hij de betreffende geest zag, maar wil dat dat een geheim blijft. |            |                             |                  |                    |                  |  |
| 75 | 25         | No Way Back                 | Colin Budds      | Alison Nisselle    | 25 augustus 1988 |  |
| Door een defect aan het RFDS-vliegtuig is Sam technisch werkloos. Daarom gaan hij en Emma voor een week naar het landgoed van Ann Larson. Daar krijgt Emma, die al enkele weken zwanger is, een miskraam. Ondanks George Baxter haar met zijn vliegtuig nog kan overbrengen naar Coopers Crossing is het voor de ongeboren baby te laat. George aast al langer op het landgoed van Ann en kan haar doen inzien dat ze de verlieslatende schapenboerderij moet verkopen. Echter, ze gaat niet in op zijn aanbod en organiseert ze een openbare verkoop. George belt met zijn Amerikaanse baas voor de nodige financiën, maar het is Sam die het hoogste bod geeft en de nieuwe eigenaar wordt. |            |                             |                  |                    |                  |  |
| 76 | 26         | Johnnie Come Home           | Colin Budds      | Tony Morphett      | 1 september 1988 |  |
| Tijdens de begrafenis van de vader van Harry McDonald merkt diens vrouw een man op aan de kant van de begraafplaats. Hij vlucht weg waarop zij de achtervolging inzet, maar de man ontvlucht doch hij belandt enkele kilometers verder in een gracht. Julie beweert dat de man Johnnie is, de twee-eiige tweelingbroer van Harry, die twintig jaar eerder verdween. Johnny is een mogelijke nierdonor voor Harry die een nierziekte heeft. Johnnie wordt gevonden en overgebracht naar Coopers Crossing met een hersenschudding. Hij beweert in eerste instantie geen broer te zijn van Harry en ook Harry zelf ontkent dat. Uiteindelijk bekennen ze dat Johnnie tijdens de Vietnam-oorlog deserteerde en mogelijk nog steeds wordt gezocht door de overheid. Hij leeft nu ondergedoken bij een groep hippies. Onder voorwaarden geeft Johnnie toestemming om een test te laten uitvoeren of hij donor kan zijn. George Baxter zat tijdens de openbare verkoop niet aan zijn maximumbod. Hij tracht Sam en Emma ervan te overtuigen dat ze de lening nooit kunnen afbetalen, om nog maar te zwijgen over alle noodzakelijke herstellingskosten, maar zij gaan niet in op zijn voorstel om het landgoed voor een hogere prijs over te kopen. |            |                             |                  |                    |                  |  |

## Seizoen 4, 1988[4]
| Nr. serie | Aflevering | Titel                  | Regisseur      | Schrijver      | Uitzenddatum      |  |
| --- | ---------- | ---------------------- | -------------- | -------------- | ----------------- |  |
| 77 | 1          | Look, Up In The Sky    | Mark Callan    | John Alsop     | 8 september 1988  |  |
| Na een zandstorm is de Nomad beschadigd. Om geld in te zamelen voor de herstelling wordt een luchtballonwedstrijd georganiseerd. De bestuurder van een van de ballons krijgt tijdens de vlucht hevige pijn: hij heeft een navelbreuk. |            |                        |                |                |                   |  |
| 78 | 2          | Preacher Man           | Mark Callan    | Alan Hopgood   | 15 september 1988 |  |
| Vera Simpson kan niet meer gaan. Geoff vindt geen medische oorzaak waarop zij hem verbaal aanvalt en zegt elders hulp te zoeken. Predikant Edward 'Teddy' Faithful arriveert in Coopers Crossing en organiseert een bijeenkomst waar de bekende zangeres Jenny Rose zal optreden. Teddy beweert dat mensen tot veel in staat zijn wanneer ze in Jezus geloven en dat hijzelf de kracht heeft om wonderen te verrichten. Dat gebeurt ook: na aanraking van Maggie heeft zij minder last van stress, al is duidelijk dat hij relaxatietherapie toepast. Tijdens de bijeenkomst gebeuren er nog twee wonderen: een blinde kan terugzien en Vera kan terugwandelen. Sam merkt op dat hij de blinde enkele uren eerder zag en dat deze toen perfect kon zien. Teddy's manager Brett biecht aan iedereen op dat hij mensen geld geeft om een aandoening te veinzen en dat Teddy noch Jenny hiervan op de hoogte zijn. Vera verontschuldigt zich bij Geoff voor haar eerdere uitval, maar het blijft onduidelijk of zij al dan niet werd betaald door Brett of dat er een andere reden is waarom zij plots terug kan wandelen. Jenny weet Teddy ervan te overtuigen zijn werk – zonder Brett – voort te zetten, daar hij mensen psychologische moed geeft om zaken terug te kunnen doen.                                        |            |                        |                |                |                   |  |
| 79 | 3          | The Fear, Part One     | Brendan Maher  | Andrew Kennedy | 22 september 1988 |  |
| Kimberly White arriveert in Australië om het landgoed van George Baxter te inspecteren. Ze heeft haar tienerzoon Tod meegebracht. Tijdens een rondrit houden ze even halt, maar Tod weigert uit te stappen om de omgeving te verkennen, waardoor Kimberly en de bestuurder hem achterlaten. Plotseling stapt hij uit de auto en hij komt enkele meters verder ten val, waarbij hij een achillespeesblessure oploopt. Hij wordt overgebracht naar het ziekenhuis in Coopers Crossing, waar leeftijdsgenoot Danny Duncan verblijft vanwege een zonneslag opgelopen tijdens een sportwedstrijd. Tod moet voor zijn kinesitherapie het ziekenhuis verlaten, maar hij krijgt telkens angstaanvallen. Hij wijt dit toe aan de gedachte dat hij wordt gebeten door de giftige/gevaarlijke dieren die in Australië leven. Zo'n slang kroop trouwens in de auto waardoor hij genoodzaakt was te vluchten waarbij hij de val maakte. Chris begint te beseffen dat er een andere psychologische oorzaak is. Kimberly vraagt zich af waarom er in Coopers Crossing geen overdekt sportcentrum is waar mensen terechtkunnen indien het te warm is: daardoor lopen er minder mensen zonnebrand op en zijn er ook minder gevallen van huidkanker.                                                                                       |            |                        |                |                |                   |  |
| 80 | 4          | The Fear, Part Two     | Brendan Maher  | David Boutland | 29 september 1988 |  |
| Chris haar diagnose staat vast: Tod heeft agorafobie, een ongeneselijke aandoening. Er valt mee te leven als Tod zich in een psychologische veilige omgeving voelt: dat verklaart ook waarom hij in staat was om de vliegreis van Amerika naar Australië te maken omdat zijn moeder hem zulk veilig gevoel gaf. Kimberly wil het tegendeel bewijzen, maar daarbij krijgt Tod een gewelddadige angstaanval. Tod erkent dat hij die aandoening heeft en dat er geen slang in de auto zat. Danny, ondertussen ontslagen uit het ziekenhuis, nodigt Tod uit, maar dat kan alleen per vliegtuig. Net voor landing krijgt Tod een aanval en zet Sam de terugreis in. Danny had het vliegtuig zien aankomen en rijdt met zijn brommer naar de landingsplaats, maar onderweg valt hij in een kuil. Tod ziet dat, waardoor Sam genoodzaakt is te landen. Danny heeft alleen wat schaafwonden. Kimberly geeft een riante cheque aan Jack met de opdracht om een sportcomplex te bouwen, maar op een manier waarbij George Baxter niet met de eer zal lopen. |            |                        |                |                |                   |  |
| 81 | 5          | Fair Go                | Paul Moloney   | Shane Brennan  | 6 oktober 1988    |  |
| Vic vertelt George over het bestaan van de cheque. George tracht Jack te overtuigen het geld te investeren in het "Baxter Memorial Park", maar de bevolking achterhaalt dat er een contract is waarin staat dat de familie Baxter het park elke twintig jaar een volledige renovatie moet geven en dat George nu misbruik wil maken om dit te bekostigen met die cheque in plaats van met zijn eigen vermogen. Nick - de "vliegende postbode" - gaat op pensioen en wordt vervangen door Frank. Frank zijn tarieven zijn veel hoger en vraagt ook geld voor transporten die voorheen gratis waren. RFDS krijgt een oproep van Gail Morris. Omdat het postvliegtuig op dat ogenblik niet ver van Gail is, wordt Frank gestuurd in plaats van Sam. Gail weigert in te stappen omdat ze 100 dollar moet betalen voor het vervoer daar waar Nick "medisch transport" gratis deed. Enkele uren later wordt ze bewusteloos gevonden als gevolg van hypoglykemie. De bevolking kant zich meer en meer tegen het nieuwe posttransport waardoor Frank inziet dat hij te duur is en zijn tarieven moet verlagen. Jack en Chris starten met de bouwtekeningen van het sportcomplex. |            |                        |                |                |                   |  |
| 82 | 6          | Broken Airwaves        | Paul Moloney   | Denise Morgan  | 13 oktober 1988   |  |
| Omdat een architect en bouwondernemer te duur zijn, beslissen Jack en Chris de lokale bevolking in te schakelen om het sportcomplex te bouwen, maar er daagt niemand op. Kate dreigt met ontslag omdat iedereen haar gebruikt als privésecretaresse terwijl ze een medisch verzorgster is. Daarop rijdt ze af naar een rodeowedstrijd. Onderweg krijgt ze autopech en zet de tocht verder met haar paard dat in de trailer zit. Kate valt van het paard en heeft een gedeeltelijk geheugenverlies. Ze komt terecht in een jagershut waar een werkende radio is. In Coopers Crossing weet men het einddoel van Kate en wordt er contact opgenomen met boerderijen die op haar vermoedelijke route liggen. Zo kan men achterhalen op welke boerderij men het radiosignaal van Kate het best ontvangt en wordt ze gevonden. |            |                        |                |                |                   |  |
| 83 | 7          | Bed and Board          | Brendan Maher  | Luis Bayones   | 20 oktober 1988   |  |
| Kate veinst dat ze nog last heeft van haar nek, maar in werkelijkheid wil ze "uit luiheid" ontsnappen aan haar joggingafspraken met Geoff. Ron Hawkings arriveert in Coopers Crossing en zoekt werk in ruil voor kost en inwoon. Hij wordt door Emma aangenomen om allerlei klusjes uit te voeren. Bij een tweede poging voor het graven van de fundering komt wel volk opdagen, maar zowat iedereen moet noodgedwongen vertrekken. Jack trapt in een spijker en moet met Chris en Kate naar het ziekenhuis voor een tetanusinspuiting. Alle anderen moeten halsoverkop naar de boerderij van Sam en Emma waar schapen zonder kenteken zijn uitgebroken en op het land van Baxter zijn terechtgekomen. De wet schrijft voor dat zulke schapen behoren tot het landgoed waarop ze zich bevinden. Alle schapen worden gerecupereerd. Ron had ooit een relatie met Maggie toen zij zeventien jaar was, maar vertrok met de noorderzon nadat zij zwanger werd. Maggie legt hem uit dat de baby stierf na de geboorte en dat ze wil dat Ron Coopers Crossing verlaat wat hij ook doet. |            |                        |                |                |                   |  |
| 84 | 8          | Breaking the Drought   | Brendan Maher  | John Reeves    | 3 november 1988   |  |
| Dougie zoekt zijn neef Billy op om te helpen op zijn boerderij. Billy krijgt hevige pijn en RFDS wordt opgeroepen: hij heeft een geperforeerde darm. Nomad zit zonder brandstof. Het was de bedoeling om bij Billy te tanken, maar door een vonk ontploft alle brandstof en moet Chris de operatie ter plaatse uitvoeren en moet men wachten tot wanneer er nieuwe brandstof wordt geleverd. De volgende dag voert Billy een ritueel uit om het te laten regenen. Ondanks het weerbericht voorspelt dat het nog enkele dagen droog zal blijven, start er later op de dag in en rondom Coopers Crossing een hevige regenbui en heeft iedereen terug voldoende water. |            |                        |                |                |                   |  |
| 85 | 9          | Family Secrets, Part 1 | Mark Defriest  | Tony Morphett  | 10 november 1988  |  |
| Iedereen is verbaasd wanneer Barry opduikt, een oudere broer van Geoff waarvan niemand zijn bestaan wist. Barry overtuigt Vic: Vic zal de openstaande caférekeningen kwijtschelden aan iedereen die materiaal brengt en komt helpen met de bouw van het sportcomplex. Dit is een succes en op korte tijd is het complex volledig af. Vic krijgt al snel spijt, want Barry gaat met alle eer lopen. Ook Geoff - die net een kind van de verdrinkingsdood redde - is niet blij met de komst van zijn broer. |            |                        |                |                |                   |  |
| 86 | 10         | Family Secrets, Part 2 | Mark Defriest  | Tony Morphett  | 17 november 1988  |  |
| Barry maakt zich minder en minder geliefd: hij komt terug op zijn erewoord een auto te kopen bij Emma, hij tracht Kate ongewenst te benaderen en speelt tijdens een dolle autorit met hun leven, hij weigert zijn rekening bij Vic te betalen. Geoff legt Kate uit dat zijn broer op zijn zestiende ging werken en een moeilijk leven leidde, zeker na de dood van hun vader aan de gevolgen van tuberculose. Barry stuurde destijds geld op om zijn familie te onderhouden en denkt dat dat geld grotendeels werd gebruikt voor de studies van Geoff. Hij wil niet geloven dat Geoff zijn studies zelf betaalde door allerlei studentenbaantjes aan te nemen. Geoff verklaart zijn liefde aan Kate, maar zij wil Coopers Crossing verlaten om Geoff net te vergeten, omdat hij zo moeilijk te doorgronden is. |            |                        |                |                |                   |  |
| 87 | 11         | All You Need Is Luck   | Colin Budds    | Annie Beach    | 9 februari 1989   |  |
| Penny Armstrong vervangt Kate die voor onbepaalde tijd afwezig is. Sindsdien krijgt Maggie terug paniekaanvallen: zij blijkt haar voormalig buurmeisje te zijn en er is al meer dan twintig jaar een vete tussen beide families. Maggie vertelt Emma dat haar baby niet stierf: haar moeder voedde David op als haar eigen zoon en Maggie werd zogezegd zijn veel oudere zus. Toen David 21 jaar werd, vertelde Maggie de waarheid waarop hij met de noorderzon vertrok. Jean Lambert wil eerst een kind van haar werkkracht Russ Evans alvorens ze overweegt met hem te trouwen. Op advies van DJ vraagt ze Russ ten huwelijk, maar uit een test blijkt dat hij onvruchtbaar is. Na een gesprek met onder anderen Chris overwegen ze kunstmatige inseminatie via een spermadonor al biedt dat geen garantie gezien de leeftijd van Jean. |            |                        |                |                |                   |  |
| 88 | 12         | The Silly Season       | Colin Budds    | Cliff Green    | 16 februari 1989  |  |
| Jamie krijgt een lift van de zwijgzame Lloyd Summerset. Onderweg worden ze verblind door lichten en geraken van de weg. Jamie beweert dat een ufo hen van de weg tilde. Uit nieuwsberichten blijkt dat er enkele dagen eerder ook een ufo-incident was. Vic ziet grote winsten: enkele grote kranten zullen naar Coopers Crossing komen om Jamie te interviewen wat ook heel wat ufo-spotters zal lokken, maar de kranten haken af nadat blijkt dat het eerdere incident opgezet spel was. Lloyd lijdt aan leukemie en is stervende. Hij werkte in een geheime nucleaire testcentrale. Nu wil hij een boek uitbrengen waarmee hij de bevolking wil inlichten over die testen en mogelijke gezondheidsrisico's, maar de overheid wil hem vinden omdat hij destijds een contract ondertekende met volledige zwijgplicht. Hij wil absoluut vermijden dat de media hem vinden en verklaart de juiste omstandigheden van het auto-ongeval niet te weten. Doch Jack had de man doorgelicht om eventuele familieleden te bereiken, waardoor de overheid weet waar Lloyd verblijft, maar bij hun aankomst is Lloyd overleden. Net voor zijn dood gaf Lloyd het betreffende manuscript aan Geoff. Geoff verbergt het boek voor de overheid. Net voor de aftiteling merkt een vrachtwagenchauffeur vreemde lichtverschijnselen op. |            |                        |                |                |                   |  |
| 89 | 13         | Every Situation        | Arch Nicholson | Michael Joshua | 23 februari 1989  |  |
| George Baxter opent als parlementslid een instelling voor jeugdcriminelen. Een reporter interviewt George met de vraag of er geen alternatieve opvang mogelijk is. Daarbij manipuleert de reporter het gesprek op zo'n manier dat George twee veroordeelden - Rick en Alan - onderdak geeft om hen te re-integreren in de maatschappij. De twee stelen uit Maggies winkel en zenden later op de dag een noodoproep uit. Deze laatste wordt onmiddellijk door RFDS herkend als zijnde vals en ze geven de jongens een berisping. George hoorde de noodoproep ook en wil de jongens terug naar de instelling sturen. De twee vluchten, maar om tijd te winnen blokkeren ze de landingsbaan op het ogenblik George wil landen. Daardoor heeft George een ongeval en moeten de twee terug een noodoproep sturen die in eerste instantie ook als grap wordt beschouwd tot wanneer Geoff details vraagt over de juiste verwondingen. George wil de jongens daarop voor de rechter daagden, maar zij chanteren hem: deze actie zal bewijzen dat George' alternatieve re-integratieproces niet werkt en hij het voorstel alleen maar aanvaardde omwille van zijn eigen imago. |            |                        |                |                |                   |  |
| 90 | 14         | The Storyteller        | Arch Nicholson | Shane Brennan  | 2 maart 1989      |  |
| Bernie Gallagher en enkele anderen klagen Dougie aan wegens het opzettelijk toebrengen van verwondingen. Tot verbazing van Jack verklaart Dougie dat dat de waarheid is. Jack en Chris komen uiteindelijk tot het besluit dat Bernie een racist is en zijn dochter Linda verliefd is op Tommy Baringa. Tommy is een Aboriginal songliner en Dougie wil vermijden dat Tommy zal worden gearresteerd. Volgens Dougie kan een songliner niet overleven in een gevangenis en besloot Dougie de schuld op zich te nemen. Linda blijkt een gewonde Tommy te verbergen in een van de stallen, maar Bernie achterhaalt dit. Er ontstaat een gevecht waarbij Tommy Bernie neersteekt met een mestvork. Bernie overleeft, maar Tommy pleegt de volgende dag zelfmoord in de cel. Chris ontdekt dat ze een feochromocytoom heeft. |            |                        |                |                |                   |  |
| 91 | 15         | The Choice             | Mark Defriest  | Denise Morgan  | 9 maart 1989      |  |
| Robert Morton maakt een noodoproep: Sandra en Kerry zijn zonet gecrasht met hun vliegtuig op de landingsbaan. Omdat de baan versperd is met brokstukken, is Sam genoodzaakt met een kleiner vliegtuig af te vliegen dat maar één patiënt kan vervoeren. Chris en Geoff beslissen om Sandra te vervoeren daar waar Robert Kerry wil laten overbrengen omdat zij niet vastzit. Sandra wordt met succes geopereerd, maar Kerry overlijdt aan haar fatale verwondingen. Kate komt terug, maar biedt haar baan aan aan Penny. Penny weigert en keert terug naar haar officiële werkplaats. Chris vertrekt naar Sydney voor een behandeling aan haar feochromocytoom. |            |                        |                |                |                   |  |
| 92 | 16         | A Shade of Doubt       | Mark Defriest  | Neil Luxmoore  | 16 maart 1989     |  |
| Een roekeloze piloot landt op het vliegveld van Coopers Crossing. De man is amper bij bewustzijn en wordt overgebracht naar het ziekenhuis. De passagier - Su Arnold - beweert dat de piloot Gary is en tevens haar vader. Ze hebben altijd in Sydney gewoond. Daar de man Australiër is en het meisje duidelijk van Aziatische afkomst, twijfelt men aan haar verhaal. Daarbij komt dat het meisje gebrekkig Engels spreekt, tal van oude brandwonden en oudere littekens heeft en geen typisch Australische dieren kent zoals een kangoeroe. Wanneer bij Gary tyfus wordt vastgesteld, spreekt Su de waarheid. Haar moeder woonde in Vietnam waar ze tijdens de oorlog zwanger werd van Gary, maar hij keerde na de oorlog terug naar Australië. Na de dood van haar moeder werd Su overgebracht naar een gevangenenkamp in Thailand waar ze op allerlei manieren mishandeld werd. Haar vader traceerde haar en ontvoerde ze enkele dagen geleden uit dat kamp en bracht ze illegaal over naar Australië. Dankzij Jack krijgt ze een tijdelijk visum. Indien de immigratiedienst van mening is dat Gary werkelijk haar vader is, zal hij wellicht vrijuit gaan en zal Su een vaste verblijfsvergunning krijgen. |            |                        |                |                |                   |  |
| 93 | 17         | Mick and Julia         | Brendan Maher  | Luis Bayonas   | 23 maart 1989     |  |
| Mick en Julia arriveren in Coopers Crossing. Via een radiobericht vermoedt Maggie dat Julia gezocht wordt door haar dochter. Mick beaamt dat: Julia werd door haar dochter weggestoken in het rusthuis waar ze wegkwijnde. De sportieve Mick overtuigde Julia om met hem te vluchten. Het RFDS-inzamelfonds organiseert een loopwedstrijd. Kort na de wedstrijd overlijdt Mick. Julia neemt daarop een overdosis medicijnen, maar overleeft. Ze vertrekt naar een ongekende bestemming. Chris keert terug uit Sydney. Haar feochromocytoom zit op een aorta, en daarom werd in overleg met haar chirurg besloten dit te bestrijden met medicijnen. Geoff legt Kate uit dat de locatie van de tumor het probleem is: bij operatie is de kans op overleving nihil. |            |                        |                |                |                   |  |
| 94 | 18         | The Deal               | Brendan Maher  | Tony Morphett  | 30 maart 1989     |  |
| Marjorie Davis is gouvernante bij de familie Gardiner en woont er met haar zoon Tim. De kinderen melden over de radio dat Marjorie niet meer kan ademen. De RFDS haalt Marjorie op, waarbij tijdens een onderzoek ter plaatse Tim blijft beweren dat ze geen astma heeft. In het ziekenhuis stelt men vast dat ze die aandoening wel heeft, maar ook dat ze een longontsteking heeft opgelopen. Wanneer ze aan de beterende hand is, zegt Tim tegen Chris en Kate dat hij weldra zal sterven: hij bad eerder op de dag tot God met de vraag zijn moeder in leven te laten in ruil voor zijn eigen leven. Priester Jacko moet de jongen ervan overtuigen dat God hem niet zal laten sterven vanwege dat gebed. Marjorie bekent dat zij haar astma geheim houdt uit vrees te worden ontslagen, maar haar werkgevers leggen uit dat ze die intentie niet hebben. |            |                        |                |                |                   |  |
| 95 | 19         | A Thing of Beauty      | Marcus Cole    | Brian Wright   | 6 april 1989      |  |
| Emma's voormalige klasgenote Jenny Fletcher komt op bezoek. Emma merkt op dat Jenny fel is vermagerd sinds de laatste keer ze haar zag, niets eet en 's nachts braakt. Ze overtuigt Jenny om op consultatie te gaan bij Geoff. Geoff vermoedt dat ze anorexia nervosa heeft, wat later wordt bevestigd. Ondanks Jenny ontkent een probleem te hebben, vertelt Geoff later aan Kate dat Jenny besloten heeft psychotherapie te volgen. Sam en Emma ontvangen een brief van het "Australian Department of Mines": hun grond bevat mogelijk waardevolle ertsen en de overheid heeft interesse om er aan mijnbouw te doen. Hierdoor zouden Sam en Emma rijk worden, maar na bijkomend onderzoek haakt het departement af: de grond bevat voornamelijk cassiteriet waar te weinig vraag naar is en de mijn niet rendabel zou zijn. |            |                        |                |                |                   |  |
| 96 | 20         | Cadenza                | Marcus Cole    | Alan Hopgood   | 13 april 1989     |  |
| Het getalenteerde jeugdorkest "Junior Strings of Melbourne" is op zoek naar fondsen om hun reis naar Europa te bekostigen. Ze geven nu een optreden op het landgoed van George Baxter. Solist Andrew blijkt veel af te kennen van automechanica. Wanneer Marty een auto herstelt, wil Andrew aanduiden dat Marty eerst een ander onderdeel moet vervangen. Daarbij komt Andrew met zijn hand vast te zitten en snijdt hij een gevoelszenuw door. Geoff kan de zenuw via een operatie hechten, maar het blijft onduidelijk of de zenuw zich voldoende zal herstellen om viool te spelen op professioneel niveau. |            |                        |                |                |                   |  |
| 97 | 21         | Mates                  | Mandy Smith    | Shane Brennan  | 20 april 1989     |  |
| Vic krijgt telefoon van Nancy: de medische situatie van haar zus is aan de beterhand, maar de behandeling zou men in New York moeten verderzetten. Dat zou 100.000 Australische dollar kosten. Na een gesprek met onder anderen Geoff, George Baxter en de bankdirecteur concludeert Vic dat een verkoop van zijn pub de enige oplossing is om aan dat geld te geraken. Zwerver en hoefsmid Luke Mitchell arriveert in Coopers Crossing. Emma schakelt hem in om haar paarden van nieuwe hoefijzers te voorzien. Luke rijdt met zijn auto naar Emma's landgoed, maar tijdens de rit vermoedt Luke dat er iets mis is en stapt uit zijn auto. Daarop ontploft een gasfles die de auto en alle bezittingen van Luke vernielt. De dokters zijn verbaasd dat Luke slechts oppervlakkige wonden heeft, weinig pijn heeft en snel geneest. Volgens Luke ligt dit aan zijn techniek: transcendente meditatie. Vic geeft een feestje om zijn zestigste verjaardag te vieren, maar na zijn speech vertrekt hij stiekem. Alleen Geoff is hiervan getuige en heeft nog een kort gesprek met Vic. Hieruit wordt duidelijk dat Luke de nieuwe uitbater is van de pub en dat Vics vertrek niet definitief is. |            |                        |                |                |                   |  |
| 98 | 22         | The Child              | Mandy Smith    | David Boutland | 27 april 1989     |  |
| Alice Jenkins bevalt van een zoon. Tegen de dokters zegt Alice dat ze haar vader Ray wijsmaakte dat het kind werd verwekt door een tijdelijke stalknecht, maar zelf blijft ze onduidelijk over diens ware identiteit. Ray beweert dat het kind een mirakel is en dat het zal moeten worden besneden, iets waarmee Geoff en Alice het oneens zijn. Ray verklaart in de pub dat zijn dochter zwanger werd via een "onbevlekte ontvangenis" en dat het kind de nieuwe Messias is. Nadat Alice tegen haar vader zegt dat hij krankzinnig is, verdwijnt hij spoorloos. Het lot van zowel Alice, het kind als Ray blijft ongekend. Chris krijgt hartritmestoornissen en er wordt een afspraak geregeld in het ziekenhuis van Broken Hill voor de verwijdering van haar tumor. |            |                        |                |                |                   |  |
| 99 | 23         | Next To Go             | Brendan Maher  | Tony Morphett  | 4 mei 1989        |  |
| Chris wordt opgenomen in het ziekenhuis van Broken Hill. Daar krijgt ze regelmatig bezoek van Jamie, een jongen die op de kinderafdeling ligt. De jongen is overtuigd dat hij zal sterven: zijn bed staat het dichtst bij de verpleegsters, daardoor is hij "het meest zieke kind" en dergelijke kinderen sterven. De verpleegsters van de kinderafdeling zeggen dat dit idee is ontstaan omdat de drie vorige patiënten zijn overleden. Chris tracht de kinderen uit te leggen dat het niets uitmaakt in welk bed je ligt, maar zij geloven haar niet. Na de operatie van Chris blijkt Jamie te zijn overleden. Hierdoor krijgt men een nieuw idee: men zegt de kinderen dat Jamie "naar huis is" en dat het ziekenhuisbed nu wordt ingenomen door het kind dat het snelst terug naar huis mag. In Coopers Crossing organiseert men een bunyipevenement. |            |                        |                |                |                   |  |
| 100 | 24         | Gotta Have Friends     | Brendan Maher  | Denise Morgan  | 11 mei 1989       |  |
| Vic belt met de melding dat Nancy's zuster is overleden. Josie Stirling brengt een bezoek aan Maggie met wie ze al dertig jaar bevriend is, maar er ontstaat ruzie. Josie verwijt Maggie dat ze nooit iets van haar leven heeft gemaakt, in het verleden blijft leven (het vertrek van haar man en zoon) en haar dromen niet waarmaakt. Maggie is van mening dat Josie na 30 jaar huwelijk ook terug alleen is en nog steeds een huisvrouw is. Josie en Maggie leggen dit terug bij en beslissen om Josies boerderij samen verder te zetten. Luke verklaart aan Geoff dat hij de pub niet echt heeft gekocht, maar wel dat George Baxter er iets mee te maken heeft. Geoff tracht zijn nieuwe patiënt geheim te houden: een ezelin die treurt omdat ze geen aandacht krijgt. |            |                        |                |                |                   |  |

## Seizoen 5, 1989[5]
| Nr. serie | Aflevering | Titel                  | Regisseur        | Schrijver                      | Uitzenddatum      |  |
| --- | ---------- | ---------------------- | ---------------- | ------------------------------ | ----------------- |  |
| 101 | 1          | The Gift               | Brendan Maher    | Chris Page                     | 18 mei 1989       |  |
| Een jong koppel heeft een auto-ongeval waarbij de man - Jimmy - zwaargewond raakt. David Ratcliffe start als nieuwe dokter in Coopers Crossing. Op het rijbewijs van Jimmy staat een officiële zegel "orgaandonor te zijn". Daarop wil David een procedure starten om Jimmy's nieren te verwijderen, maar Chris wil eerst advies van Geoff. Geoff vindt om onder andere ethische redenen dat dit besproken moet worden met de vrouw en ouders van Jimmy daar waar David stelt dat de vermelding op het rijbewijs wettelijk gezien voldoet. Jimmy wordt klinisch doodverklaard en zowel de vrouw als ouders zijn van mening dat men de nieren mag gebruiken. Marty heeft Coopers Crossing verlaten en verblijft volgens een opgestuurde foto in Surfers Paradise. Vic en Nancy zijn teruggekeerd, Sam is voor ongekende tijd in Sydney. Geoff en Kate beslissen om te trouwen. |            |                        |                  |                                |                   |  |
| 102 | 2          | Second Chance          | Brendan Maher    | Denise Morgan                  | 25 mei 1989       |  |
| Paula komt Emma helpen bij de takeling van een terreinwagen die in een laagstaande rivier is gekanteld. Tijdens de takeling breekt een spankabel af en komt Emma in het water met een arm onder het voertuig vast te zitten. Pogingen om met behulp van andere voertuigen de gekantelde wagen recht te trekken mislukken. Ondertussen is RFDS ter plaatse. Door het stijgende rivierwater dreigt Emma te verdrinken en zet men de procedure in voor een armamputatie. Die amputatie kan nog nipt vermeden worden: George Baxter arriveert met een tractor die voldoende kracht heeft om het voertuig op te tillen waardoor Emma's arm vrijkomt. |            |                        |                  |                                |                   |  |
| 103 | 3          | Not The Malarvys       | Catherine Millar | Shane Brennan                  | 1 juni 1989       |  |
| Een van de kinderen van het rondreizende gezin Malarvys wordt opgenomen in het ziekenhuis met een longontsteking. Daardoor belandt de rest van het gezin in het motel van Vic. De oudste dochter - Rosie - krijgt gevoelens voor David. Door een misverstand tijdens een dans denkt Rosie dat David haar ten huwelijk vroeg. Haar ouders zijn in de wolken en van mening "dat de liefde wel komt". David verklaart Rosie dat zij hem verkeerd interpreteerde. Rosie vertelt Kate dat ze wil trouwen om van haar familie verlost te zijn: niet omdat ze hen haat, wel omdat ze er geen eigen leven kan opbouwen. Kate overtuigt Rosie om niet te trouwen en een opleiding "verpleging" te volgen. |            |                        |                  |                                |                   |  |
| 104 | 4          | The Adventure          | Catherine Millar | Luis Bayonas                   | 8 juni 1989       |  |
| Een fotografe, model en hun chauffeur Peter arriveren in Coopers Crossing om in de outback foto's te nemen voor een modemagazine. Luke blijkt Peter te kennen, al zegt hij tegen Jack het omgekeerde. Daar een model afbelt wordt Paula als vervangster ingeschakeld. Luke overtuigt Paula om hem mee te nemen, omdat hij het geen goed idee vindt dat drie vrouwen alleen met Peter vertrekken en niemand van hen de nodige kennis heeft om te overleven in de outback. Jack vindt dat verdacht en gaat op onderzoek: hij ontdekt dat Peter een ontsnapte gevangene is. Hoewel niet expliciet vermeld, kan men uit de context en verdere verhaal afleiden dat Peter wellicht meerdere vrouwen vermoordde met messteken. Tijdens de fotoshoot valt Luke van een helling en breekt daarbij zijn been. RFDS wordt via de radio opgeroepen en Chris geeft Peter instructies om een incisie te maken in Luke zijn been omdat dit anders zal afsterven. Bij aankomst van RFDS en Jack is Peter reeds gevlucht, maar op het einde van de aflevering wordt vermeld dat hij zich in een politiestation vrijwillig heeft aangegeven. Chris onthult in het café dat Kate en Geoff naar een ander stadje zijn gereden om er te trouwen, niet wetende dat het huwelijk niet kon worden voltrokken omdat de ceremoniemeesters de nodige papieren verloren hebben gelegd. De inwoners van Coopers Crossing zijn ietwat onthutst dat dat huwelijk in het grootste geheim verloopt en zij geen uitnodiging hebben ontvangen voor de bruiloft en feest. |            |                        |                  |                                |                   |  |
| 105 | 5          | No Man's Land          | Paul Moloney     | Annie Beach                    | 15 juni 1989      |  |
| Kate en Geoff komen ongetrouwd terug. De inwoners van Coopers Crossing - wel in de veronderstelling dat ze getrouwd zijn - reageren koel op hun terugkomst. Er is in de pub wel een feestje bezig, maar dat blijkt voor Sam te zijn die ook is teruggekeerd. Chris en David houden consultaties bij weduwe Bea Kelly en haar dochters Jan en Gayle. Op hun boerderij woont in een aparte schuur de oude stalknecht Wally die lijdt aan gastritis. Bea en Jan zijn niet blij met de komst van een mannelijke dokter en al snel wordt duidelijk dat ze een afkeer hebben van zowat alle mannen. Wanneer Gayle door een jongen (die op consultatie komt) wordt gekust, slaat Jan hem met een zweep. Daarop besluit Gayle om naar Sydney te verhuizen om er haar vader op te zoeken. Bea moet daarop toegeven dat haar man nog leeft, maar ze verliet hem nadat ze ontdekte dat hij Jan als tienjarig kind seksueel misbruikte en vreesde dat Gayle eenzelfde lot zou ondergaan. |            |                        |                  |                                |                   |  |
| 106 | 6          | Rising Sundown         | Paul Moloney     | Alan Hopgood                   | 22 juni 1989      |  |
| George Baxter staat op het punt het landgoed van Essie Harrington - weduwe van een kolonel die tijdens de Tweede Wereldoorlog stierf - aan te kopen voor iets meer dan 2 miljoen Australische Dollars. Net voordat de notaris wil afkloppen, komt er via de vliegtuigradio van dokter David een bod van 3 miljoen dollar. George is niet opgezet dat de notaris dat bod als geldig beschouwd ondanks er wettelijk niets verkeerds is. Iedereen is verbaasd en/of ontzet dat de bieders twee Japanse zakenlui zijn die het landgoed willen omvormen tot een vakantieparadijs voor rijke Japanners. Net voordat Essie de verkoopakte wil ondertekenen, krijgt ze een paniekaanval en wordt overgebracht naar het ziekenhuis in Coopers Crossing. Mac Curtis - die op het landgoed werkt - tracht vanuit racistische standpunten Essie en de bevolking te doen inzien dat er niet verkocht mag worden aan en voor Japanners omdat zij verantwoordelijk zijn voor de dood van de kolonel en een zware verwonding die hijzelf opliep tijdens de oorlog. George Baxter tracht Essie en de notaris te overtuigen het landgoed aan hem te verkopen waarbij hij een mislukte poging doet de notaris om te kopen. Essie wordt ontslagen uit het ziekenhuis en heeft een afspraak met de kopers waarbij zij inzien dat ze ongewenst zijn en hun bod intrekken. Mac is in de veronderstelling dat de akte werd getekend en saboteert het vliegtuig van David met suiker, niet wetende dat David Essie terug naar het landgoed brengt en niet de Japanners. David moet door motorpech een noodlanding maken, maar beiden overleven. George is opnieuw ontzet: Essie verkoopt het landgoed aan haar buren. Het verdere lot van Essie en Mac is ongekend. |            |                        |                  |                                |                   |  |
| 107 | 7          | Man and Boy            | Brendan Maher    | Shane Brennan                  | 29 juni 1989      |  |
| De elfjarige wees Ricky Banner woont bij zijn grootvader Ted. Tijdens een zware storm wordt Ricky geraakt door de bliksem en valt daarbij ook van een zes meter hoge stelling. De landingsbaan is niet zo goed als Ted over de radio beweerde, waardoor Sam door de regen niet kan opstijgen. De jongen dient twee keer gereanimeerd te worden en heeft wellicht interne bloedingen. Kate vindt dat David de jongen moet laten sterven en doet haar beklag over de radio tegen Geoff. Geoff meent dat zij als verpleegster hierover niets kan beslissen. Ted beseft dat alle hoop is verloren en koppelt de jongen los van de luchttoevoer. Op dat ogenblik landt een helikopter die DJ kon regelen en wordt de jongen alsnog overgebracht naar het ziekenhuis. Enkele dagen later blijkt alles goed te gaan met de jongen. Nancy maakt de laatste afwerkingen aan Kates bruidsjurk waarbij Paula model staat. Door een ongeluk scheurt Paula een gedeelte van de jurk en daarop wordt ze met bier overspoeld door een defect biervat dat Vic lossloeg. Om de bierstank uit de jurk te krijgen, steekt men deze in een emmer met bleekwater en warm water. Daar Paula een hele bus bleekwater gebruikte, is de jurk volledig geruïneerd en is Nancy genoodzaakt haar eigen trouwjurk te retoucheren. |            |                        |                  |                                |                   |  |
| 108 | 8          | The Longing            | Brendan Maher    | Vince Moran                    | 6 juli 1989       |  |
| Joe en zijn hoogzwangere vriendin Sheena - beiden Aboriginals - zijn met hun auto op weg op zoek naar hun roots. Wanneer ze stoppen om het landschap te bewonderen, rolt de auto van een klif. Luke vindt hen en ze worden overgebracht naar Coopers Crossing voor een onderzoek. Joe vindt werk bij Roy McKinley als veehoeder. Roy is getrouwd met Bessie, eveneens Aboriginal, waar Sheena onderdak krijgt. Joe wordt niet veel later ontslagen nadat een deel van de omheining stuk blijkt te zijn. Het koppel wordt op straat gezet op verdenking van potentiële veedieven. Bessie brengt hen naar een Aboriginal-stam waar Sheena zich snel thuis voelt. Ze moet vroegtijdig bevallen, maar de baby is niet gedraaid. Joe gaat op zoek naar hulp en spreekt zijn ex-collega's aan. Het wordt dan duidelijk dat zij in feite de draad saboteerden en nu willen vluchten met enkele dieren. Uit vrees gepakt te worden, slaan ze Joe neer en trachten hem dood te rijden, een poging die mislukt. Geoff en Kate hebben elk hun vrijgezellenavond. Een noodoproep komt binnen: Roy heeft een gewonde Joe gevonden die brabbelt over zijn vriendin die moet bevallen. Daarop gaan zowel Geoff als David met Sam mee. De bevalling verloopt uiteindelijk goed, maar door deze gebeurtenissen arriveert Geoff niet tijdig op zijn huwelijksplechtigheid en is men genoodzaakt deze over radio te doen. |            |                        |                  |                                |                   |  |
| 109 | 9          | Bitter Harvest         | Catherine Millar | Craig Wilkins & Anne Lucas     | 13 juli 1989      |  |
| Een man dumpt enkele vaten in een schacht en betaalt daarop een persoon die reeds aanwezig was. Al snel wordt duidelijk dat dit niet de eerste illegale dumping is van een giftig goedje. Nu eist de tweede man dat deze dumpingen moeten stoppen. Alex Potter, zijn vrouw Jilly en zoon Ben komen na enkele weken vakantie terug thuis. Alex ontslaat hun werkkracht Phil (die de tweede man is uit de openingsscène), omdat deze tijdens hun afwezigheid bijna geen werk heeft verricht. Een agressieve Phil werpt een bijl naast Alex. Even later is er terug een aanval van Phil waarbij Alex hem neerschiet en overlijdt. Jack start een onderzoek. Alex besluit tijdens de volgende dagen het landgoed te inspecteren. Chris merkt tijdens een bezoek op dat er dode vogels naast de waterput liggen en dat de aanpalende moestuin volledig verdord is. Daarom laat ze het lijk van Phil onderzoeken op zware metalen en worden er restanten van methylkwik gevonden. Ondertussen toont Ben ook vreemd gedrag en wordt er in zijn bloed dezelfde stof gevonden. Jilly vertoont zulk gedrag niet, maar zij drinkt geen bronwater. De overheidsdienst Milieu start een onderzoek en het hele landgoed wordt giftig verklaard waardoor de familie zal moeten verhuizen. Ondertussen wordt een agressieve Alex gevonden en kan hij worden overtuigd dat hij net zoals Phil een zware vergiftiging heeft opgelopen. Alex zal wellicht worden vrijgesproken op grond van zelfverdediging: de agressiviteit van Phil is een gevolg van de vergiftiging en Phil was al dermate vergiftigd dat hij sowieso niet veel later zou overlijden. |            |                        |                  |                                |                   |  |
| 110 | 10         | The Instrument         | Catherine Millar | Alan Hopgood                   | 20 juli 1989      |  |
| Russel, een mijnwerker, werd geraakt door een vallende rots. Hij heeft alleen last van zijn voet, maar wordt door zijn werkgever toch overgebracht naar Coopers Crossing. Daar stelt men ook vast dat er slechts een lichte kneuzing is in de voet en er mogelijk ribben zijn gekneusd of gebroken. Hij krijgt het advies niet te werken, maar daar wil Russel omwille van het geld niet van weten. De RFDS brengt Russel terug en besluit er te overnachten om er de volgende dag een consultatieronde te houden, maar niemand daagt op. 's Avonds houden de mijnwerkers bokswedstrijden onder elkaar. David is verbaasd dat Russel deze kan winnen en ook dat hij het zware werk kan verrichten. Na bijkomend onderzoek ontdekt hij dat mijnwerker Bantam amfetamines illegaal verkoopt en dat Russel aan die pillen verslaafd is geraakt. |            |                        |                  |                                |                   |  |
| 111 | 11         | Word and Deed          | Mandy Smith      | Mary Dagmar Davies             | 27 juli 1989      |  |
| Priester Jacko komt naar Coopers Crossing voor een doopsel. Sam merkt op dat Jacko zijn handen heeft verbrand en wordt daarop onderzocht door de dokters. Zij komen tot de conclusie dat Jacko lepra heeft. Wanneer dat uitlekt, mijdt zowat iedereen Jacko en komt er nauwelijks volk naar de eucharistieviering. Geoff moet over de radio een bericht uitsturen dat de kans dat Jacko anderen besmet zeer klein is en dat Jacko's lepra perfect te genezen is met medicatie. Doch priester Jacko verlaat Coopers Crossing. Geoff en Sam vinden Jacko: hij startte als priester in een leprakamp, waar hij vanwege het stigma de patiënten meed. Nu wordt hij zelf vermeden, waardoor hij beseft destijds verkeerd te hebben gehandeld. Geoff en Sam kunnen Jacko overtuigen terug te keren. Bij de volgende eucharistieviering is zowat iedere gelovige aanwezig. |            |                        |                  |                                |                   |  |
| 112 | 12         | All That Glitters      | Mandy Smith      | Luis Bayonas                   | 3 augustus 1989   |  |
| Barry Ryan arriveert in Coopers Crossing en het is duidelijk dat zijn portefeuille vol met geld zit en hij allerlei dure juwelen draagt. Op aanraden van Vic gaat hij naar een drinkvijver van wilde paarden. Luke vertrouwt het zaakje niet en achtervolgt hem. Barry wordt aan de vijver door een onbekende neergeschoten en wordt overgebracht naar het ziekenhuis waar men een kogel uit zijn lever haalt. Een wapen wordt niet gevonden en Barry's geld en waardevolle juwelen zijn verdwenen. Volgens Dougie zijn er op de plaats delict alleen sporen te vinden van Barry en Luke. Jack vreest dat Luke achter de aanslag zit en achterhaalt dat Luke op jonge leeftijd enige tijd in de gevangenis zat na het doden van een agent. Jack komt ook te weten dat Barry heel wat schulden heeft en wordt gezocht in verband met beursfraude. Nadat Barry ietwat is hersteld, verklaart hij zelfmoord te willen plegen. Omdat de levensverzekering bij zelfmoord niet wordt uitbetaald, begroef hij zijn bezittingen, bond daarna met behulp van een touw een revolver aan een wild paard en trok de trekker over. Door het schot zou het paard - met revolver - wegvluchten. De politie zou de zaak aanzien als roofmoord en een verdachte zou nooit worden gevonden. |            |                        |                  |                                |                   |  |
| 113 | 13         | Fly Past               | Bill Hughes      | Shane Brennan                  | 10 augustus 1989  |  |
| De RFDS wordt opgeroepen om een werkman op te halen die met een grondboor in zijn been sneed. De patiënt is dokter Tom Callaghan. Hij is gedesillusioneerd door hetgeen zich in Afrika heeft afgespeeld en keerde in alle stilte enkele weken eerder terug. In de pub wordt een welkomstfeestje georganiseerd, maar Tom blijft er slechts enkele minuten waardoor de anderen zich geschoffeerd voelen. Later komt het besef dat men Tom eerst had moeten vragen of hij wel zulk feestje wilde. David brengt Tom per vliegtuig terug naar de boerderij. Tijdens de vlucht komt een zwerm wespen in het vliegtuig waarbij David wordt gestoken en in shock raakt door een allergische reactie. Tom moet nu via radio-instructies het vliegtuig doen terugkeren naar Coopers Crossing en het te doen landen wat hem ook lukt. Hij blijft bij zijn besluit om geen dokter meer te zijn, maar zijn vertrek zal geen vaarwel zijn. |            |                        |                  |                                |                   |  |
| 114 | 14         | The Last Rodeo         | Bill Hughes      | Leon Saunders                  | 17 augustus 1989  |  |
| Uit het bloedonderzoek van Kathy Williams blijkt dat het kind lijdt aan diabetes en dringend insuline nodig heeft. Doch haar plotseling opgedoken vader – die van heel de situatie niet op de hoogte is – heeft haar enkele uren eerder stiekem meegenomen naar een onbekende locatie. Daarop starten Chris en Dougie een zoektocht. Tom Callaghan is in Coopers Crossing als begeleider van een man die een zware wond opliep tijdens een kettingzaagincident. Ook Tom wordt ingeschakeld in de zoektocht naar Kathy die succesvol verloopt. Tom beseft dat er een artsentekort is en mist zijn voormalige baan, dus besluit hij te solliciteren. |            |                        |                  |                                |                   |  |
| 115 | 15         | Sky Above, Earth Below | Colin Budds      | Annie Beach                    | 24 augustus 1989  |  |
| Tom is weer aangenomen als dokter bij de RFDS. Karen en Steve Palmer kamperen met hun dochter Sophie. Sophie valt in een luchtpijp van een mijnschacht. Tom en David zijn toevallig aan een nabijgelegen boerderij voor consultaties en bieden de eerste hulp. Een poging om Sophie te bevrijden met een touw mislukt. Dougie en een man met de naam Nick vinden de ingang van de mijn. Met hulp van Tom wordt de mijngang gedeeltelijk vrijgemaakt, maar deze is te smal. De enige die in de opening past, is David, die lijdt aan claustrofobie. David bereikt Sophie, maar dan stort de mijnschacht in. Iedereen kan de mijn heelhuids verlaten. |            |                        |                  |                                |                   |  |
| 116 | 16         | Lucky Lady             | Paul Moloney     | Shane Brennan                  | 31 augustus 1989  |  |
| Een verwarde, gehydrateerde, zonverbrande man genaamd Bill Richards wordt door Emma en Nick gevonden langs een verlaten pad en opgenomen in het ziekenhuis in Coopers Crossing. Tegen advies in ontslaat de man zichzelf uit het ziekenhuis en steelt de wagen van Emma. Greg, de zoon van Bill, meldt zich in het ziekenhuis. Volgens hem lijdt zijn vader aan een vorm van pathologisch liegen en is zijn volledige levensverhaal een leugen waaronder ook zijn oorlogsverhalen. Jack ontdekt dat "Bill Richards" niet bestaat. Geoff, Emma en Greg starten een zoektocht en vinden de man niet ver waar hij de eerste keer werd gevonden. Hij zit klem in een wrak van een oorlogsvliegtuig. In de oorlog was hij piloot van dat vliegtuig en wilde een stunt uithalen waarbij het vliegtuig crashte en de drie andere inzittenden overleden. Om aan de juridische gevolgen te ontsnappen nam hij sindsdien een andere identiteit aan, maar vanwege jarenlange wroeging wilde hij nu zelfmoord plegen. |            |                        |                  |                                |                   |  |
| 117 | 17         | The Chips Are Down     | Paul Moloney     | Shane Brennan                  | 7 september 1989  |  |
| Jim en zijn stiefzoon Nick zijn op weg met de vrachtwagen. Jim voelt zich plots onwel en ramt daarbij een lijnbus. De RFDS wordt opgeroepen om de vele slachtoffers hulp te verlenen. Nick is er zeker van dat Jim onlangs weer begonnen is met het nemen van amfetamines, maar het bloedonderzoek op verdovende middelen en alchohol is negatief. Tom tracht tevergeefs aan een man uit te leggen dat diens nog levende vrouw niet meer te redden valt en dat hijzelf zich moet richten op de slachtoffers die nog wel een kans maken. Na een scan wordt bij Jim een hersentumor ontdekt, waarvan hij het bestaan niet afwist. Dat is voor hem een geluk bij een ongeluk: vanwege deze vaststelling zal hij vrijuit gaan voor het veroorzaakte ongeval. |            |                        |                  |                                |                   |  |
| 118 | 18         | Guardian Angel         | Colin Budds      | Leon Saunders                  | 14 september 1989 |  |
| De eigenzinnige Karl Szalinski krijgt bezoek van Michael en Lee. Zij zijn vertegenwoordigers van een ertsmijn en zien potentieel in de grond van Karl. Karl stuurt hen weg omdat hij een exploitatievergunning heeft. Niet veel later krijgt Michael een woedeaanval waarbij hij Lee van een afgrond duwt. Michael wordt in een toestand van razernij gevonden en overgebracht naar het ziekenhuis. Karl arriveert ook in Coopers Crossing om er onder andere een medische test af te leggen. Hij herkent Michael en vraagt zich af wat er met de vrouw is gebeurd. Er wordt een succesvolle zoektocht naar haar gestart. Karl herkent de symptomen van Michael: hondsdolheid, wat door een bijkomende bloedproef wordt bevestigd. Volgens Lee werd Michael enkele weken eerder in Azië gekrabd door een kat, maar liet hij vanwege tijdgebrek de wond niet verzorgen en schonk hij er geen aandacht meer aan. Michael sterft aan de gevolgen van de infectie. |            |                        |                  |                                |                   |  |
| 119 | 19         | Battlers               | Gary Conway      | Peter Hepworth & Craig Wilkins | 21 september 1989 |  |
| Nick heeft werk gevonden op de boerderij van de veeleisende Bruce Logan. Daar werkt hij samen met Shane. Nick breekt een paar ribben nadat hij tussen een hek geklemd is geraakt. Van dokter Tom moet hij tien dagen ziekteverlof nemen, maar op eis van Bruce gaat Nick terug aan het werk. Bij het nemen van een zware kist stort Nick in elkaar. Bruce en Shane brengen hem naar het ziekenhuis, maar wanneer Shane onderweg een opmerking maakt over "Bruce' gekochte Filipijnse bruid" zet Bruce hen beiden uit de wagen. Even later krijgen ze een lift van toevallige passanten en wordt de RFDS op de hoogte gebracht. Nick blijkt een gescheurde milt te hebben en wordt met succes geopereerd. Bruce geeft toe dat zijn persoonlijkheid een gevolg is van zijn opvoeding en hij niet beter weet. |            |                        |                  |                                |                   |  |
| 120 | 20         | No Tears               | Gary Conway      | Terry Stapleton                | 28 september 1989 |  |
| George Baxter heeft bezoek van Richard Hull, een van zijn Amerikaanse directeurs. Emma klaagt in aanwezigheid van Richard dat George niets doet aan de kapotte omheiningen waardoor zijn koeien continue op Emma's landgoed vertoeven. George stuurt zijn oudere werknemer Ben voor de reparatie, maar Ben krijgt een auto-ongeluk en wordt gevonden door Nick. George acht het niet nodig RFDS in te schakelen. De volgende dag valt Richard van een paard en eist George dat RFDS onmiddellijk komt, maar uit een radio-consultatie is RFDS van mening dat het geen spoedgeval betreft. Doch RFDS vliegt af wanneer de dokters het ongeluk van Ben vernemen. Bij Ben wordt een soort glaucoom vastgesteld en de aandoening kan behandeld worden via een spoedoperatie. Verder wordt kenbaar dat Baxter op aandringen van Richard werkvolk dient te ontslaan waaronder Ben, ondanks dat de werknemers klagen dat ze al onderbemand zijn. Dit alles wordt Ben te veel waardoor hij zelfmoord pleegt. Richard is niet onder de indruk van de dood van Ben en George wil dat Tom de werknemers bedaart daar deze in staking willen gaan. Tom ontdekt dat Georges toespraak op de begrafenis ook niet gemeend is en zet een list op waardoor George verplicht is om voor de werknemers een pensioenfonds te voorzien. |            |                        |                  |                                |                   |  |
| 121 | 21         | A Doctor's Dreaming    | Pino Amenta      | Mary Dagmar Davies             | 5 oktober 1989    |  |
| Geoff, Kate en enkele anderen bezoeken een afgelegen Aboriginalstam voor consultaties. Tot verbazing lukt het Geoff om enkele Aboriginals onder begeleiding van David over te brengen naar het ziekenhuis voor behandeling van onder andere longontsteking. Stamhoofd Anja maakt Geoff lid van hun stam waardoor hij een geheime, heilige grot mag betreden. Geoff krijgt een appendicitis. Daar er te weinig anesthetica is, maken de Aboriginals een verdovingsmiddel van natuurlijke ingrediënten. Ondertussen is David per helikopter terug onderweg, maar daar hij nooit op tijd zal zijn, dient Geoff zichzelf te opereren. Dougie kan Anja overtuigen om Kate de heilige grot te laten betreden. Geoff verliest het bewustzijn dus dient Kate met radio-instructies van Tom de operatie te vervolledigen. |            |                        |                  |                                |                   |  |
| 122 | 22         | Blues For Judy         | Pino Amenta      | Peter Kinloch                  | 12 oktober 1989   |  |
| Een jonge vrouw bevalt in haar auto op een afgelegen weg. Ze legt de baby te vondeling aan het huis van Emma. Echter, Emma vertrekt naar Coopers Crossing en Sam is niet thuis. De jonge vrouw duikt op in de bar van Vic waar ze ineenstort en wordt overgebracht naar het ziekenhuis. Daar stelt men de bevalling vast, maar de vrouw wil geen informatie kwijt. De volgende ochtend staat Brad aan de garage van Emma. Hij is op zoek naar zijn vriendin Judy, die een nicht is van Emma. Emma vertrekt met Brad naar haar landgoed. Tezelfdertijd vertelt Judy waar de baby is en waarom het kind ongewenst is. De baby wordt levend gevonden en kan nipt gered worden. Moeder, vader en baby worden herenigd en er ontstaat een band. Brad wordt door Jack opgepakt: hij blijkt al enige tijd een gezochte misdadiger te zijn die zich niet aan zijn voorwaardelijke invrijheidstelling heeft gehouden. |            |                        |                  |                                |                   |  |
| 123 | 23         | The Claim              | Colin Budds      | Luis Bayonas                   | 19 oktober 1989   |  |
| Lorraine woont met haar ex-schoonzus Judith op een boerderij. Judiths man Jim vertrok vijf jaar eerder met een jongere vrouw, maar duikt nu onverwacht terug op. Deze vrouw liet hem zitten en nu tracht Jim zijn relatie met Judith te herstarten. Lorraine valt per ongeluk van een brug die in reparatie is en wordt overgebracht naar het ziekenhuis in Coopers Crossing. Onderweg verklaart ze dat er ergens een testament is waarin ze haar eigendom schenkt aan Judith mocht ze sterven. Dat laatste gebeurt en daardoor stelt Jim Judith voor een ultimatum zolang het testament niet is gevonden: ze kan kiezen om te blijven met hem, of ze vertrekt. Dit leidt tot een ruzie waarin Jim vertrekt en over de defecte brug rijdt. Judith vindt de auto en laat Jim voor dood achter, maar bedenkt zich toch waardoor Jim wordt gered. Ze biecht aan Jim op over haar beslissing hem voor dood achter te laten, maar hij bekent dat hij in bezit is van het testament. Uiteindelijk beslissen ze samen op het landgoed te wonen en hun relatie terug een kans te geven. |            |                        |                  |                                |                   |  |
| 124 | 24         | A Rhyme for Reason     | Colin Budds      | Jan Sardi                      | 26 oktober 1989   |  |
| Pip is een oudere, rijke dame. Haar boekhouder is onlangs gestorven, dus heeft ze haar schoonzoon Murray aangesteld om haar belastingadministratie te doen. Murray merkt op dat Pip maandelijks tienduizenden dollars spendeert aan goede doelen en buitensporige fooien/vergoedingen geeft. Nu heeft ze een piano van 6000 dollar gekocht als "laat huwelijkscadeau" voor Geoff en Kate. Murray tracht Geoff ervan te overtuigen dat Pip "om medische redenen financieel onbekwaam" moet worden verklaard. Pip begint te vermoeden dat ze dementie heeft: ze vergeet het vuur af te zetten, waar ze haar bril heeft gelegd, herkent personen niet meer. Geoff is van mening dat de symptomen zijn begonnen sinds Murray aangesteld werd. Via een list bekent Murray dat hij stiekem medicijnen in Pip haar koffie doet. De nevenwerking van die medicijnen zijn symptomen die overeenkomen met dementie. Hij hoopte “financieel beheerder” te worden en het familiefortuin veilig te stellen, zodat zijn vrouw Libby later alles zou erven. Ondanks een misdaad werd gepleegd, wil Pip geen aanklacht indienen op voorwaarde dat Murray uit eigen financiën een royaal bedrag aan RFDS schenkt. |            |                        |                  |                                |                   |  |
| 125 | 25         | Dad's Little Bloke     | Arch Nicholson   | Anne Lucas                     | 2 november 1989   |  |
| De zevenjarige Mickey is met zijn fiets gevallen, moet daardoor hechtingen krijgen en mogelijk bloed. Tom en David zijn verbaasd: moeder Tracey en vader Vince hebben die bloedgroep niet. Daardoor staat vast dat Vince niet de natuurlijke vader is, maar volgens Tracey is hij dat wel. Verder onderzoek maakt duidelijk dat Mickey in een taxi op weg naar het ziekenhuis in Melbourne werd geboren, in het ziekenhuis was het hectisch in verband met een neergeschoten man, een veeleisende patiënt die een dokter aanviel en nog een bevalling. Geoff informeert in Melbourne, maar daar hebben ze geen dossier over Mickey. Tom vreest dat de baby's werden verwisseld, maar dat dit niet te bewijzen is. Vince, Kate en Geoff zoeken de ouders op van de andere baby die die bewuste avond werd geboren. Vince bedenkt zich om de theorie van de verwisseling aan te halen en de huidige situatie te aanvaarden waarmee Tracey het ook eens is. |            |                        |                  |                                |                   |  |
| 126 | 26         | A Sporting Life        | Arch Nicholson   | David Allen                    | 16 november 1989  |  |
| Mal, een lokaal talentvol Australian footballspeler, viert samen met zijn vader de overwinning van een belangrijke competitie waardoor Mal wellicht aanvoerder wordt van het nationale team. Door de alcohol crasht Kevin met de auto en worden ze pas uren later gevonden. Ze worden overgebracht naar het ziekenhuis van Coopers Crossing. Daar stelt men vast dat het been van Mal moet worden geamputeerd. Ondanks Mal weigert, zijn vader nog in een coma ligt en zijn moeder onbereikbaar is, voeren Geoff en Tom de amputatie zonder toestemming uit omdat Mal anders zal sterven aan gangreen. Na de amputatie dreigt Mal met een rechtszaak. Mal wordt opgenomen in een revalidatiecentrum waar een parasport-basketbalteam is. Uiteindelijk ziet Mal in dat de amputatie de juiste keuze was. |            |                        |                  |                                |                   |  |

## Seizoen 6, 1989[6]
| Nr. serie | Aflevering | Titel                 | Regisseur        | Schrijver                | Uitzenddatum     |  |
| --- | ---------- | --------------------- | ---------------- | ------------------------ | ---------------- |  |
| 127 | 1          | A Good Drop Of Red    | Pino Amenta      | Vince Moran              | 8 februari 1990  |  |
| Kate, Tom en hun patiënte vliegen via een externe zelfstandige piloot naar Broken Hill. De patiënte is hoogzwanger en de baby heeft vermoedelijk na de geboorte een bloedtransfusie nodig vanwege hemolyse. De piloot werd omgekocht door twee zakenlui om zonder toestemming van koers te veranderen om eerst boven een bepaald gebied te vliegen dat interessant kan zijn voor hun ertsbedrijf. Daar crasht het vliegtuig na een botsing met een groep vogels waarbij de piloot sterft. Doordat de piloot afweek van het doorgegeven vluchtplan, start men de zoektocht in een verkeerd gebied. Ze worden gevonden dankzij Luke. |            |                       |                  |                          |                  |  |
| 128 | 2          | The Hero              | Catherine Millar | Vince Moran              | 15 februari 1990 |  |
| Gerry O'Neill - de nieuwe piloot van RFDS - heeft onderweg naar Coopers Crossing autopech. Hij krijgt een lift van een zekere Felix. Nabij Windoona hebben ze een kleine aanrijding. Een politieman arresteert zowel Gerry als Felix op verdenking van openbare dronkenschap en het geven van valse informatie over wie de auto bestuurde. Daarnaast heeft Felix geen geldig rijbewijs. Felix wordt daarop door zijn werkgever ontslagen, omdat dit al het zoveelste incident is. Hun zoon Gordon - nog een kind - is het hiermee niet eens en samen met Felix beraamt hij een plan: Gordon verstopt zich in een welbepaalde grot en Felix vindt hem daar. Felix valt bij start van zijn zoektocht echter van zijn paard en wordt overgebracht naar het ziekenhuis. Daar geraakt hij via een list terug naar zijn werkgever "om Gordon te redden". Zijn werkgever komt op zijn beslissing terug, nadat gebleken is dat Felix - die geen familie heeft - een ongeneeslijke hersentumor heeft en nog maar enkele maanden te leven heeft. |            |                       |                  |                          |                  |  |
| 129 | 3          | Suspicion             | Pino Amenta      | Story by : Shane Brennan | 22 februari 1990 |  |
| RFDS wordt opgeroepen om een gewonde gevangene te verzorgen. Volgens agenten O'Leary en Chandler sprong de gevaarlijke Evan Waters tijdens het transport naar de gevangenis van Broken Hill uit de wagen. Chris is een andere mening toegedaan: de verwondingen van Evan komen niet overeen met de verklaringen van de agenten en ze vermoedt dat de agenten opzettelijk en onnodig geweld hebben gebruikt. In het ziekenhuis verklaart Evan aan Chris dat de agenten hem willen vermoorden: Evan is in het bezit van compromitterende informatie over O'Leary, maar meer wil hij niet vertellen. Tot ongenoegen van Chris laat Geoff de patiënt gaan daar er geen reden is om hem in het ziekenhuis te houden. Later op de dag stuurt Evan een noodoproep uit over de politiewagen: hij staat op het punt vermoord te worden. Bij aankomst blijkt de politiewagen gecrasht te zijn. Tijdens verzorging van O'Leary komt Evan plots met een bijl en wil O'Leary vermoorden. Hij wordt door Chandler neergeschoten en overlijdt. Tom achterhaalt via-via dat Evan aan een vorm van schizofrenie leed, daardoor paranoïde was, zichzelf opzettelijk verwondde en fantasieën als waarheid beschouwde. |            |                       |                  |                          |                  |  |
| 130 | 4          | Daddy's Girl          | Catherine Millar | Peter Kinloch            | 1 maart 1990     |  |
| Warren Price, een miljonair en vice-president van een gasbedrijf, en zijn dochter Megan landen in Coopers Crossing. Vandaar gaan ze op inspectie naar een gasveld. Tom had tijdens zijn studies een relatie met Megan, maar deze strandde deels door Warren. Door een gasontploffing raken Warren en enkele medewerkers gewond. Gezien het aantal gewonden en er geen andere vliegtuigen in de buurt zijn, dient RFDS twee keer te vliegen. Megan eist dat Warren bij de eerste vlucht wordt meegenomen, maar Tom is het niet eens: zijn hartritmestoornissen zijn een gevolg van de shock en er zijn zwaardere gewonden. Doch Warren sterft niet veel later op de site. Dan wordt duidelijk dat Warrens medicatie voor eetlust in feite pillen zijn voor hartkrampen. Dit werd geheim gehouden omdat dit een invloed kon hebben op zijn toekomst als vice-president. |            |                       |                  |                          |                  |  |
| 131 | 5          | Two Sisters Running   | Catherine Millar | Shane Brennan            | 15 maart 1990    |  |
| Donna Symmons is met haar kleinkinderen Kelly en Hannah in de buurt van Coopers Crossing. Daar wordt Donna onwel en crasht met de auto. Ze worden gevonden door Nick en overgebracht naar het ziekenhuis. Daar de kinderen slechts wat schaafwonden hebben, worden ze ondergebracht in het motel van Vic en Nancy. Bij Donna stelt met een terminale longkanker vast; een aandoening waarvan ze op de hoogte is. Daarom was ze op zoek naar de vader van de twee kinderen omdat hun moeder overleden is. Geoff vindt de vader in een opaalmijn, maar hij wil niets met de kinderen te maken hebben. Kelly overhoort een gesprek tussen Geoff en Vic: Donna is overleden en de kinderen zullen wellicht door de overheid in aparte pleeggezinnen worden geplaatst. Hierdoor beslissen de kinderen te vluchten. Geoff kan de vader overtuigen om mee naar hen op zoek te gaan. De kinderen worden gevonden. Hun vader besluit toch voor hen te zorgen. |            |                       |                  |                          |                  |  |
| 132 | 6          | Dangerous Games       | Ian Gilmour      | Terry Stapleton          | 22 maart 1990    |  |
| Nancy schakelt zonder medeweten van Vic oud-landskampioen rodeorijden Ralph in om Nick lessen te geven. Vic is misnoegd: Ralph en Nancy waren ooit verloofd. Door een misverstand denkt Vic dat Ralph en Nancy vertrekken naar Parijs, maar in werkelijkheid had Nancy in alle geheim de reis voor haar en Vic voorbereid. De vrouw die Ralph ter sprake bracht, is niet Nancy, maar zijn huishoudster. Dit misverstand ontaardt in een ruzie waarbij Nancy van de trap valt en een ruggenwervelletsel oploopt. Na de operatie kan ze haar benen terug bewegen, maar de revalidatie zal nog geruime tijd duren. Ralph onderging in Coopers Crossing ook een medische controle. Hieruit blijkt dat hij aderverkalking heeft en zijn levensstijl drastisch moet aanpassen. |            |                       |                  |                          |                  |  |
| 133 | 7          | Milk Run              | Catherine Millar | Tom Hegarty              | 29 maart 1990    |  |
| Rod Murchinson berispt zijn zoon Ben - een peuter - op het onterecht uitzenden van een noodsignaal over de radio. Daarop vertrekt hij voor enkele dagen. Zijn vrouw Lois wordt in de schuur bedolven onder een stapel materiaal. In de schuur staat een radiozender die werkt met een dynamo die men op voetkracht moet aandrijven. Omdat Lois niet kan rechtstaan, kan ze de radio niet correct afstellen. Daarnaast heeft Ben slechts spierkracht om de dynamo enkele seconden aan te drijven en tot overmaat van ramp raakt de radio defect door kortsluiting. Lois vraagt Ben om een noodoproep te verzenden via de moderne radio die in het huis staat, maar Ben doet dit uiteindelijk niet vanwege de berisping. DJ heeft het bericht van Lois gedeeltelijk ontvangen, maar weet niet van wie de oproep komt. Wel kan hij via uitsluiting een lijst maken van vier boerderijen die op zijn bericht niet antwoorden waaronder de boerderij van Murchinson. De RFDS doorzoekt het huis, maar omdat ze niemand vinden, wordt vermoedt dat ze niet thuis zijn. Bij hun vertrek komt Ben nog aangelopen, maar dat wordt niet opgemerkt. Rod duikt toevallig op in Coopers Crossing en is van mening dat zijn vrouw en zoon thuis moeten zijn en dus wordt er opnieuw - ditmaal met succes - op het landgoed gezocht. |            |                       |                  |                          |                  |  |
| 134 | 8          | Point of No Return    | Pino Amenta      | Joe Kelly                | 5 april 1990     |  |
| RFDS houdt externe consultaties op het landgoed van de familie Grant. Harry Grant is getrouwd met de veeleisende, narcistische, dwangmatig controlerende Pauline. Samen hebben ze een volwassen dochter Amanda die tot ongenoegen van Pauline getrouwd is met Mark. Mark krijgt op zijn donder van Pauline: ditmaal omdat hij met vuile laarzen het huis heeft betreden. Mark haalt de RFDS op aan de landingsbaan, maar door de wrok van eerder genoemd incident rijdt hij te hard en raakt de auto van de baan. Er vallen geen gewonden, alleen stoot Debbie Wilson haar hoofd. Mark stelt Amanda voor om elders te gaan wonen zodat ze van Pauline verlost zijn, maar zij weigert omwille van haar moeder. Amanda neemt een overdosis medicatie en alcohol. Ze wordt tijdig gevonden en overgebracht naar het ziekenhuis. Tijdens de vlucht verliest Debbie het bewustzijn en moet David het vliegtuig tijdens een stormweer veilig doen landen. Bij Debbie wordt een uitgestelde hersenschudding vastgesteld. Daar ze tijdens de vlucht het bewustzijn verloor, vrezen de dokters dat dit haar laatste vlucht was omdat de overheid wegens risico haar vergunning zal intrekken. Pauline wil niet inzien dat de moordpoging aan haar gedrag ligt, maar wijdt dit aan het gedrag van Mark. Geoff zegt Amanda dat ze haar eigen leven moet leiden en niet moet leven voor haar moeder. Met deze gedachte in haar achterhoofd overrulet ze haar moeder en besluit ze met Mark te verhuizen. |            |                       |                  |                          |                  |  |
| 135 | 9          | Small Mercies         | Ian Gilmour      | David Allen              | 12 april 1990    |  |
| Tijdens een externe consultatieronde koopt Tom een tweedehands terreinwagen. Hij vliegt daardoor niet met RFDS mee. Wel licht hij de anderen in dat hij eerst via June Nichols en haar zoontje Jason - die astma heeft - rijdt omdat die niet zijn komen opdagen. Daar aangekomen blijkt June Ross River-koorts te hebben en moet overgebracht worden naar het ziekenhuis. Hun radio is gedeeltelijk defect: ze kunnen geen berichten uitsturen. Daarom moet Tom hulp zoeken bij de buren die op dertig minuten rijafstand wonen. Hij neemt Jason mee daar hij bij die buren zal moeten verblijven zolang June niet hersteld is. Jason raadt aan om de oude weg te nemen daar deze korter is. Op die weg krijgt de auto een klapband en crasht tegen een boom, waardoor Tom een lichte hersenschudding oploopt. Ze moeten te voet verder, maar lopen verloren. Wanneer de volgende dag Tom nog niet terug in Coopers Crossing is, vliegt men af naar de boerderij van June. Zo wordt June gevonden en richt men een succesvolle zoektocht in naar Tom en Jason. |            |                       |                  |                          |                  |  |
| 136 | 10         | A Painful Extraction  | Pino Amenta      | Denise Morgan            | 19 april 1990    |  |
| Jannis komt zijn zoon DJ bezoeken. Hij eist dat DJ meevliegt naar Griekenland om er te werken in het familiehotel en heeft geen oor wat DJ daar zelf van vindt. Via een list van Chris worden DJ en Jannis naar boswachter Russ Hemple gestuurd om er zijn defecte radio te maken. Russ blijkt ziek te zijn dus roept DJ de hulp in van RFDS. Russ blijkt tetanus te hebben. Hij wordt overgebracht door RFDS naar het ziekenhuis. Jannis komt tot het besef dat zijn zoon wel een belangrijke en respectvolle baan heeft en trekt zijn eis in. DJ wil zijn band met zijn vader niet verliezen en besluit toch naar Griekenland te verhuizen. |            |                       |                  |                          |                  |  |
| 137 | 11         | The Climber           | Pino Amenta      | Leonard Rosen            | 26 april 1990    |  |
| Peter Gardiner en zijn vriendin Karen Trail arriveren in Coopers Crossing. Peter studeerde met David aan de universiteit, maar hij maakte zijn studies voor arts niet af. Nu is hij vertegenwoordiger van een farmaceutisch bedrijf. Ze beslissen om met z'n drieën de volgende dag te rotsklimmen. De volgende ochtend voelt Karen zich niet goed en blijft in het motel. Ze wijdt dit aan ochtendmisselijkheid door haar zwangerschap, Tom denkt aan voedselvergiftiging, maar omdat de nieuwe radio-operator Clare Bryant hetzelfde gerecht at en niet ziek is, wordt dit uitgesloten. Verder onderzoek toont aan dat Karen botulisme heeft, wat later bij haar een miskraam veroorzaakt. De bron is een beschadigd blikje kaviaar dat zij en Peter de vorige avond aten. Tijdens het rotsklimmen wordt Peter ook ziek en wordt een reddingsactie opgezet om hem van de rots te evacueren. |            |                       |                  |                          |                  |  |
| 138 | 12         | Dead Reckoning        | Kath Hayden      | Vince Moran              | 3 mei 1990       |  |
| De norse piloot Doug Holland landt in Coopers Crossing. Omdat hij een nare hoest heeft, laat hij zich onderzoeken. Wanneer het resultaat van de bloedanalyse de volgende ochtend arriveert, treedt een noodtoestand op: Doug heeft tyfus, maar is met zijn vliegtuig reeds vertrokken. Geoff, Kate en Gerry halen Robyn Whaley op wiens nierdialyseapparaat defect is. Op hun terugweg spotten ze het vliegtuig van Doug en landen. Daar worden ze onder schot gehouden door Madden: een jurist die twee miljoen Australische dollar van zijn werkgever heeft gestolen en nu via Doug het land wil verlaten. De twee bandieten verzinnen een noodplan: ze vernielen de radio van het RFDS-vliegtuig, verplaatsen beide vliegtuigen naar een andere locatie, daar saboteren ze de accu van het RFDS-vliegtuig en vertrekken met hun vliegtuig waarbij ze Kate meenemen als gijzelaar. Door de bijwerkingen van de tyfus verliest Doug enkele keren het bewustzijn. Kate kan Madden overtuigen om het vliegtuig te doen landen wat resulteert in een crash. Madden vlucht. Kate kan het noodsignaal activeren, waardoor zij en Doug worden gevonden. Ook Madden wordt gevonden en door de politie gearresteerd. Daar Kate weet waar het RFDS-vliegtuig is geland, worden Geoff, Gerry en Robyn ook gered. |            |                       |                  |                          |                  |  |
| 139 | 13         | A Bride To Be         | Brendan Maher    | Tim Gooding              | 10 mei 1990      |  |
| Een zekere Alice arriveert in Coopers Crossing. Ze werd ten huwelijk gevraagd door Whistler die ze twintig jaar eerder ontmoette. Wat ze niet weet, is dat Whistler die dag ontslagen is door zijn werkgever Madigan. Whistler steelt daarop met zijn neef Graeme enkele koeien van Madigan om deze vervolgens te verkopen aan veeboer Warner. Bij het uitladen op de boerderij krijgt Whistler een trap van een koe. De RFDS vliegt af en neemt Whistler mee. Warner weigert Graeme de beloofde 4000 Australische dollar te betalen: het vee is op het land van Warner en er zijn geen officiële documenten waaruit blijkt dat het vee eigendom is van Whistler of Graeme. Whistler, die enkele gebroken ribben heeft, en Graeme stelen enkele uren later de koeien opnieuw van Warner om deze te verkopen in Adelaide. Onderweg krijgen ze autopech en verergert de medische toestand van Whister waarop Graeme alweer de RFDS moet oproepen. Whistler lijdt ook aan een ongeneeslijke alvleesklierkanker en heeft hooguit nog enkele maanden te leven. Hij biecht op dat hij Alice financieel niet kan onderhouden, maar zij heeft haar eigen taxibedrijf en een huis. Verder moet hij ook bekennen dat Graeme in feite zijn zoon is en verwekt werd enkele jaren voordat hij Alice leerde kennen. Hij vertelt haar ook over zijn ongeneeslijke kanker. Alice verwijt hem niets en het huwelijk gaat door. |            |                       |                  |                          |                  |  |
| 140 | 14         | A Place for the Night | Brendan Maher    | Howard Griffiths         | 17 mei 1990      |  |
| Jenny viel enige tijd geleden van haar paard en kan niet meer gaan. Er is geen fysische verklaring en nu wordt ze door Geoff en Kate opgehaald voor verder onderzoek. Wegens een kortsluiting in de bedrading moet Gerry tijdens de vlucht naar Coopers Crossing landen aan een vervallen boerderij. Daar wonen Kath, haar zus Lilah en diens vriend Stan. De drie zijn mensenschuw en verklaren alleen dat ze "gesettelde reizigers" zijn, maar laten wel toe dat de gestranden er één nacht kunnen blijven. Uit een gesprek tussen Jenny en Kath wordt duidelijk dat Jenny schuldgevoelens heeft over de dood van haar zus. Deze verdronk een jaar eerder toen ze stiekem gingen zwemmen. Kath verklaart dat Stan het leger verliet om bij Lilah te kunnen zijn. Lilah heeft ademhalingsproblemen en wordt onderzocht door Geoff: ze heeft tuberculose, een ziekte die uitgeroeid is in Australië. Ze willen niet naar het ziekenhuis. Tijdens de nacht ontstaat er een kleine brand in de woonkamer die zonder schade kan geblust worden. Wonderbaarlijk kan Jenny tijdens de evacuatie plots terug gaan, wat een eerdere theorie bevestigt: de paralyse was psychisch. Terug in Coopers Crossing bespreekt Geoff dit avontuur met Vic. Volgens Vic is er een legende over de betreffende boerderij: tijdens de Tweede Wereldoorlog woonden er een gedeserteerde soldaat, zijn vriendin en haar zus. Ze kwamen om in een brand. Geoff en Chris gaan terug naar de boerderij om Lilah te onderzoeken. De boerderij is volledig leeg en er is geen aanwijzing dat er onlangs mensen woonden. |            |                       |                  |                          |                  |  |
| 141 | 15         | End of the Rainbow    | Ian Gilmour      | Julie Phillips           | 24 mei 1990      |  |
| Nick levert een generator aan de opaalmijn van Dan Jackson, maar wordt door Dan initieel aanzien als een dief. Er ontstaat een gevecht waarin Dan een aanval krijgt. RFDS vliegt af en Dan wordt opgenomen in het ziekenhuis met een vermoedelijke astma-aanval. Daar de mijn niet onbeheerd mag achtergelaten worden, stelt Dans dochter Lorna voor dat Nick een oogje in het zeil houdt. Nick wordt tegen de ochtend overvallen door een onbekende. Wanneer Dan terugkomt, blijkt er in het huis opaal gestolen te zijn. Nick gaat op onderzoek en ontdekt dat er bandensporen naar het huis van Kevin Palmer lopen. Kevin was medeuitbater van de mijn, maar verkocht zijn aandeel een maand eerder omdat er geen opaal te vinden was. Dan zoekt Kevin op en er ontstaat een gevecht in de mijn. Kevin is de onbekende aanvaller die het niet verkroppen kan dat Dan na de verkoop toch opaal vond. Nick licht David en Lorna in. Zij gaan in de mijn om het gevecht te stoppen. Een mijngang stort in, waardoor Dan, Kevin en David komen vast te zitten. Een reddingsactie wordt opgezet die met succes verloopt. Uit nader onderzoek blijkt dat Dan geen astma heeft, maar allergisch is aan schimmelsporen die in de mijn aanwezig zijn. Daardoor is Dan genoodzaakt de mijn van de hand te doen en verkoopt hij deze in ruil voor opaal aan Kevin. |            |                       |                  |                          |                  |  |
| 142 | 16         | Double Vision         | Viktors Ritelis  | David Allen              | 31 mei 1990      |  |
| Peta en haar dochter Kim zijn op weg naar diens grootouders. De auto begeeft het door een overhitte radiator. Kim wil water toevoegen, maar daarbij verbrandt ze zich. Ze wordt verzorgd in het ziekenhuis van Coopers Crossing waar ze een oogje krijgt op Tom. Volgens Kim is haar moeder vergeetachtig en kan ze zelf nooit iets goed doen. Kim verwijt haar moeder dat ze scheidde van haar vader en is van mening dat ze nu wordt gedumpt bij haar grootouders. Zelf wilt ze bij haar vader wonen. Peta wil zo snel mogelijk vertrekken naar haar ouders, maar Kim verbergt zich stiekem in de opbergruimte van de Nomad waar ze uren later wordt gevonden. Wanneer ze verneemt dat haar moeder onderweg is, vlucht ze nogmaals. Ze verstopt zich onder de wieken van een windmolen, maar wordt gevonden. Volgens Geoff heeft Kim mogelijk schizofrenie, maar dat moet verder worden onderzocht door een psychiater. Peta besluit om samen met haar dochter naar Sydney terug te keren. |            |                       |                  |                          |                  |  |
| 143 | 17         | The Boy in the Boot   | Pino Amenta      | Vince Moran              | 7 juni 1990      |  |
| Rex Sewell en zijn zestienjarige zoon Tim zijn onderweg naar een oude kennis. Enkele kilometers voor Coopers Crossing - waar ze moeten tanken - kruipt Tim voor ongekende reden in de kofferbak. Rex crasht tijdens een inhaalmanoeuvre. Tim wil geen verklaring afleggen waarom hij in de kofferbak zat. Bij Rex stellen de dokters een ongewone bloeddruk vast: hij verklaart een niet te behandelen aneurysma te hebben, iets wat hij verzwijgt voor Tim. Daar hun auto total loss is, huren ze bij Nick een pick-up en vertrekken de volgende dag. Op hun einddoel blijkt dat de familie Martin er nu woont. Rex en Tim zijn genoodzaakt om er te overnachten daar de distributieriem van de pick-up stuk is. In tussentijd landde de Amerikaanse Jess in Coopers Crossing en beweert dat Tim is ontvoerd. Nick krijgt een oproep voor het leveren van een bepaald type van distributieriem. Zo achterhaalt hij waar Rex en Tim zich bevinden en neemt hij Jess mee. Rex legt aan moeder Martin uit dat hij een Australiër is die in Amerika trouwde en enkele jaren later scheidde. Het hoederecht ging naar Jess. Hijzelf bleef in Amerika. Doordat Rex niet lang te leven heeft, besloot hij om Tim kennis te laten maken met het leven in Australië en meer bepaald de outback. Vanwege een weddenschap scheert Rex een schaap, maar daarbij krijgt hij een hartaanval. RFDS vliegt af, maar ze kunnen Rex niet meer redden. Tegen advies van Jess gaat Tim een leercontract aan bij de familie Martin om zo de wens van zijn vader om te leven als een Australiër te eren. Hij zal binnen enkele maanden beslissen of hij in Australië zal blijven of terug zal keren naar Amerika. |            |                       |                  |                          |                  |  |
| 144 | 18         | Windows of the Soul   | Catherine Millar | Sue Hore                 | 14 juni 1990     |  |
| Zwerver Bill - die een hond Rowdy heeft - wil zijn tent opzetten in een weiland, maar dat wordt door een vliegtuig bemest. Bill gaat voor de sproeistof lopen, maakt een val en stoot zijn hoofd aan een steen. De piloot - Paul Currie - roept RFDS op. Bill wordt opgenomen in het ziekenhuis, maar de man wil niets lossen over zijn identiteit. Bij de man wordt angina pectoris vastgesteld en een overbruggingsoperatie is noodzakelijk. David ontdekt een oude schotwond en een SAS-tatoeage op het lichaam van Bill. Hij neemt contact op met het Vietnam-veteranenfonds en zo wordt duidelijk dat de man Bill Henschel is en dat hij gratis kan geopereerd worden in het ziekenhuis van die organisatie. Doch Bill en zijn hond vertrekken de volgende dag stiekem. Dan meldt Lou zich aan op de basis van RFDS: zij werd door het veteranenfonds op de hoogte gesteld dat haar biologische vader gevonden is. Lou emigreerde enkele jaren geleden naar Australië om haar vader te vinden. Bill haalt zijn spullen op in de weide van Paul Currie, iets wat David vermoedt dus vliegt hij samen met Lou naar daar. Rowdy wordt per ongeluk neergeschoten door Michael Curry en David moet de hond opereren. Bill verklaart dat hij tijdens de Vietnamoorlog een verhouding had met een Vietnamese, maar hij werd teruggestuurd naar Australië vanwege een schotwond. Enkele maanden later kreeg hij bericht dat de Vietnamese vrouw overleed na een granaatontploffing, maar men had hem niet gezegd dat de vrouw een baby had. |            |                       |                  |                          |                  |  |
| 145 | 19         | Rest In Peace         | Ian Gilmour      | Shane Brennan            | 21 juni 1990     |  |
| Nick en Annie komen aan de leegstaande boerderij van Bob en Rachel Jordan die zes jaar geleden spoorloos verdwenen. In een kreek die door irrigatiewerken tijdelijk leeg staat, vinden ze een auto met twee lichamen. De wagen wordt toegeschreven aan de familie Jordan waarop inspecteur Bennett – die destijds de verdwijning onderzocht – afkomt voor een autopsie. Michael Jordan komt vanuit de stad naar Coopers Crossing voor de begrafenis van zijn ouders. Hij verklaarde destijds dat zijn ouders op weg waren naar het ziekenhuis: zijn vader had een gekende chronische pijn. In de pub krijgt hij door stress een epilepsieaanval. Nadat Michael ontslagen wordt uit het ziekenhuis vindt Kate een leeg potje chloorpromazine onder diens bed. Geoff contacteert de huisarts van Michael: hij is een psychiatrisch patiënt die de verdwijning van zijn ouders niet kan verwerken. Tom merkt op dat Bennets autopsieverslag niets meldt over een zwaar beenletsel dat Bob als kind opliep en concludeert dat Bob niet in de auto zat. De auto wordt terug onderzocht en er wordt een ring gevonden met de namen van Rachel en Kevin. Michael verklaart dat hij ontdekte dat zijn moeder al jaren een verhouding had met hun schaapscheerder Kevin. Hij vertelde dat aan zijn vader. Er ontstond een gevecht waarin Kevin gewond raakte. Rachel en Kevin vertrokken daarop. Michael dacht dat ze naar het ziekenhuis waren gereden, maar later besefte hij dat ze met de noorderzon waren vertrokken. Volgens Michael stierf Bob niet veel later uit verdriet - al kan ook aangenomen worden dat dit een gevolg was van zijn ziekte - en werd op het landgoed begraven. Michael voelt zich verantwoordelijk voor het vertrek van zijn moeder en de dood van zijn vader. Daardoor hield hij de juiste versie al die jaren geheim en dat verklaart zijn psychische toestand. |            |                       |                  |                          |                  |  |
| 146 | 20         | Life Line             | Viktors Ritelis  | Lynn Palmer              | 28 juni 1990     |  |
| Chris onderzoekt Adam, de huilbaby van John en Pam: vermoedelijk heeft hij een koemelkallergie. Recentelijk trok Johns zus Mandy bij hen in nadat haar huwelijk strandde. Mandy verloor haar baby een jaar eerder aan wiegendood, nu is ze een viertal maanden zwanger. Pam is van mening dat Mandy ten opzichte van Adam overbezorgd is. Mandy komt ten val en Chris neemt haar mee naar Coopers Crossing voor verder onderzoek. Daar stelt men vast dat Mandy een schijnzwangerschap heeft. Door de psychologische schok ontvoert ze Adam, maar vanwege zijn gehuil laat ze de baby achter. Enkele kilometers verder verandert ze van gedacht en keert terug, maar de wagen zit zonder benzine. Ondertussen zijn John, Pam en RFDS op zoek naar Mandy en Adam. Mandy wordt gevonden en zij brengt hen naar de achtergelaten baby die het goed stelt. Chris krijgt slecht nieuws: haar vader heeft een uitgezaaide, vergevorderde kanker en wil niet behandeld worden. Chris besluit RFDS te verlaten om te zorgen voor haar vader. |            |                       |                  |                          |                  |  |

## Seizoen 7, 1990[7]
| Nr. serie | Aflevering | Titel                | Regisseur           | Schrijver                      | Uitzenddatum      |  |
| --- | ---------- | -------------------- | ------------------- | ------------------------------ | ----------------- |  |
| 147 | 1          | Fly Like A Bird      | Rob Stewart         | Vince Moran                    | 5 juli 1990       |  |
| Mat Coulson wil piloot worden, maar daar heeft zijn agressieve, alcoholverslaafde vader Darcy het geld niet voor. Mat is bevriend met de gepensioneerde duivenmelker Les Simmons. Les heeft al langere tijd last van zijn longen en vreest dat hij asbestose heeft. Les krijgt een idee: hij wil zijn ziekte bevestigd hebben, daarna zijn voormalige werkgever aanklagen en het smartengeld gebruiken om Mat naar een pilotenschool te sturen. De dokters stellen vast dat Les geen asbestose heeft, maar een duivenmelkerslong. Johnno Johnson is begonnen als vaste piloot bij RFDS. In zijn vrije tijd is hij stuntpiloot. Mat heeft theoretische kennis van hoe een vliegtuig te besturen en gebruikt Johnno's stuntvliegtuig voor een joyride. Met behulp van radioinstructies van Johnno kan hij het vliegtuig veilig doen landen. Johnno geeft Mat een uitbrander over diens onverantwoord gedrag, daarna maant hij de jongen aan in het vliegtuig te stappen voor zijn eerste vliegles. |            |                      |                     |                                |                   |  |
| 148 | 2          | A Day To Remember    | Rob Stewart         | Marie Trevor                   | 12 juli 1990      |  |
| Door de aanhoudende droogte en hitte ontstaan er diverse bosbranden. Brandweerman Malcolm Sinclair bracht een collega binnen in het ziekenhuis in verband met rook in de longen. Malcolm vertrekt terug naar een vuurhaard, maar komt niet aan. Geoff gaat op zoek naar hem. Malcolm had een ongeval met zijn auto. Tijdens de bevrijding loopt Geoff brandwonden op aan beide handen. David moet naar Len en Hannah Robson: Len is van een ladder gevallen. Daarbij komt dat Hannah ineenstuikt door hartproblemen. Door de brand kan Hannah niet naar het ziekenhuis van Sydney worden gevlogen en moet de cruciale hartoperatie uitgevoerd worden in Coopers Crossing. Tom is onbeschikbaar en Geoff heeft brandwonden. Daardoor is er geen gekwalificeerde chirurg dus dient David - na goedkeuring van Len - de operatie via mondelinge instructies van Geoff uit te voeren. |            |                      |                     |                                |                   |  |
| 149 | 3          | A Place To Call Home | Karl Zwicky         | Joss Moorhouse                 | 19 juli 1990      |  |
| Nick voert een herstelling uit aan een afgelegen windmolen wanneer een jonge, zwangere vrouw - Carrie - hem aanspreekt: haar auto staat op een tiental minuten wandelen in panne. Tijdens het takelen breekt het water van Carrie. Nick roept hulp in van RFDS, maar deze kunnen niet tijdig aanwezig zijn en geven over radio instructies door om de bevalling in goede banen te leiden. Carrie en de baby worden in het ziekenhuis opgenomen ter observatie. De vrouw legt tegenstrijdige verklaringen af over de identiteit van de vader. Annie vindt duizenden Australische dollars in Carries bagage en Tom achterhaalt dat het telefoonnummer op het onderhoudsboekje van de wagen van de vorige eigenaar is die hem verkocht aan een garagist in Sydney. De vrouw vlucht met de baby en een zoektocht wordt gestart. Carrie wordt gevonden met een post-partumbloeding, maar kan gered worden. De betreffende garagist duikt op in Coopers Crossing. Hij is Carries werkgever: als zij "de geleende auto en het geld teruggeeft”, is de zaak afgehandeld al is ze wel ontslagen. Carrie verklaart na zijn vertrek dat ze werkte voor een louche autohandelaar en dat het zwart geld betrof dat ze stal. Dat verklaart waarom hij geen klacht bij de politie neerlegt. |            |                      |                     |                                |                   |  |
| 150 | 4          | Divided Loyalties    | Karl Zwicky         | Shane Brennan                  | 26 juli 1990      |  |
| Johnno krijgt een oproep: er is rook gemeld. Deze is afkomstig van een gecrasht, uitgebrand vliegtuig dat drie verkoolde lichamen aan boord heeft. De piloot was Keith Lonnigan: een zelfstandige die goederen vervoert en passagiers weigert. Vicki - de veertien weken zwangere vrouw van Keith - verklaart openlijk dat haar man leed aan een hartkwaal. Keith slikte medicijnen, maar gebruikte een valse naam om deze te verkrijgen zodat hij zijn vlieglicentie niet zou verliezen. Men gaat ervan uit dat een hartinfarct aan de oorzaak van de crash ligt en dat dit infarct zo heftig was dat Keith geen noodsignaal kon uitzenden. De passagiers waren meneer Jenkins en zijn zoon. Mevrouw Jenkins klaagt het bedrijf van Keith aan. Onder dat bedrijf valt het gehele landgoed, waardoor Vicki alles dreigt te verliezen. Dit wordt haar te veel waarop ze contracties krijgt en wordt opgenomen in het ziekenhuis. Naast de luchtvaartveiligheid start Johnno zijn eigen onderzoek. Hij achterhaalt dat Keith na veel aandringen van meneer Jenkins uiteindelijk toegaf om hem en zijn zoon te vliegen naar een mijn om er gedestilleerd water af te leveren. Een mijnwerker verklaart dat meneer Jenkins meermaals lekkende vaten en valse labels gebruikte: de vaten bevatten in werkelijkheid zwavelzuur. Johnno concludeert dat dit gelekte zwavelzuur de kabels voor de radio- en vliegtuigbesturing doorbrandde en dat dit de oorzaak was van de crash. De foetus stelt het goed volgens Geoff, maar Vicki moet rusten gedurende de rest van de zwangerschap. |            |                      |                     |                                |                   |  |
| 151 | 5          | A Rural Education    | Kath Hayden         | Cliff Green                    | 2 augustus 1990   |  |
| David en Annie onderzoeken in een dorpje de schoolkinderen. Scholier Collin Finnegan vertoont vreemd gedrag waaronder momenten van krankzinnigheid, klunzigheid, chagrijnig, verstijvingen en bibberen. Zijn zus Mandy heeft al enige tijd last van hoofdpijn. Volgens hun norse vader Bob is dit de schuld van de nieuwe lerares: sinds zij enkele maanden geleden begon en de klas niet de baas kan, zijn de problemen bij zijn kinderen ontstaan wat leidde tot zijn nors en agressief gedrag. Een andere oorzaak kan een erfelijke aandoening zijn: Collins grootvader Pat vertoont eenzelfde gedrag. Pat werd enkele jaren eerder onderzocht, maar de diagnose ziekte van Parkinson aanvaardt hij niet: destijds kreeg elke arbeider die werkte in de voormalige plaatselijke mijn vroeg of laat deze symptomen en moet de oorzaak liggen aan een giftige stof in die mijn en/of vervuild water. David ontdekt dat een stuwdam lekt en het water sijpelt naar de kreek die Bob gebruikt om zijn groenten te besproeien. In het water wordt mangaan(II)carbonaat gedetecteerd wat de oorzaak is van de vergiftiging bij Bob, Collin en Mandy. Bij Collin treden de symptomen van de vergiftiging sneller op omdat hij bijna dagelijks in die kreek zwemt. |            |                      |                     |                                |                   |  |
| 152 | 6          | The Ties That Bind   | Kendal Flanagan     | Peter Kinloch                  | 9 augustus 1990   |  |
| Iets voor Coopers Crossing moet Geoff met de auto stoppen: er staat een kind op de weg dat niet zinnens is opzij te stappen. Wanneer zijn ouders Phil Guthrie en Sandy enkele momenten later arriveren, wordt duidelijk dat hun tienjarige zoon Chris een mentale handicap heeft. Volgens Phil "leeft zijn veel te vroeg geboren zoon puur door overijverige dokters tijdens de bevalling" en "hopen ze op een mirakel dat Chris ooit zal kunnen spreken". De familie kampeert enkele tientallen meters verder. 's Avonds wordt duidelijk dat het huwelijk niet rooskleurig is en tijdens een discussie vertrekt Phil naar de bar van Vic en Nancy. In de pub heeft hij een gesprek met Annie: ze kunnen met Chris niet naar de bioscoop, een pretpark of een pizzeria en hij is heel de situatie beu. De volgende dag verneemt Sandy dat Phil vertrokken is met de bus naar Adelaide. Ze vertrekt met Chris, maar laatstgenoemde loopt tijdens een plaspauze een bos in. Wanneer hij niet reageert op Sandy vertrekt zij in paniek met de auto richting Coopers Crossing, maar crasht onderweg. Ze wordt naar het ziekenhuis overgebracht. Geoff en Kate stellen vast dat de vrouw een overdosis kalmeringsmiddelen heeft genomen. RFDS vliegt met de Nomad naar de bus die Phil nam – de bus heeft panne – en wordt terug overgevlogen naar Coopers Crossing om Chris te zoeken. De jongen is van een rots gevallen, maar heeft de val overleeft met slechts een gebroken arm en wat schaafwonden. Sandy biecht op dat ze Chris moedwillig achterliet omdat ze de situatie ook niet meer aankan. Ze zijn van mening dat ze de situatie moeten aanvaarden zoals ze is en niet hopen op mirakels. Of Chris moet naar een instelling of ze leven met hun gedrieën verder, genietend van het leven en met Chris naar de bioscoop, pretpark en pizzeria gaan. |            |                      |                     |                                |                   |  |
| 153 | 7          | Brother's Keeper     | Kath Hayden         | Judy Colquhoun                 | 15 augustus 1990  |  |
| De alcoholverslaafde Harry Langford arriveert bij zijn zus Rose met de melding dat hun werkkracht Tony Downes een ex-gevangene is en valt daarop flauw. Hij wordt opgenomen in het ziekenhuis waar men in zijn buik een aneurysma van de aorta vaststelt. Gezien zijn slechte lever is een operatie onmogelijk en heeft Harry nog hoogstens twee jaar te leven. Harry lift met Charlie Coombes terug naar zijn zilvermijn. Onderweg gaat Charlie alleen een eetgelegenheid binnen. Buiten ziet Harry een truck van Rose's veebedrijf: Tony steelt koeien. Tony slaat Harry buiten bewustzijn, neemt hem mee en dumpt hem in de schacht van de zilvermijn. Omdat Harry spoorloos is, slaat Charlie alarm en een zoektocht wordt gestart. Tom rijdt met Tony naar de mijn en daalt af. Daar vindt hij een nog levende Harry. Boven laat Tony de mijnschacht bewust instorten. Later keert hij met Rose terug om de defecte batterij te vervangen - in de veronderstelling dat beiden dood zijn en het incident als een ongeval wordt beschouwd. Rose stelt vast dat de schacht is ingestort en verwittigt RFDS. Harry vertelt Tom wat hij heeft ontdekt en sterft. Ondertussen zijn Johnno, Geoff en Kate gearriveerd. Tom wordt opgenomen in het ziekenhuis. Tony wordt aangeklaagd voor moord op Harry en moordpoging op Tom. |            |                      |                     |                                |                   |  |
| 154 | 8          | Wilderness           | Riccardo Pellizzeri | Angela Martin                  | 22 augustus 1990  |  |
| Tijdens een externe consultatie vreest de dertienjarige Heather McTaggart dat ze doodbloedt. Het kind heeft een wond op de arm afkomstig van een prikkeldraad en moet een tetanusspuit krijgen, maar het meisje refereert naar een andere plaats die bloedt. Daarnaast wil het meisje in eerste instantie niet naar dokter Tom daar haar vader tegen dokters en medicatie is. Daarom is ze stiekem gekomen. Het meisje weet niet wat maandstonden zijn en geeft geen of geringe antwoorden op vragen die een dertienjarige in principe moet kunnen beantwoorden. Tom brengt Heather terug met de auto. Ze woont met haar vader Mungo en jongere zus Deidre op een afgelegen plaats en hebben zo goed als geen contact met de buitenwereld sinds de dood van hun moeder. Wanneer Heather flauwvalt, is Mungo van mening dat dit komt door de tetanusspuit, maar Tom stelt vast dat het meisje diabetes heeft en ze wordt met tegenzin van Mungo overgebracht naar het ziekenhuis in Coopers Crossing. De volgende dag vertrekt Mungo met zijn dochter tegen advies van Tom. Tom en Geoff achterhalen dat Mungo's vrouw een postnatale depressie had na de geboorte van Deidre en stierf aan een overdosis medicatie. Mungo werd ontslagen op de universiteit en kort daarop brandde hun huis af. Tom wil een rechtszaak tegen Mungo aanspannen in verband met verwaarlozing. Om dat te bewijzen, keert hij terug, maar het huis is afgebrand, de familie vertrokken en de medicatie van Heather ligt buiten op de grond. Er wordt een succesvolle zoektocht gestart al is Heather ondertussen terug buiten bewustzijn. Tom en Geoff zijn van mening dat Mungo een langdurige rouwstoornis heeft en moet worden behandeld in de psychiatrie. |            |                      |                     |                                |                   |  |
| 155 | 9          | Valentine's Day      | Kendal Flanagan     | Julie Philips                  | 29 augustus 1990  |  |
| Het is bijna Valentijnsdag: Clare krijgt over de radio liefdesberichten en per post cadeaus van een anonieme aanbidder. Johnno, David en Kate halen Ted Warner op, die aan allerlei kwalen lijdt: een hartaandoening, longoedeem, longontsteking en hypoxie. Op hun terugweg moeten ze Andrea Grayson oppikken: deze pilote landde vanwege motorproblemen met haar vliegtuig in een verlaten omgeving. Ted wil geen behandeling gezien zijn leeftijd. Het liefst wil hij dat David een overdosis morfine geeft, maar David weigert om juridische en ethische redenen. Doch David ziet in dat de toestand voor de man niet houdbaar is en besluit uiteindelijk de behandeling te stoppen, op de morfine en beademing na. Niet veel later sterft Ted aan een natuurlijke dood. Ondertussen is David verliefd geworden op Andrea, wat wederzijds blijkt te zijn. Andrea heeft een vergevorderd stadium van de ziekte van Hodgkin, wil geen verdere behandeling en heeft aanvaard dat ze terminaal is en alleen wil genieten van de resterende tijd. David tracht haar te overtuigen om nog een behandeling te ondergaan met een nieuwe techniek. In de eindscene neemt ze afscheid van David: haar einddoel is Broken Hill of Perth. De aangepaste, droevige muziek in de aftiteling doet vermoeden dat ze niet naar daar vliegt voor een verdere behandeling. Het blijft ook onduidelijk wie Clare haar anonieme aanbidder is. |            |                      |                     |                                |                   |  |
| 156 | 10         | A Little Tenderness  | Riccardo Pellizzeri | Sam Wilde                      | 5 september 1990  |  |
| Marion Burgess' onderzoekresultaten zijn binnen: de behandelingen aan haar baarmoeder zijn niet afdoende dus is een hysterectomie noodzakelijk. Zelf wil ze een tweede opinie in Broken Hill daar een kind volgens haar een oplossing is voor haar slecht huwelijk met Ray. Ray heeft enkel oog voor het vee en spendeert geen tijd aan Marion. Hij is van mening dat ze beter in de stad was gebleven en dat ze niets goeds kan doen. Bij haar terugkeer krijgt ze het verwijt dat ze een hek niet goed heeft gesloten, waardoor een waardevolle stier is ontsnapt en vertrekt zonder dat Marion iets kon zeggen over haar mogelijke operatie. Dit doet haar besluiten Ray te verlaten. Ray en Nick Cardacci traceren de stier, maar het dier valt Ray aan en laat een diepe, levensbedreigende snee achter in diens been. RFDS wordt opgeroepen en vliegt af, maar vanwege noodweer weigert Johnno om terug te vliegen naar Coopers Crossing. Hierdoor dient Tom een operatie in het huis van de familie Burgess uit te voeren. Ray verontschuldigt zich bij Marion voor zijn gedrag, maar zij is van mening dat het probleem ook aan haar attitude ligt. Het koppel besluit hun huwelijk nog een kans te geven. |            |                      |                     |                                |                   |  |
| 157 | 11         | Poet's Corner        | Graham Thorburn     | Paul Hogan                     | 12 september 1990 |  |
| Kate wordt tegengehouden door Ken O'Connor: een poëet die enkele jaren eerder een succesvolle dichtbundel uitbracht over "de Australische natuur" en nu in de bush is om inspiratie op te doen voor een tweede bundel. Hij liep verloren en weet niet waar zijn auto staat. Kate brengt hem naar Coopers Crossing. Ken verlaat 's avonds de pub, neemt de auto van Vic en rijdt door zijn dronkenschap tegen het monument van "De Verloren Soldaat". Hij wordt in het ziekenhuis opgenomen en herinnert zich 's ochtends grotendeels niet wat er de vorige dag gebeurde. Geoff stelt vast dat de man cirrose en een cyste op de pancreas heeft. Het wordt duidelijk dat Ken geen inspiratie heeft en geld aftroggelt van zijn schare fans die hij "zijn sponsors" noemt. Ken krijgt bezoek van Tony Hogg, een afgevaardigde van de boekenuitgeverij. Hij eist dat Ken de dichtbundel de volgende dag inlevert want anders wordt het contract stopgezet. Tony vindt de volgende dag op de kamer van Ken een bundel met handgeschreven gedichten en neemt deze mee. In werkelijkheid zijn het gedichten van Vic die niet goed worden bevonden voor publicatie. Wanneer de waarheid uitkomt, drinkt Ken zich in een coma. Nadat hij ontwaakt, krijgt hij advies van Geoff om naar de Anonieme Alcoholisten te gaan en inspiratie te zoeken in een ander thema dan de "Australische natuur". Uiteindelijk krijgt hij van de uitgeverij nog 1 jaar tijd om een dichtbundel te maken. |            |                      |                     |                                |                   |  |
| 158 | 12         | The Family Farm      | Graham Thorburn     | Robert Matthews                | 19 september 1990 |  |
| De boerderij van Jim Sexton is failliet. Op de een of andere manier zijn Geoff en Kate familie omdat Jims kinderen Janet en Libby hen aanspreken met "oom Geoff" en "tante Kate". Net nadat de veiling is afgelopen, neemt Jim een jachtgeweer en houdt zijn vrouw Cella en Libby gegijzeld. Geoff kan het huis betreden en treedt op als bemiddelaar waarop Cella en Libby worden vrijgelaten. Jim is van mening dat hij "een mislukte boer en vader" is. Op een onbewaakt moment schiet Jim zichzelf neer, maar de kogel belandt in zijn schouder en de wond is niet levensbreigend. Jim wordt overgebracht naar het ziekenhuis in Coopers Crossing waar de hagel wordt verwijderd. Na een gesprek met Geoff en Cella ziet Jim in dat hij jong genoeg is om een nieuwe start te maken. |            |                      |                     |                                |                   |  |
| 159 | 13         | A Place To Belong    | Catherine Millar    | Jutta Goetze                   | 26 september 1990 |  |
| De Duitse Magda Heller is net in Australië geland om er te werken bij de afdeling van RFDS in Coopers Crossing. Door de drukte wordt ze bij aankomst direct overgevlogen naar de familie Weatherhead. Magda stelt water vast in de longen van Jock. Daar Johnno ondertussen met de Nomad naar een andere locatie is, moet Magda zelf op ouderwetse manier een drainage uitvoeren. Jock en zijn zoon Brett baten een vakantieoord uit waar toeristen onder begeleiding een paardenrit kunnen doen. Tijdens de paardentocht verlaten twee toeristen moedwillig het pad en belanden op een oude zandweg waar ze een aardverschuiving veroorzaken. De twee toeristen en Brett - die hun achterna gevolgd is - komen zwaar ten val. Een van de toeristen heeft een gebroken arm en moet een fasciotomie ondergaan, de andere toerist heeft een hersenschudding en Brett heeft een klaplong en moet manueel beademd worden. Het drietal wordt overgebracht naar Coopers Crossing voor verdere behandeling. Ondertussen blijkt dat Jock een plaveiselcelcarcinoom heeft. Magda vertelt David hoe ze in Coopers Crossing is beland: ze wilde Duitsland verlaten en had met een dartspijl naar een landkaart gegooid. De pijl landde ter hoogte van Coopers Crossing. |            |                      |                     |                                |                   |  |
| 160 | 14         | Break Away           | Catherine Millar    | Leonard Rosen                  | 3 oktober 1990    |  |
| Andy Malloy en Stacey Smith komen aan in Coopers Crossing om baby Hannah te laten onderzoeken. Andy is niet de vader van Hannah; dat is zijn broer Terry. Terry heeft zichzelf ontslagen uit een psychiatrische instelling en heeft hun teruggevonden. Terry had drie jaar eerder een auto-ongeluk, sindsdien is hij onvoorspelbaar en agressief. Terry komt aan in Coopers Crossing en overtuigt Stacy om met Hannah terug te keren. Wegens te snel rijden worden ze achtervolgd door de politie en hebben een auto-ongeval. Een gewonde Terry kan de politieman overmeesteren en vlucht met diens wapen. Stacey en Hannah worden overgebracht naar een opvangcentrum in Broken Hill. Terry dringt de RFDS-basis binnen en gijzelt Clare. Hij eist dat Stacey en Hannah terugkeren. Door het grote bloedverlies raakt hij buiten westen en hij wordt opgenomen in het ziekenhuis. Terry kan gered worden, maar het verdere lot van de vier is ongekend. |            |                      |                     |                                |                   |  |
| 161 | 15         | Billie and Pete      | Mark DeFriest       | Julie Phillips                 | 10 oktober 1990   |  |
| Billie Sorensen en Pete Tindale hebben een auto-ongeval en worden opgenomen in het ziekenhuis van Coopers Crossing. Billie heeft geen verwondingen, Pete zijn been is gebroken. Kate is jaloers: Billie was ooit het liefje van Geoff. Billie gaf haar carrière als jazz-zangeres op nadat ze enkele jaren geleden tijdens een optreden haar stem verloor en daardoor uitgejouwd werd door het publiek. De diagnose was dat dat incident zulke psychologische gevolgen teweegbracht dat ze sindsdien niet meer kan zingen en kortademig is. Geoff is het hiermee niet eens en stelt vast dat Billie myasthenia gravis heeft: in haar geval zorgt een spierverslapping dat haar tong en stembanden niet goed functioneren. Met medicatie wordt de aandoening onderdrukt en kan ze terug zingen. |            |                      |                     |                                |                   |  |
| 162 | 16         | Old Man Weed         | Mark DeFriest       | John Reeves                    | 17 oktober 1990   |  |
| David, Magda en Kate moeten naar een olieveld waar een werkman met zijn arm gekneld zit. Op de site merkt Magda een jong Aboriginalmeisje op met ptose, maar haar vader weigert een onderzoek en is van mening dat de aandoening met "oudemannenkruid" kan worden opgelost. Magda onderzoekt in het geheim het meisje een tweede keer en stelt een papiloedeem vast dat veroorzaakt wordt door een tumor of een pseudotumor cerebri, maar wordt alweer door de vader weggestuurd. De vader verandert toch van mening wanneer het meisje plots niet meer ziet. Ze wordt overgebracht naar Coopers Crossing waar een succesvolle operatie wordt uitgevoerd. Daar het over een pseudotumer ging, is geen verdere behandeling nodig. |            |                      |                     |                                |                   |  |
| 163 | 17         | David and Goliath    | Colin Budds         | Vince Moran                    | 24 oktober 1990   |  |
| Ron Moore is onder zijn tractor belandt en zit vast met zijn arm. Hij wordt door RFDS overgebracht naar Coopers Crossing ondanks dat zijn eigen arts/chirurg dokter Tim Miller is die volledig op zelfstandige basis werkt tezamen met de norse verpleegster Elizabeth. David stelt een litteken en een cyste vast. Moore zegt een achttal jaar geleden door Miller te zijn behandeld voor borstkanker en dat hij de daaropvolgende vijf jaar geen symptomen had die duiden op herval. De huidige cyste is pas later gekomen en is volgens Miller goedaardig. David is het niet eens met die diagnose en contacteert Miller. Miller is een arrogante, oudere man die door David werd vernederd toen laatstgenoemde nog studeerde. Via de radio deelt Miller publiekelijk mee dat David een onbekwame arts is waarop David antwoordt dat Miller onder andere een te oude arts is die oubollige methodes gebruikt en daardoor verkeerde diagnoses vaststelt. Miller dient daarop klacht in bij de leiding van RFDS. RFDS dreigt David te ontslaan. David overtuigt Ron om de cyste preventief te laten verwijderen. Uit verder onderzoek blijkt dat de cyste wel degelijk kwaadaardig was, maar door verwijdering niet langer een gevaar is. Miller beseft dat hij te oud is geworden: hij besluit nog een jaar arts te zijn en geleidelijk aan de taken in zijn dorp over te laten aan RFDS. |            |                      |                     |                                |                   |  |
| 164 | 18         | Last Carnival        | Colin Budds         | Vince Gil                      | 31 oktober 1990   |  |
| Ruth en haar kleinzoon Alex zijn alleen op weg met hun paardenmolen naar de kermis in Selwyn. Alex gaat op zoek naar voedsel, maar wordt gebeten door een slang. Annie komt Alex tegen en neemt hem mee naar Coopers Crossing voor een antigifspuit. Zelf is hij van mening dat dit niet nodig is: de Aboriginals hebben hem geleerd hoe te overleven in de natuur. Annie gaat de volgende dag met Alex op zoek naar Ruth op de plaats waar hij werd gevonden. Terwijl Annie een lekke band vervangt, ziet Alex niet ver van de weg zijn grootmoeder en de paardenmolen. Hij haalt Annie, maar Ruth en de draaimolen zijn verdwenen. Alex is van mening dat hij werd verlaten door Ruth en zij weldra zal sterven. Annie rijdt de volgende dag met Alex naar Selwyn. Daar verklaart Ruth dat ze met Alex de enige overblijvende zijn van een kermisfamilie. Alex ouders zijn gestorven: Alex vader was onrechtstreeks verantwoordelijk voor de dood van Alex moeder. De vader werd daarop overgebracht naar een psychiatrische instelling. Enkele minuten later sterft Ruth zoals Alex had voorspeld: hetgeen hij de vorige dag zag, was een visioen, iets wat hij leerde van de Aboriginals. In het ziekenhuis heeft David een discussie met patiënte Greta die niet door Magda wil worden geopereerd omdat ze alleen mannelijke artsen wil. Greta en haar man vangen pleegkinderen op en nemen Alex onder hun hoede. |            |                      |                     |                                |                   |  |
| 165 | 19         | Innocence Lost       | Joy Crosby          | Phillip Roberts & Vicki Madden | 7 november 1990   |  |
| Jeannie Mooreland werd verkracht. Ze herinnert zich niet wat er gebeurde, waardoor Geoff concludeert dat ze dissociatieve amnesie heeft. Tegen advies van Geoff spreekt agent Reynolds met Jeannie om de dader zo snel mogelijk te vinden, daar waar Geoff vreest dat de amnesie door de ondervraging zal toenemen en Jeannie zich misschien nooit iets van het voorval zal herinneren. Reynolds is van mening dat Jeannie nog alles weet, maar dat ze het zwijgen wordt opgelegd door haar aanrander. Reynolds vindt een opbergdoosje voor filmrolletjes op de plaats delict en interviewt werknemers van nabijgelegen boerderijen. Zo komt hij te weten dat Ted Patterson de enige is die in zijn vrije tijd fotograaf is en geen alibi heeft waar hij was. Ted dringt in de slaapkamer van Jeannie waar hij eist dat zij zal zwijgen, waaruit duidelijk wordt dat Jeannie de amnesie veinst. Daarop ontstaat tumult. Hij wordt tijdens zijn vlucht neergeschoten door Jeannies vader en overgebracht naar het ziekenhuis van Coopers Crossing waar de kogels worden verwijderd. |            |                      |                     |                                |                   |  |
| 166 | 20         | Bush Christmas       | Karl Zwicky         | Jutta Goetze                   | 21 november 1990  |  |
| Allen Murray is samen met een muziekgroep in Coopers Crossing tijdens de eindejaarsperiode. Allen was ooit spelend lid van die band, maar vanwege zijn alcohol- en pillenverslaving speelt hij niet meer. Hij raakte verslaafd toen hij op de universiteit zat en van zijn moeder rechten moest studeren omdat zijn overleden vader dat ook deed. Zijn moeder wil niets meer met hem te maken hebben. Geoff achterhaalt dat dit alles gedeeltelijk ook ligt aan de dood van Michael: haar zoon en de broer van Allen die als tiener stierf. Beiden verwerkten nooit het rouwproces. Vic en Nancy krijgen bezoek van hun neef Nicholas die ze het laatst gezien hebben toen hij negen jaar was. Nancy betaalde zijn hogere studies daar zijn moeder dit financieel niet kon. Al snel blijkt dat de ondertussen volwassen Nicholas zeer afstandelijk is, schulden heeft door beursverliezen, ongedekte cheques uitschrijft en geen enkele blijk van bedanking geeft. Nadat Vic toevallig een gesprek overhoort waarbij Nicholas zeer negatief is over Nancy en Vic zet Vic hem het hotel uit. Aan Nancy laat Nicholas uitschijnen dat hij op eigen initiatief vertrekt. Clare krijgt over de radio amoureuze kerstgedichten van haar anonieme aanbidder. |            |                      |                     |                                |                   |  |

## Seizoen 8, 1990-1991[8]
| Nr. serie | Aflevering | Titel                  | Regisseur        | Schrijver                     | Uitzenddatum     |  |
| --- | ---------- | ---------------------- | ---------------- | ----------------------------- | ---------------- |  |
| 167 | 1          | What a Guy             | Mark DeFriest    | Jutta Goetze                  | 24 januari 1991  |  |
| Wegens een nationale transportstaking moet de nieuwe dokter Guy Reid vanuit Melbourne met zijn wagen naar Coopers Crossing rijden en is genoodzaakt de nieuwe verpleegster Jackie Crane onderweg op te pikken. Door de afstand maken ze onderweg een tussenstop. Daar onderzoekt Guy vluchtig een kind, concludeert dat het meisje kroep heeft, een behandeling met paracetamol en stoom inademen voldoende is en de moeder overbezorgd is. Jackie is het niet eens, maar wordt op haar plaats gezet door Guy daar zij maar een verpleegster is. Jackie klaagt dit incident aan bij Geoff, maar hij stelt vast dat Guy wellicht de juiste diagnose heeft gesteld. De heupoperatie van mevrouw Lightburn is uitgesteld daar de nodige attributen door de staking niet zijn aangekomen en wordt naar huis gestuurd. Daar heeft ze een val en wordt de volgende dag door Kate en Jackie gevonden. Met de gezondheid van het kind gaat het achteruit dus wordt ze overgevlogen naar Coopers Crossing. Daar stelt men vast dat ze wel degelijk kroep heeft. Clare is van mening dat de nieuwe dokter ongemanierd, arrogant en respectloos is en niet de attitude heeft van een "vliegende dokter". Jackie zegt Guy dat hij misschien wel goede diagnoses stelt, maar geen enkele emotionele band of inlevingsvermogen heeft met zijn patiënten. |            |                        |                  |                               |                  |  |
| 168 | 2          | Bad Moon Rising        | Mark DeFriest    | David Phillips                | 31 januari 1991  |  |
| RFDS vliegt af naar een olieveld om Hughie Geddes op te halen die flauwviel. Werfleider Greg Carpenter is ontzet dat Johnno piloot is bij RFDS. Greg voert continue radiogesprekken over de toestand van Hugie en over de (on)bekwaamheid van RFDS en Johnno. Johnno brengt duidelijkheid: vier jaar eerder was hij vrachtpiloot voor Carpenters bedrijf. Een arbeider werd gewond tijdens een storm en Johnno weigerde te vliegen omdat dat volgens hem niet kon, maar een andere piloot bewees het tegendeel. Hughie ontslaat zichzelf uit het ziekenhuis omdat Greg met ontslag dreigt. De oorzaak wordt gevonden: de val was het gevolg van vermoeidheid. Hughie kwam op zijn voorhoofd neer en brak daarbij zijn voorhoofdsholte. Dit leidde tot een bacteriële meningitis. Hughie wordt terug opgehaald, maar net voor vertrek wordt de vliegstrook overspoeld door water vanwege een scheur in een leiding. Johnno wil geen tweede keer gezichtsverlies lijden ten opzichte van Carpenter en vindt een manier om te kunnen opstijgen. Dokter Guy Reid leent bij David 100 dollar daar hij krap bij kas zit, ook Johnno tracht hij te overtuigen om geld te geven. Verder in de aflevering wordt duidelijk dat Guy op paardenraces wed. |            |                        |                  |                               |                  |  |
| 169 | 3          | A New Life             | Ian Gilmour      | Vince Moran                   | 7 februari 1991  |  |
| Des en Gail Ramsay zijn ouders geworden van een zoon, maar de bevalling was levensbedreigend door een zuurstoftekort door een navelstrengomstrengeling. Des wil dat het kind Kayle zal noemen omdat zijn vader dat wil. Gail is het oneens en is haar bemoeizieke schoonvader beu. Ze heeft een post-partumdepressie waardoor ze het kind niet wil zien. Geoff concludeert dat er nog een andere oorzaak is: de vader van Gail wilde graag grootvader worden, maar stierf toen Gail net zwanger was. Gail heeft zijn dood niet verwerkt en er werd voor de geboorte afgesproken dat het kind Christopher zou noemen, dezelfde naam als diens overleden grootvader. Clare's huis brandt volledig af waardoor ze al haar bezittingen kwijt is. Ze krijgt ongevraagd tal van nieuwe en tweedehandsspullen waaronder een gift van haar nog steeds anonieme aanbidder. |            |                        |                  |                               |                  |  |
| 170 | 4          | Through Thick And Thin | Ian Gilmour      | John Coulter                  | 14 februari 1991 |  |
| Tijdens een externe consultatie crasht de Aziatische toerist Toshii met zijn motor: hij wordt ter plaatse geopereerd aan een appendicitis en overgebracht naar Coopers Crossing. Trish en Kath - twee Britse toeristen - zijn op wereldreis en worden door RFDS overgebracht naar Coopers Crossing nadat ze een noodsignaal uitzonden door een klein vuur te maken. Kath is de laatste tijd moe en duizelig. Guy en Johnno nemen hen mee naar een meer: daar verliest Kath het bewustzijn. Guy is van mening dat Kath gele koorts heeft, maar volgens Magda is het een auto-immuunziekte welke behandeld moet worden met steroïden. Magda vraagt Kath stiekem om een gevaarlijke leverbiopsie te laten uitvoeren. Uit de test blijkt dat Guy de juiste diagnose had gesteld. Trish beseft dat Kath niet geniet van de reis. Kath vliegt terug naar huis, Trish reist verder met Toshii. Nancy wil voor haar huwelijksverjaardag op reis, maar Vic ziet dat niet zitten. Vic heeft toch een verrassing voorzien, maar Nancy is ontgoocheld dat het een uitstap is naar Broken Hill. Dat laatste was een grap, maar de eindbestemming van de reis blijft voor de kijker ongekend. |            |                        |                  |                               |                  |  |
| 171 | 5          | Deceptions             | Catherine Millar | julie Phillips                | 21 februari 1991 |  |
| Charles ontslaat werknemer Sam omdat laatstgenoemde zijn dochter Elizabeth zou hebben lastiggevallen. Uit wraak steekt Sam een woonhut van Charles in brand. De brand wordt door David opgemerkt die naar de hut rijdt. Een andere toevallige passant is dokter Don McKenzie die David een mondmasker geeft daar hij te veel giftige rook heeft ingehaald. McEnzie heeft ooit voor RFDS Coopers Crossing gewerkt, nu lijdt hij aan een levercarcinoom. David moet een nacht in het ziekenhuis blijven. Daardoor mist hij zijn eigen afscheidsfeest: hij verlaat RFDS om chirurg te worden, maar de volgende dag biecht hij aan Geoff en Kate op dat hij niet langer dokter wil zijn, maar een andere weg wil inslaan. Elizabeth verzint allerlei leugens om aandacht te krijgen. Sam heeft haar helemaal niet lastiggevallen: de twee zijn in feite een koppel, maar haar vader is het daarmee oneens. Sam valt van een klif en belandt enkele meters lager op een uitsteeksel. Hij heeft alleen een gebroken been. Tijdens de reddingsoperatie daalt David ook neer, maar valt te pletter in het ravijn: hij is op slag dood. |            |                        |                  |                               |                  |  |
| 172 | 6          | None So Blind          | Catherine Millar | Denise Morgan                 | 28 februari 1991 |  |
| Kate haalt Sally op: een gekwalificeerde verpleegster die in Coopers Crossing een korte stage "radio-operator" volgt om nadien in haar eigen district autonoom te werken. Tijdens de terugrit heeft de auto panne en kijkt Kate onder de motorkap: de batterij ontploft en spuit zuur in haar ogen waardoor ze blind wordt. De invloedrijke familie Franklin wil niet dat Sally voor RFDS werkt: de levenswijze van een Aboriginal strookt niet met dat van een blanke, beschaafde mens. Het wantrouwen wordt groter nadat Sally op haar eerste stagedag een fout maakt waardoor zij inkomende gesprekken niet hoort. Clare zet Alice Franklin op haar plaats, maar haar poging mislukt. Guy neemt Sally mee als verpleegster naar hat landgoed van de familie Franklin waar een consultatiedag is. Alice eist dat ze de injectie krijgt van Guy, maar hij weigert. Op haar vraag of RFDS patiënten weigert, antwoordt hij dat Sally de injecties doet, maar niemand is geneigd om zich door Sally te laten behandelen. Guy waarschuwt tevergeefs dat kinderen zich moeten laten injecteren tegen een rodehondepidemie. Uiteindelijk laat een van de veehoeders zich door Sally inenten tegen tetanus en wordt daarop prompt ontslagen door Alice. Dit incident leidt tot het omgekeerde effect: iedereen laat zich injecteren door Sally en neemt daarop zelf ontslag zodat de familie Franklin zonder hoeders zit. Na enkele dagen geblinddoekt door het leven te gaan, kan Kate terug zien. |            |                        |                  |                               |                  |  |
| 173 | 7          | The Sleep of Reason    | Kendal Flanagan  | Bevan Lee                     | 7 maarth 1991    |  |
| Magda kondigt onverwacht haar ontslag aan. Tijdens haar afscheidstoespraak wil ze alleen onthullen dat ze "weg moet". Jackie achterhaalt de ware reden: Magda is verliefd op Guy, maar een relatie is onmogelijk. Door haar vertrek en de dood van David wordt Don McKenzie halftijds aangenomen om RFDS uit de nood te helpen. Hij en Guy worden gestuurd naar Peg Foley die moet bevallen. De baby heeft een bloeding in de hersenen en moet geopereerd worden. Penny - de zus van Kate - arriveert in Coopers Crossing. Haar ware reden voor terugkeer is dat ze verslaafd raakte aan de drugs, wat bijna fataal afliep. Penny heeft sinds die bijna-doodervaring nachtmerries over een kindertrauma: hun vader verbood hen om in een nabijgelegen kreek te zwemmen omdat er een monster in zwemt dat kinderen doelbewust verdrinkt. Penny ging toch zwemmen en verdronk bijna. In de loop der jaren besefte ze dat er geen sprake was van een monster, maar dat ze wellicht vast kwam te zitten aan een tak. Don overhaalt haar haar angsten te overwinnen en terug in de desbetreffende kreek te zwemmen. Dit lukt en tijdens het zwemmen krijgt ze een visioen van Doc. Op hetzelfde moment sterft Doc aan zijn levercarcinoom. Uit de laatste scène is af te leiden dat Penny verlost is van de wederkerende nachtmerrie. |            |                        |                  |                               |                  |  |
| 174 | 8          | My Mother's Child      | Kendal Flanagan  | David Worthington             | 14 maarth 1991   |  |
| Clare roept Johnno op om een gewonde mijnwerker op te halen, maar Johnno stelt voor om de man niet in Windoona op te halen, maar op een andere locatie. Clare roept de betreffende mijn weer op om de alternatieve locatie op te geven, maar ze zijn al vertrokken. Daarop krijgt Clare een telefoontje met een boodschap die haar van slag maakt waardoor ze Johnno vergeet in te lichten dat hij wel naar Windoona moet. Bij terugkeer geeft Johnno Clare een uitbrander, maar zij verklaart hem in vertrouwen toe dat ze telefoon kreeg van een bureau dat geadopteerden met hun biologische ouders wil verenigen. Clare baarde 20 jaar geleden een zoon, maar moest deze onder andere door toedoen van haar moeder ter adoptie afgeven. De vader bleek getrouwd te zijn en keerde terug naar zijn vrouw. De laatste tijd krijgt ze regelmatig telefoontjes van dat bureau, maar ze weigert een ontmoeting. Steve Macauley arriveert in Coopers Crossing. Hij blijkt de zoon van Clare te zijn die haar adres toch achterhaalde. Steve stikt bijna door een astma-aanval en het feit dat hij zijn puffer is verloren. Clare vindt Steve tijdig. Steve vertrekt de volgende dag met de bus, maar Johnno kan Clare doen inzien dat ze zichzelf en Steve toch een kans moet geven. |            |                        |                  |                               |                  |  |
| 175 | 9          | Swinging On The Rope   | Brendan Maher    | Greg Haddrick                 | 21 maarth 1991   |  |
| Luke Worthing en zijn vriendin Tina hebben een auto-ongeluk nadat ze moesten uitwijken voor een kangoeroe. Tina is op slag dood, Luke wordt overgebracht naar Coopers Crossing met een gebroken ruggenwervel, maar Geoff en Guy zijn van mening dat Luke wellicht niet verlamd zal zijn omdat de zenuwen niet zijn geraakt. Luke's vader George - een steenrijke industrieel - betreedt zonder toestemming de operatietafel net op het ogenblik men een humoristische opmerking maakt. George is van mening dat niemand in de RFDS-basis bekwaam is en schakelt een specialist in die uit Melbourne moet komen. Die specialist stelt vast dat de operatie correct werd uitgevoerd en Luke in Coopers Crossing moet blijven daar het risico te groot is om hem naar Melbourne over te brengen. Rowie Lang keert terug naar Coopers Crossing en start er als nieuwe arts. Ze woonde er destijds als kind met haar broers en alcoholverslaafde ouders en werd zwaar gepest. Ze heeft de intentie om een soort wraak te nemen aan alle inwoners en mensen die ze heeft gekend om te tonen dat ze het ver geschopt heeft. Wanneer George haar aanklaagt wegens ongepast gedrag en de insinuatie dat Luke moedwillig het ongeluk veroorzaakte, gaat ze in de verdediging en zet beiden op hun plaats wegens hun onaangepaste gedrag, dat ze slechts oog hebben voor materieel bezit en rijkdom en dat ze niets om andere mensen geven. Dit blijkt effect te hebben: George verdubbelt zijn jaarlijkse bijdrage aan RFDS en brengt een positief verslag over zijn ervaring met het RFDS-team in Coopers Crossing. |            |                        |                  |                               |                  |  |
| 176 | 10         | Father and Son         | Brendan Maher    | Elizabeth Coleman             | 4 april 1991     |  |
| Karen Peterson bevalt van een jongen: Bernie. Vader Joe is blij dat er na drie dochters eindelijk een zoon is, maar het wordt al snel duidelijk dat die zoon het belangrijkste doel was/is om het voortbestaan van de boerderij te garanderen. Karen is zich door de loop van de jaren bewust geworden van dit feit. Dan slaat het noodlot toe: na enkele weken sterft Bernie aan wiegendood. De wereld van Joe stort in en Karen heeft schuldgevoelens ondanks ze beseft dat ze aan wiegendood niets kon doen. Karen besluit uiteindelijk met het vliegtuig naar haar zus Vera in Melbourne te verhuizen en neemt de dochters mee. Joe ziet in dat hij verkeerde doelen had en reist hen met de auto achterna. Het verdere lot van de familie is ongekend. Vic heeft de intentie om een gedeelte van zijn zaak te verkopen aan Mike Stone, een miljonair die reizen voor toeristen organiseert. Daardoor zal het hotel veel meer opbrengen, maar dat heeft consequenties. Zo zullen de pub en de kamers een restyling krijgen in een bush-thema en moeten de vaste bewoners verhuizen. Nancy boycot dit alles en uiteindelijk zet Mike de samenwerking stop omdat hij de mensen op het platteland onaangenaam vindt. |            |                        |                  |                               |                  |  |
| 177 | 11         | A Little Miracle       | Mark DeFriest    | Anthony Ellis                 | 11 april 1991    |  |
| Geoff en Kate hebben een "amoureuze kampeertrip" ergens in de wildernis, maar aan de andere kant van een kleine zandduin blijkt de familie Fraser te kamperen. Zij zijn heel religieus en vullen hun dagen met bezinning, gebeden, zingen van psalmen en houden momenteel een vastenperiode. Ze vinden een radio overbodig daar de Heer voor hun zorgt. Hun jonge zoon James eet wonderboom en krijgt daardoor de dodelijke stof ricine binnen. Hij wordt overgevlogen naar het ziekenhuis in Coopers Crossing voor een maagspoeling. Vader Hugh wil niet inzien dat zijn zoon nog leeft dankzij de medische wetenschap, maar dat God James op de proef stelde. Moeder Sarah vertelt Kate dat haar man sinds enkele maanden extreem en dwangmatig gelovig is na twee mentale inzinkingen. Hugh neemt James stiekem uit het ziekenhuis. Sara vreest de reden: Hugh zal James opofferen aan de rots nabij hun kampeerplaats naar de geschriften in Genisis 4 die handelt over de moord van Kaïn op Abel. Geoff en Johnno vliegen daarop naar de plek en hopen op een mirakel. Dat gebeurt: op het ogenblik dat Geoff Hugh aanspreekt, ontstaat er een gat in het dikke wolkendek en wordt Geoff "opgelicht" door de zon. Hugh aanziet dat als een teken van God om het offer niet uit te voeren. Op het einde van de aflevering wordt duidelijk dat Hugh is opgenomen in een psychiatrisch ziekenhuis voor behandeling. Vic houdt een talentenjacht in de pub. Guy neemt deel met een buiksprekerspop. |            |                        |                  |                               |                  |  |
| 178 | 12         | Murphy's Law           | Mark DeFriest    | Vince Moran                   | 18 april 1991    |  |
| Vic rijdt met zijn auto Fiona Murphy aan die enkele dagen later negen jaar wordt. Fiona en haar moeder Judy worden overgebracht naar het ziekenhuis. Fiona heeft een lichte blessure aan haar been. Jackie stelt vast dat Judy snel misselijk wordt en evenwichtsstoornissen heeft. Guy onderzoekt Judy en wijst haar met spoed door naar Melbourne voor een bijkomend onderzoek. De diagnose wijst uit dat Judy elk ogenblik kan sterven door kanker. Judy krijgt bezoek van haar goede vriend Rick. Ze hadden een relatie, maar die liep spaak nadat Judy enkele maanden zwanger bleek te zijn en hij onmogelijk de vader kon zijn. Clare doet opzoekingswerk en ontdekt dat Fiona enkele maanden ouder is dan Judy beweert. Wanneer dit uitlekt geeft Judy toe dat Rick de vader is en geeft hem een plausibele verklaring waarom ze loog. Rick wil zich opgeven als pleegvader, maar dat laat de Australische wetgeving niet toe: Fiona zal sowieso toegewezen worden aan een adoptie- of pleeggezin. Jackie komt met een oplossing: Judy en Rick moeten trouwen en dan zal Fiona wel aan Rick worden toegewezen. Enkele uren na het huwelijk sterft Judy. |            |                        |                  |                               |                  |  |
| 179 | 13         | Breaking Down The Wall | Kendal Flanagan  | Maureen Ann Moran             | 25 april 1991    |  |
| Steve wil een trip maken in de outback en boekt bij reisgids Ozzie. Met hem gaan Jacky, Guy en Penny mee. Er zijn ook twee Duitse toeristen: Franz en Ilsa. Ozzie brengt hen naar een geheime grot met prachtige tekeningen getekend door Aboriginals. Ozzie beweert dat de grot een complex doolhof is en bij zijn weten slechts twee personen de weg kennen: hijzelf en Abbie, een Aboriginal spoorzoeker. Bij het betreden van de grot keert Jackie al snel terug wegens claustrofobie. De volgende dag is er een tweede exploratie in de grot. Jackie gaat niet mee en Ilsa blijft bij haar. In de grot krijgt Ozzie een fataal hartaanval. Omdat de groep langer wegblijft dan afgesproken, gaat Jackie naar de ingang. Ze kan door hard te roepen met de groep communiceren, maar door de echo's is het onmogelijk elkaar te traceren. De groep heeft al een mislukte poging gedaan om de uitgang te vinden. Jackie licht Clare via de radio in en vandaar start een zoektocht naar Abbie. Abbie blijkt niet te bestaan: het is een schuilnaam voor de schilder Willie Ryan die door iedereen genegeerd wordt. De Aboriginal-tekeningen zijn dus niet authentiek. Willie kan de groep bevrijden uit de grot. Volgens Ilsa zouden Guy en Jackie een goed koppel zijn ondanks ze voortdurend kibbelen. Steve en Penny worden verliefd op elkaar waarop Steve terugkomt op zijn beslissing om Coopers Crossing te verlaten. Kate ontdekt dat ze zwanger is. |            |                        |                  |                               |                  |  |
| 180 | 14         | Once Bitten            | Kendal Flanagan  | Shane Brennan                 | 2 mei 1991       |  |
| Kate en Geoff zijn op de werkplaats van Rocket Anderson waar een arbeider onder een machine terecht is gekomen. De werknemer kan niet gered worden. Volgens Rocket gaat het over een arbeidsongeval, maar Johnno is ervan overtuigd dat dit te wijten is aan de machine die slecht wordt onderhouden. De volgende dagen wordt Geoff meer en meer ziek, heeft pijnen in zijn linkerarm en verliest tijdens een consultatieronde zelfs het bewustzijn. Eerst wordt gedacht aan Ross River-koorts, maar volgens een bloedproef is er niets mis. Ook worden er geen andere virussen gevonden, een cardiogram toont geen hartproblemen en is er geen afwijking in de botstructuur. Tegen advies van Johnno en Clare gaat Steve aan de slag bij Rocket. Wanneer Johnno dat verneemt, vliegt hij naar de site om Steve op te halen. Steve is opgelucht daar het werk levensgevaarlijk is. De toestand van Geoff gaat achteruit en een amputatie van de arm lijkt onvermijdelijk. Op de terugvlucht zegt Steve dat Rockets machines niet onderhouden worden en dat ze gevaarlijke hydraulische olie lekken. Johnno meldt dit per radio aan het ziekenhuis waar men de amputatie annuleert. Tijdens de poging om de arbeider te redden, had Geoff van die vloeistof op zijn arm gekregen. Deze vloeistof drong binnen in zijn lijf. Het probleem wordt verholpen door Geoffs armweefsel te zuiveren. |            |                        |                  |                               |                  |  |
| 181 | 15         | Clipped Wings          | Ian Gilmour      | Jutta Goetze                  | 9 mei 1991       |  |
| RFDS wordt opgeroepen door de familie Martinelli daar Joe Martinelli een mogelijk hartinfarct heeft. Door het noodweer zijn alle nabijgelegen vliegtuigbanen overspoeld met water dus moet Johnno uitwijken naar een baan die 15 meter te kort is volgens de officiële regels om een Nomad-vliegtuig te laten landen. Joe blijkt costochondritis te hebben, een onschuldige aandoening, dus kan men vrijwel meteen terugvliegen. Tegen het advies van Clare in besluit Johnno toch terug te vliegen, ondanks het slechte weer. De reden: hij heeft 's avonds een afspraak met Rowie op wie hij een oogje heeft. Tijdens de aanloop verandert de wind plots van richting en verliest Johnno de controle waarbij de Nomad over het einde van de landingsbaan rijdt en daar komt vast te zitten in de kleibodem met een gebroken wiel. De luchtvaartinspectie start een onderzoek en is van mening dat Johnno voor de interventie van Joe geen noodsignaal had uitgezonden, bewust het vliegtuig deed landen en opstijgen op een te korte baan en de flaps niet had ingesteld volgens de instructies. Hij moet zijn vliegbrevet inleveren en opnieuw examens doen. Johnno gaat in tussentijd elders aan de slag als arbeider. Daar wordt een man gewond wanneer hij getroffen wordt door de propellers van zijn vliegtuig en vermoedt men een slagaderbreuk. Daar niemand een brevet heeft, vliegt Johnno toch naar Coopers Crossing met de patiënt. Rowie stelt vast dat het geen levensbedreigende wond is waardoor Johnno zijn vliegvergunning definitief zal worden afgenomen, maar zij verklaart aan de inspecteur dat het wel levensbedreigend was. Johnno doet zijn vliegtest en zijn brevet wordt terug vrijgegeven. Johnno en Rowie verklaren hun liefde voor elkaar. |            |                        |                  |                               |                  |  |
| 182 | 16         | Walk Don't Run         | Ian Gilmour      | Denise Morgan                 | 16 mei 1991      |  |
| Topatlete Gaby keert terug naar haar geboortestad Coopers Crossing. Van daaruit wil ze in drie dagen lopen naar Broken Hill. Als dat lukt en een volgende loopwedstrijd wint, mag ze wellicht deelnemen aan de Olympische Spelen. Gaby wordt door Guy medisch goedgekeurd, doch hij raadt de looptrip af - zoals iedereen in Coopers Crossing - vanwege het warme weer. Gaby vertrekt toch en Penny bestuurt de volgwagen. Omdat Gaby de tweede dag al achterstand heeft schaft ze haar pauzes af en negeert ze waarschuwingen van Penny. Dat heeft tot gevolg dat Gaby door oververhitting en dehydratie ineenstuikt. RFDS vliegt af en moet Gaby reanimeren: ze heeft een hartstilstand, rabdomyolyse en geblokkeerde nieren. In het ziekenhuis stelt men vast dat ze ook necrose heeft opgelopen en een voetamputatie noodzakelijk is. Penny voelt zich gedeeltelijk schuldig, maar Rowie stelt haar gerust: Gaby was obsessief en ze luisterde naar niemand. Het is ook de jaarlijkse paardenrace. Vic zoekt uit waarom hij minder gokkers heeft op zijn illegale gokwedstrijd en hij ontdekt dat Steve ook bookmaker is waar de winstuitkeringen hoger zijn. Daar Kate vanwege haar zwangerschap opgeeft wint een ander paard dan Steve had verwacht. Daardoor moet hij op zijn ontvangen geld nog 3000 Australische dollar opleggen om de gokkers hun winstbedragen uit te betalen. Kate beslist om te stoppen als verpleegster en huisvrouw te worden. |            |                        |                  |                               |                  |  |
| 183 | 17         | Masquerade             | Brendan Maher    | Sue Hore                      | 23 mei 1991      |  |
| Laura Mitchell roept RFDS op om oxazepam te leveren wat Guy vreemd vindt omdat het een "paardenmiddel" is. Guy overtuigt Rowie om hun beurtrol te wisselen: hij gaat op consultatie en zij begeleidt tandarts Danny die op de basis is om het gebit van de lokale bevolking te onderzoeken. Onderweg vertelt Johnno dat Laura's man Joe volgens geruchten een psychopaat is die enkele jaren geleden een man neerschoot, maar die vrijkwam op grond van zelfverdediging. Volgens Laura is Joe niet thuis. Wanneer Guy vraagt waarom ze blauwe plekken heeft en specifiek naar oxazepam vraagt, loopt ze weg, struikelt en bezeert haar been. Uit voorzorgen neemt Guy haar mee naar Coopers Crossing, maar ze heeft alleen een verzwikking van haar voet. Guy denkt dat Laura verslaafd is aan de pillen en wordt mishandeld door haar man. Zijn vermoeden wordt groter wanneer Laura naar haar tante in de stad wil verhuizen en nadat Joe ineens opduikt en Laura nogal ruw meesleurt naar hun boerderij. Geoff verbiedt Guy om nog actie te ondernemen: van zijn insinuaties is niets bewezen. Doch Guy overhaalt de volgende dag Johnno om langs de familie Mitchell te passeren. Laura heeft een paniekaanval en schiet daarbij Guy neer, maar het blijft bij een schampschot. Joe verklaart daarop dat Laura destijds de man neerschoot, dat niet heeft verwerkt en sindsdien oxazepam nodig heeft om haar angsten te bedwingen. Laura wordt naar een psychiater gestuurd. Geoff vermeldt dat Laura achtervolgingswaanzin heeft en wanneer de medicatie uitgewerkt was in elke man letterlijk de persoon zag die ze destijds neerschoot. Op het einde van de aflevering wordt duidelijk waarom Guy van rol wilde wisselen: hij is bang van een tandarts. |            |                        |                  |                               |                  |  |
| 184 | 18         | Against The Current    | Brendan Maher    | Tony Cavanaugh & Vicki Madden | 30 mei 1991      |  |
| Penny en Steve gaan op "romantische trip" naar een kreek op een afgelegen locatie. Tot hun ongenoegen daagt er een wandelaar op - Adam - die zich bij hen wil vervoegen tot de volgende dag. Penny is het hiermee niet eens en maakt Adam duidelijk dat hij elders zijn tent moet neerzetten en stelt voor om aan de overkant van de rivier te kamperen. De volgende dag vinden ze Adam daar op de grond met bijensteken en is al snel duidelijk dat hij er allergisch aan is. Daar de auto het niet doet, bouwen ze een vlot waarop ze Adam leggen om zo over de kreek te varen in de hoop dat er een nabijgelegen huis is. De toestand van Adam gaat achteruit, maar Penny stelt hem gerust dat hij niet zal doodgaan. Er wordt een huis gevonden, maar tijdens de oproep naar RFDS sterft Adam door de anafylactische schok. Penny voelt zich schuldig door het feit dat ze Adam wegstuurde en hem niet kon redden van de dood. Dit heeft zulke impact dat ze naar Melbourne vertrekt. Kate, Geoff en Steve reizen haar achterna. Kate kan Penny overtuigen om terug naar Coopers Crossing te keren. |            |                        |                  |                               |                  |  |
| 185 | 19         | Last Of The Cochranes  | Kendal Flanagan  | Graham Hartley                | 6 juni 1991      |  |
| Geoff laat Gladys 'Mum' Cochrane op haar eis overkomen vanuit Melbourne naar Coopers Crossing. Ze is het enige nog levende lid van haar familie: haar man stak zichzelf destijds in brand en haar zonen werden rijk nadat ze een grote hoeveelheid goud van hun moeder kregen. Deze zonen worden nu dood geacht wegens schipbreuk: ze voerden naar Tasmanië, maar daar zijn ze nooit aangekomen. Mum wil niet opgenomen worden in het ziekenhuis, maar eist dat een gedeelte van de pub van Vic en Nance wordt omgebouwd tot haar privé-kamer. Vic en Nance willen dat in eerste instantie niet, maar Vic's mening verandert wanneer Mum 1000 Australische dollar per dag betaalt. Verder wordt ook duidelijk dat dat gedeelte van de pub op grond staat die Mum toebehoort en wat ze kan bewijzen met een notariële akte. Guy is van mening dat Geoff handelt uit financieel eigenbelang en hun afdeling van RFDS nog meer in financiële moeilijkheden brengt daar een gedeelte van hun noodzakelijk materiaal overgebracht is naar de pub voor behandeling van één schatrijke patiënt. Geoff is het met die stelling voor onduidelijke reden oneens. Mum stuurt Penny en Steve naar haar laatste verblijfplaats in Coopers Crossing om een kist op te graven. In de kist zit 3000 dollar die ze mogen houden van Mum, maar ze schenken het gedeeltelijk aan RFDS. Het nieuws dat Mum geld heeft begraven lokt tal van fortuinzoekers, maar Mum vertrouwt Geoff toe dat al haar geld zo goed als op is en dat Geoff nog een opgraving moet doen in de restanten van de woning waar haar man zich in brand stak. Daar vindt Geoff een waardeloos oorlogswapen, maar bij toeval ontdekt Kate dat het handvat bestaat uit puur goud overschilderd met verf. Op haar sterfbed overhandigt Mum de akte aan Vic en Nance, waardoor zij officieel eigenaars worden van dat stuk grond. Geoff gebruikt het geld van de opbrengst van het goud voor het voortbestaan van hun lokale RFDS-afdeling. |            |                        |                  |                               |                  |  |
| 186 | 20         | Double Life            | Kendal Flanagan  | Bevan Lee                     | 13 juni 1991     |  |
| De streek rondom Coopers Crossing is in de ban van een gevaarlijke man met bivakmuts die alleenstaande vrouwen fysiek bedreigt. RFDS houdt consultaties bij de familie Baldwin. Wanneer patiënte Jan Stevens niet komt opdagen, besluit RFDS naar haar toe te rijden. Daar vinden ze Jan: ze is slachtoffer van de gevaarlijke man. Uit voorzorg beslissen Mary en Tom Baldwin om hun dochter Allie tijdelijk te laten verblijven bij een familielid in de stad. Allie wil dit niet en verbergt zich in de stal. Daar vindt ze een bivakmuts en concludeert dat Tom de gezochte man is en schiet hem neer. Rowie en Guy trachten hem te reanimeren, wat niet lukt. Johnno heeft zijn bedenkingen met "de reddingspoging van een crimineel". Rowie weerlegt dat: “het is als dokter haar taak om mensen in leven te houden, maar het is de taak van het gerecht om over de misdaden te oordelen". In Coopers Crossing arriveert Fern Wentworth, een uiterst hoogverwaande dame. Iedereen is verbaasd dat Fern de verloofde van Guy is. Fern is eveneens verbaasd dat Guy nog niet over haar verteld heeft en dat ze in Coopers Crossing sowieso niet gekend is ondanks ze hoofdredactrice is van een populair vrouwenmagazine waarin haar foto wekelijks staat. Al snel merkt Fern dat het leven op het platteland sterkt afwijkt van dat in de stad en dat Guy zich heeft aangepast. Zelf wil ze in de stad blijven, maar Guy wil dat niet; reden waarom ze hun relatie stopzetten. Uit de autopsie van Tom blijkt dat hij een hersentumor had en zich mogelijk niet te allen tijde bewust was van zijn daden. |            |                        |                  |                               |                  |  |
| 187 | 21         | Something, Nothing     | Catherine Millar | Elizabeth Coleman             | 20 juni 1991     |  |
| De lokale Country Women's Association of Australia houdt een loterij. Guy heeft zich opgegeven als "hoofdprijs": de vrouw die wint, mag een avond met hem uitgaan. Jackie koopt een groot aantal lotjes. Ze hoopt stiekem te winnen zodat ze de arrogante Guy op zijn plek kan zetten door onder andere niet op te dagen. Bij Bronwyn Blake werd 10 maanden eerder multiple sclerose vastgesteld. Haar toestand is zo verslechterd dat ze niet meer alleen kan wonen. Johnno en Rowie halen Oliver Stanthorpe op wegens hartproblemen. Op terugweg belanden ze in een storm en dreigt de Nomad neer te storten. Jackie wint de hoofdprijs, maar schenkt deze aan Bronwyn onder het mum dat laatstgenoemde won. Bronwyn ziet in dat ze niet langer alleen kan wonen en verhuist naar een stad, wellicht naar Broken Hill dat Guy als optie voorstelde omdat daar een goede arts is die MS-patiënten behandeld. Johnno koopt haar boerderij. |            |                        |                  |                               |                  |  |
| 188 | 22         | Family                 | Catherine Millar | Vince Moran                   | 27 juni 1991     |  |
| Colin Lyons, een pediater en jeugdvriend van Geoff, komt over van het Verenigd Koninkrijk naar Coopers Crossing om Kate bij te staan bij haar bevalling. Colin verblijft in het motel van Vic en Nancy. Wanneer Kate achterhaalt dat Colin al een jaar niet meer werkt vanwege zijn alcoholverslaving eist ze dat hij naar haar woning verhuist en niet meer drinkt. Colin vraagt Kate om dit te verzwijgen: in het Verenigd Koninkrijk verloor hij door de drank al zijn vrienden en eer. Nu wil hij de bush ontdekken en het liefst verloren lopen zodat hij van uitputting sterft. Kate krijgt plots pijn in haar rug en buik, maar deze blijkt afkomstig te zijn van een zenuwcompressie en wordt in een mum van tijd opgelost door massage. Wanneer Kate ontdekt dat Colin nog steeds drinkt, ontstaat er een ruzie waarbij Kate over een waterdarm struikelt, neerkomt op haar buik en haar water breekt. Ze weigert dat Colin bij de bevalling aanwezig is. De te vroeg geboren baby krijgt enkele dagen later een necrotiserende enterocolitis. Daar de vlucht naar Broken Hill te lang duurt, is Colin de enige persoon die de operatie kan uitvoeren. Kate weigert initieel en vertelt iedereen Colins' alcoholverslaving. Enkele dagen later vertrekt Colin om de outback te verkennen. Zijn verdere lot is onduidelijk. Zowat iedereen heeft zijn bedenkingen met de voornaam van de baby: Scarlett. |            |                        |                  |                               |                  |  |
| 189 | 23         | Being Positive         | Ian Gilmour      | Bevan Lee                     | 4 juli 1991      |  |
| Jerry Davis, een antropoloog die werkt op een Aboriginal-nederzetting, had onlangs een nekwonde opgelopen en moest dringend geopereerd worden. Nu is hij in Coopers Crossing met de melding dat hij positief is getest op aids en dat de personen die toen met hem in aanraking kwamen - waaronder Geoff, Johnno en Clare - misschien besmet zijn. Johnno maakt het meeste kans omdat hij net voor het ongeluk zijn vinger verwondde. In afwachting van de testresultaten mag Geoff niet meer opereren en doet Guy de amandeloperatie bij de nukkige Jock Cavandish. Gelukkig blijkt er niemand de besmetting te hebben opgelopen. Maar het nieuws over het incident lekt uit en de roddels verspreiden zich. Een aantal mensen, waaronder Jock, nemen het Geoff kwalijk dat hij wel in de operatiezaal aanwezig was als anesthesist. Uiteindelijk moet Jerry over de radio een oproep doen dat de werknemers van het ziekenhuis nu eenmaal een risicovolle job hebben en dat er geen gevaar was dat zij anderen zouden besmet hebben met het aids-virus. Johnno en Rowie verloven zich. |            |                        |                  |                               |                  |  |
| 190 | 24         | Open Day               | Ian Gilmour      | Anthony Ellis                 | 11 juli 1991     |  |
| Steve vertrouwt Penny toe gevoelens voor haar te hebben, maar zij kan momenteel niet antwoorden of dit wederzijds is. Hij wordt jaloers wanneer Penny over Barry MacIntyre verneemt en hem wil ontmoeten. De nu 21-jarige Barry had drie jaar geleden een auto-ongeval met zijn vader. Tijdens een mislukte poging zijn vader uit de auto te bevrijden, verbrandde Barry zijn rechterwang wat een groot litteken veroorzaakte. Sindsdien heeft zijn moeder Jean alle spiegels in huis weggehaald en doet er alles aan zodat Barry niet met mensen in contact komt uit vrees dat ze hem aanstaren, vernederen of verwijten zijn vader niet te hebben kunnen gered. Penny ontmoet Barry op de eerstvolgende consultatieronde bij Jean en ze kan hem overtuigen samen naar de opendeurdag van RFDS Coopers Crossing te gaan die enkele dagen later plaatsvindt. Nadat Jean hem nogmaals zegt dat het geen goed idee is om openbaar te verschijnen en dat Penny hem enkel uitnodigt uit medelijden, neemt hij een overdosis medicijnen. Hij wordt overgebracht naar Coopers Crossing voor een maagspoeling en overleeft de zelfmoordpoging. Jean beseft dat ze haar zoon sinds het ongeval heeft overbeschermd. Nadat Barry zichzelf in een spiegel ziet, vindt hij dat het litteken hem niet mag weerhouden om publiekelijk te verschijnen en gaat met Penny naar de opendeurdag. Penny zegt Steve dat ze geen liefdesgevoelens voor hem heeft, enkel een nauwe vriendschapsband. Hij beaamt ondertussen te beseffen dat exact hetzelfde voor hem geldt. |            |                        |                  |                               |                  |  |
| 191 | 25         | Changing Times         | Kendal Flanagan  | Jutta Goetze                  | 18 juli 1991     |  |
| Nadat Geoff een moeilijke operatie met beperkte middelen heeft uitgevoerd in het ziekenhuis van Coopers Crossing krijgt hij prompt een job aangeboden in een hoogwaardig ziekenhuis in Melbourne waar hij zich verder kan specialiseren in hartchirurgie. Tot droefenis van de anderen gaat hij hierop in, neemt ontslag bij RFDS en verhuist met Kate en Scarlett. Guy wordt aangesteld als nieuw diensthoofd en krijgt daarbij de woning van Geoff. Hij doet enkele reorganisaties. Zo mag de radio nog alleen gebruikt worden voor medische redenen en worden "de vrije blokken waarin iedereen over eender wat kan praten" afgeschaft. Dit leidt tot protest omdat mensen die op een eenzame plaats wonen nu eenmaal nood hebben aan zulke gesprekken. Ook consultatierondes waar weinig volk op afkomt worden geconsolideerd waardoor die mensen verder moeten rijden om op de post te geraken met als gevolg dat er niemand meer opdaagt. Al gauw hebben Geoff en Kate geluidsoverlast van de buren. Ze moeten zich aanpassen aan het drukke, asociale leven waar iedereen op zich lijkt te leven. Geoff heeft moeilijkheden met de vele ziekenhuisprocedures en beperkte consultatietijd per patiënt en de afstandelijkheid van zijn collega's. Hij behandelt een dame die al bijna 30 onderzoeken heeft gehad om de oorzaak van haar pijn te achterhalen. Geoff concludeert dat ze mogelijk het Syndroom van Münchhausen heeft. Johnno overtuigt Rowie om haar alcoholverslaafde vader op te zoeken. Ze krijgen twijfels of het wel een goed idee is om te trouwen en concluderen dat ze in het huwelijk treden omwille van de verkeerde redenen en wordt alles afgeblazen. Kate en Geoff beslissen om terug naar Coopers Crossing te verhuizen en hij geeft zijn job in Melbourne op. |            |                        |                  |                               |                  |  |
| 192 | 26         | Freedom                | Kendal Flanagan  | Graham Hartley                | 25 juli 1991     |  |
| Jackie huurt een huis in een verlaten omgeving. Ze ontdekt dat er twee jonge tieners op de zolderkamer verblijven. De jongen is naar eigen zeggen een wees die door zijn adoptieouders wordt mishandeld. Haar ouders zouden drugdealers zijn. Geoff en Kate verblijven in het motel van Vic en Nancy. Jackie overtuigt Guy om hen bij hem te laten intrekken. Geoff aanvaardt een aangeboden job bij RFDS al blijft Guy het diensthoofd. Jackie kan niet langer verbergen dat ze twee minderjarigen verbergt. Guy licht de politie en kinderbescherming in. De twee kinderen vluchten de wildernis in. Een reddingsactie wordt opgezet, maar de twee worden dood gevonden omwille van hydratatie. |            |                        |                  |                               |                  |  |

## Seizoen 9, 1991[9]
| Nr. serie | Aflevering | Titel                 | Regisseur         | Schrijver                     | Uitzenddatum      |  |
| --- | ---------- | --------------------- | ----------------- | ----------------------------- | ----------------- |  |
| 193 | 1          | Nymphs and Nightmares | Rod Hardy         | Vince Moran                   | 8 augustus 1991   |  |
| Wanneer freelance reporter Walter Morrell in Coopers Crossing arriveert, rakelt dat bij Rowie een kindertrauma op en bij Beryl Horden hoop. Walter beweert een wilde vrouw te hebben gezien gekleed in dierenhuiden. Toen Rowie negen jaar was, rende ze met Annie - de dochter van Beryl - weg. Rowie kreeg honger en keerde terug. Annie wilde niet en bleef achter in de wildernis. Sindsdien is er van Annie geen spoor. De inwoners van Coopers Crossing wimpelen het verhaal van Walter eerst weg tot er nog andere getuigenissen volgen. Johnno achtervolgt de vrouw met zijn wagen en kan haar meenemen nadat ze haar voet verstuikte. Volgens Rowie en Guy is de vrouw wel heel gezond om twintig jaar in de wildernis te hebben geleefd. Daarnaast zijn er ook geen zichtbare littekens. Rowie doorzoekt de kamer van Walter en vindt een uitgebreid dossier van het oude onderzoek naar Annie. Walter moet dan bekennen dat hij en "Annie" onder een hoedje spelen en dat ze geld krijgt om de "vermiste dochter" te spelen. Hij was ooit een topreporter - of dat vindt hij toch van zichzelf - die in de vergetelheid geraakte. Nu wilde hij terug faam krijgen door een artikel over deze gebeurtenissen te schrijven. Het was niet de bedoeling dat "Annie" gepakt zou worden, maar dat ze na enkele dagen terug spoorloos verdween. Penny start als administratief bediende bij RFDS. |            |                       |                   |                               |                   |  |
| 194 | 2          | Out of the Blue       | Rod Hardy         | Jocelyn Moorhouse             | 15 augustus 1991  |  |
| Coopers Crossing ligt in een straal van 500 kilometer waar mogelijk een Russische raket dreigt neer te storten. Penny verslikt zich in haar eten. Omdat het heimlichmanoeuvre niet werkt, moet Geoff een tracheotomie uitvoeren. Dit heeft zulke impact op Penny dat ze verliefd wordt op Geoff. Volgens Geoff en Guy is dit een tijdelijke situatie die kan ontstaan na zulk trauma en praten over het voorval is de enige oplossing. Geoff en Kate hebben een huwelijkscrisis: zij verwijt hem te weinig te doen in het huishouden, hij verwijt haar dat alles wat hij doet niet goed genoeg is. Wanneer Kate over de radio een vrouw advies geeft over diens huilbaby, bespreken Geoff en Jackie of Kate al dan niet terug aan het werk gaat om zulke gesprekken te voeren. Dit leidt tot een andere ruzie tussen Kate en Geoff daar zij van mening is dat Geoff haar leven wil leiden. Een man met een bloedprop wordt binnengebracht. Door de stress van de huwelijkscrisis moet Geoff de operatie stoppen en verder laten doen door Guy. Uiteindelijk zien Geoff en Kate in dat de baby hun leven veranderd heeft en ze zich moeten aanpassen aan de nieuwe situatie want dat de oude nooit zal terugkeren. |            |                       |                   |                               |                   |  |
| 195 | 3          | The Last Dance        | Ian Gilmour       | Tony Cavanaugh                | 22 augustus 1991  |  |
| Vic vraagt Guy om Steve te melden dat hij zijn job verliest in het hotel omwille van recessie. In ruil krijgt Guy een paar flessen wijn die Vic destijds kocht voor een appel en een ei. Steve is niet verrast en had zelf al plannen om ontslag te nemen. Hij koopt een Studebaker die vrijwel onmiddelljk defect geraakt en men moet wachten op wisselstukken. Hij start in de voormalige garage van Hurtle een taxibedrijf. Ook wil hij onderhoud doen aan wagens, maar moet toegeven dat hij nog veel moet leren over auto’s. Wanneer Hercules, de charmante broer van Hurtle, verneemt dat de garage is verhuurd, gaat hij naar Coopers Crossing. Hij ontmoet er Clare met wie hij een relatie had toen ze in Alice Springs woonde. De vonken slaan terug over. Hercules geeft een groot, duur dorpsfeest. Hij blijkt een rijke vastgoedmakelaar te zijn en veel inwoners gaan in op zijn aanbod om te investeren. Doch hij vraagt Clare om met het geld samen te vluchten naar het buitenland. Zij gaat niet in op het voorstel en licht Guy in die al langer beweerde dat het om oplichting gaat. Clare laat aan Guy over of hij de politie inlicht of niet. Hercules weet dat laatste, maar hij is van mening dat de politie hem toch niet zal kunnen vatten. Of Hercules wordt opgepakt is niet geweten, maar de beelden laten insinueren van niet. Wanneer op aandrang van Nancy Vic een lege wijnfles laat taxeren die hij aan Guy gaf, bleek deze minstens 4000 Australische dollar waard te zijn. |            |                       |                   |                               |                   |  |
| 196 | 4          | Unfinished Business   | Ian Gilmour       | Bevan Lee                     | 29 augustus 1991  |  |
| Bert, de man van moeial en roddelaarster Elsie Burrows, ontslaat zichzelf uit het ziekenhuis ondanks hij aangeraden wordt een overbruggingsoperatie te laten uitvoeren. Ze gaan op uitstap naar zee. Rowie is het niet eens en daar ze twee dagen verlof heeft, overtuigt zij hun om mee te gaan. Onderweg krijgt Bert hartproblemen, maar die kunnen met medicatie gestabiliseerd worden. Tijdens de rit verklaart Bert dat hun huwelijk in de beginjaren goed was, maar dat ze qua karakters te veel verschillen en dat ze daardoor steeds op elkaar zitten te vitten. Dit doet Rowie besluiten dat zij en Johnno ook te veel verschillen wat hij ook inziet. Het ziekenhuis in Coopers Crossing moet twee weken sluiten door een MRSA-infectie. Deze crisis doet Guy beseffen dat hij te weinig sociale vaardigheden heeft om de communicatie duidelijk over te brengen en gepast te reageren op vragen en opmerkingen van de bevolking. Hij wil zijn job als diensthoofd terug geven aan Geoff, maar die weigert. |            |                       |                   |                               |                   |  |
| 197 | 5          | Jacqueline            | Colin Budds       | Elizabeth Coleman             | 5 september 1991  |  |
| Door noodweer zijn Guy en Jackie - waarvan onthuld wordt dat haar eigenlijke naam Jacqueline is - gedwongen te overnachten in een stal tot de volgende dag. In de pub vraagt men zich 's avonds af of Guy en Jackie een koppel worden of niet. De volgende dag legt Guy aan Steve in flashbacks uit wat er is gebeurd. Alternerend - ook in flashbacks - doet Jackie haar verhaal aan Penny en Rowie. Ondanks er verschillen zijn in hun verhaal, geven ze toe dat ze een koppel zijn. De hamvraag of ze gemeenschap hadden, blijft onbeantwoord. |            |                       |                   |                               |                   |  |
| 198 | 6          | Monkey                | Colin Budds       | Everett DeRoche               | 12 september 1991 |  |
| De gerenommeerde chirurg Rex Waddington komt RFDS Coopers Crossing enkele dagen bijstaan. Hij is net op tijd: eerder op de dag had een kind een kogel gevonden en er beginnen op te slaan met een steen. Het kruit ontplofte en een stuk van de huls kwam in het kind zijn nek terecht. Iedereen is onder de indruk dat Rex onmiddellijk wist wat te doen om verlammingen of de dood te vermijden. Na de operatie betrapt Jackie Rex in de toiletten terwijl hij zichzelf drugs inspuit. Rex beaamt al vijftien jaar verslaafd te zijn, maar dat twee inspuitingen morfine per dag zijn werk niet beïnvloeden. Jackie weet niet of ze dit moet melden of niet. RFDS krijgt een noodoproep: een dronken Servische toerist is in de woestijn met een motor gevallen en daarbij wellicht een subduraal hematoom opgelopen. Rowie en Rex vliegen af, maar tijdens de terugvlucht wordt de patiënt agressief en start een gevecht. Daardoor moet Johnno een noodlanding maken waarbij de radiokabel afknakt. Johnno wil niet opstijgen zolang de patiënt dronken is. De toestand van de patiënt verergert, maar bij Rex duiken ook de ontwenningsverschijnselen op omdat hij zijn tweede shot niet tijdig kon nemen. Daardoor moet Rowie op instructies van Rex een schedelboring uitvoeren op de patiënt om de druk in de hersenen te verminderen. In tussentijd licht Jackie Guy in - Geoff heeft verlof - en krijgt een uitbrander omdat ze dit niet eerder meldde. Omdat men door de kabelbreuk niet weet wat er met de Nomad en inzittenden is gebeurd, wordt een reddingsactie opgezet waarbij ook gemeld wordt dat Rex drugsverslaafd is. De volgende dag vertrekt Rex: hij neemt verlof zonder wedde om naar een ontwenningskliniek te gaan daar hij beseft dat de morfine wel invloed heeft op zijn werk. Bij het verlaten van het ziekenhuis wordt hij aangehouden en meegenomen. De exacte redenen blijven ongekend, maar men kan aannemen dat dit een gevolg is van het bericht waar gecommuniceerd werd dat Rex verslaafd is. |            |                       |                   |                               |                   |  |
| 199 | 7          | The Stranger          | Oscar Whitbread   | John Coulter                  | 19 september 1991 |  |
| Nancy overtuigt Penny en Steve om vertegenwoordiger te zijn voor de volkstelling-enquête, maar ze zijn pas overtuigd nadat blijkt dat ze per ingeleverd dossier geld krijgen. Op een externe consultatie duikt plots een gedesoriënteerde, naakte man op die beweert van een andere planeet te komen en dat hij achtervolgd wordt door mensen die hem kwaad willen doen. Hij wordt overgebracht naar Coopers Crossing voor verder onderzoek, maar er wordt niets ernstig gevonden. De man kent iets van vliegtuigen, auto's en medische onderzoeken. De volgende dag komen twee militairen hem zoeken. Steve, die medelijden heeft met de man, kan hem doen vluchten. De man keert later weer omdat hij Steve en Geoff aardig vindt. De man vertelt een testpiloot te zijn die enkele maanden geleden crashte met een dure straaljager. Het vliegtuig begon te tollen en hij gebruikte de schietstoel daar waar de vluchtleiding beval nog even vol te houden om het vliegtuig recht te trekken en te doen balanceren. Omdat de man bleef beweren dat er iets mis was met het vliegtuig werd hij vastgehouden in een isoleercel en kon het leger de zaak in de doofpot steken en blijven volhouden dat de piloot controle verloor. De man kon nu ontsnappen. Geoff houdt de man in het ziekenhuis, maar de militairen hebben van een dienst boven Geoff de toestemming gekregen om hem mee te nemen. Steve saboteert de wagen waardoor deze in de wildernis stilvalt en de man kan ontsnappen. Steve is teleurgesteld dat hij in tegenstelling tot Penny niemand vond die de enquête wil invullen. Dan vindt hij toch één exemplaar: Scott Walters. Omdat niemand de naam kent, besluit men dat dit de vreemde man is. |            |                       |                   |                               |                   |  |
| 200 | 8          | The Christening       | Oscar Whitbread   | Verschillende                 | 1 augustus 1991   |  |
| Scarlet wordt gedoopt. Meter Nancy wil dat peter Vic een deftige outfit draagt, dit tot tegenzin van Vic die vindt dat zijn huidige kledij volstaat. Guy wil geen cadeau kopen omdat hij een doopsel niet belangrijk vindt, dit tot tegenstelling van Clare die belangrijke momenten met Steve - zoals een doop - heeft gemist. Penny heeft een strikt tijdschema opgesteld dat vertraging dreigt op te lopen wanneer Geoff en Kate zonder benzine vallen op hun weg naar de kerk. Vic moet Guy - die nog ongeïnteresseerd is - bevelen om Geoff, Kate en Scarlett te vinden. Dit alles wordt afgewisseld met archiefbeelden uit het leven van Geoff en Kate met leuke en minder leuke gebeurtenissen zoals de oplaaiende liefde tussen hen, hun disputen, de zwangerschap en geboorte van Scarlett, hun huwelijk (het eerste dat niet doorging omwille van missende papieren en het tweede waar Geoff over de radio moest trouwen), de relatie tussen Geoff en zijn broer, de dood van David, het huwelijk tussen Emma en Sam waarbij Sam werd weggeroepen voor een dringende interventie... |            |                       |                   |                               |                   |  |
| 201 | 9          | The Good Book         | Oscar Whitbread   | Vince Moran                   | 26 september 1991 |  |
| Tijdens het verjagen van een rat vindt Steve op de zolder van de garage een historisch boek geschreven door Henry Cooper, de oprichter van Coopers Crossing. Vic laat het boek taxeren en het blijkt 50.000 Australische dollar waard te zijn, al zegt hij tegen Steve dat het 30.000 is. De waarde is ook te wijten omdat het boek een pagina bevat waarop een insigne staat dat aangeeft dat het authentiek is. Steve scheurt die pagina uit het boek en bergt het in een schuif op. Wanneer Nancy over het boek verneemt, worden de handen in elkaar geslagen: het boek moet naar het gemeentehuis verhuisd worden en er komt een groot feest ter ere van "150 jaar Coopers Crossing". George Baxter eist het boek op: de garage is nog steeds zijn eigendom en aangezien zijn overgrootvader samen met Henry reisde, heeft de familie Baxter er nu recht op. Hij gaat zo ver dat hij uiteindelijk het boek via gerechtelijk bevel in handen krijgt. Op het dorpsfeest zijn heel wat voormalige inwoners waaronder Tom, Emma, Jack en DJ. Guy is boos op Tom omdat hij patiënten afnam. Steve kan DJ niet luchten wegens zijn opdringerig gedrag. Chris kan er niet tijdig geraken wegens vertraging van haar bus. De feestdag eindigt dramatisch: er ontstaat een gevecht tussen Steve en DJ. George rijdt de bus aan waar Chris in zit omdat hij tijdens het rijden in het boek bladerde en niet oplette. De gewonden worden overgebracht naar het ziekenhuis. Terwijl George in het ziekenhuis ligt, leest Geoff het boek. Hij concludeert dat het aandeel van de familie Baxter niet zo groot en rooskleurig is en chanteert George daarmee. George schenkt het boek aan het stadje. Steve vindt de uitgescheurde pagina half opgegeten terug: de rat is de dader. Tom en Chris hernemen hun relatie en zij gaat voor hem werken in een niet-nader gespecifieerde dokterspost. |            |                       |                   |                               |                   |  |
| 202 | 10         | My Little Patch       | Mario Andreacchio | Vince Gil                     | 3 oktober 1991    |  |
| De kleine Cameron, een Koorie, komt te voet aan in Coopers Crossing op zoek naar een dokter voor zijn zieke grootvader. Guy en Johnno vliegen af met de jongen. Guy belooft dat de man beter wordt, maar omwille van de uitgezaaide kanker sterft de man enkele uren later. Cameron is eerst boos op Guy en dan op zijn broer Eric omdat die weigerde hulp te zoeken. Guy brengt - tegen advies van Johnno - de nacht door bij de stam. Guy ervaart al snel dat zowat iedereen hem mijdt omdat hij blank is. Vooral Eric heeft het niet voor blanken omwille van racisme en vooroordelen. Hij stopte dan ook zijn studies rechten. Hun ouders verlieten de stam om te leven in de stad als een blanke zoals zoveel Koorie de afgelopen jaren hebben gedaan. Wanneer Cameron zijn voet verstuikt, wordt hij overgebracht naar het ziekenhuis in Coopers Crossing. Er ontstaat een vriendschapsband tussen hem en Guy die enkele dagen op de jongen past. Naar het einde van de aflevering - drie maanden later - wordt duidelijk dat Eric zijn studies heeft herpakt en de stam "blanke technologie" - zoals een radio en schotelantenne - begint toe te laten. Ook Guy heeft enkele wijze lessen geleerd van de Koori. |            |                       |                   |                               |                   |  |
| 203 | 11         | Two Splatt Shuffle    | Mario Andreacchio | Graham Hartleyis              | 10 oktober 1991   |  |
| Barney Splatt, een handelsreiziger in medische materialen, is in Coopers Crossing. Omdat het tapijt van de trappen van het hotel van Vic en Nancy versleten zijn, overtuigt Barney om er anti-slipmatten op te leggen die hij ook toevallig verkoopt. Tijdens de montage valt Barney van de trappen en sleurt daarbij Vic in zijn val mee. Barney moet een nieroperatie ondergaan. Vic zijn stuitbeen is gekneusd. Johnno heeft met het verplaatsen van Vic een liesbreuk opgelopen. Jackie belt Barney's vrouw Cynthia in Adelaide. Clare heeft dat ook gedaan omdat ze Cynthia kent van vroeger, maar beweert dat ze slechts op een tiental kilometer woont. Jackie haar vrees komt uit: er zijn twee vrouwen met de naam Cynthia Splatt, beiden getrouwd met Barney en beiden niet op de hoogte van elkaar. Het ziekenhuispersoneel en de inwoners van Coopers Crossing doen er alles aan zodat de twee vrouwen elkaar niet ontmoeten. Mars, de zoon uit Adelaide, komt de kinderen van de andere Cynthia tegen en ze gaan aan de praat waaruit blijkt dat ze halfbroer/halfzus zijn. Barney kan nu niet langer liegen en erkent dat hij bigamist is. Daar in Australië bigamie zwaar bestraft wordt, wordt een oplossing gezocht. De vrouwen, kinderen en Barney gaan akkoord om samen op het platteland te gaan wonen en op termijn te bekijken wat eventuele alternatieven zijn, liefst zonder gerechtelijke gevolgen. |            |                       |                   |                               |                   |  |
| 204 | 12         | Secrets               | Colin Budds       | Peter Schreck                 | 17 oktober 1991   |  |
| Clare roept Johnno op om te vliegen naar de rijke familie Abbott. Mevrouw Abbott is niet opgezet met Rowie als dokter en werkt weigerachtig mee. De familie Lang woonde ooit in een van hun schapenhoederswoningen. Mevrouw Abbott herinnert zich deze marginale, stelende, alcoholverslaafde familie en gaat ervan uit dat er nog niets veranderd is. Mevrouw Abbott wordt overgebracht naar Coopers Crossing voor verdere testen. Rowie meent dat ze wellicht diabetes mellitus heeft, veroorzaakt door syfilis, een prognose die mevrouw Abbott verwerpt. Samen met haar komt kleinzoon Andrew ook over. Het klikt tussen Rowie en Andrew en er ontstaat een romance, maar zij verbergt haar werkelijke identiteit en afkomst. Kate tracht over de radio een onbekende man te overtuigen geen zelfmoord te plegen, maar door haar toedoen wil de man nu ook zijn vrouw en kind vermoorden. Rowie herkent de stem: het is haar broer Frank. Ze vliegen naar hem en kunnen hem overtuigen van de moord af te zien en hulp te zoeken. Rowie verbreekt haar relatie met Andrew wegens haar en zijn achtergrond. Rowie haar prognose was correct en ze kan bewijzen dat de man van mevrouw Abbott jaren geleden stierf aan syfilis. Mevrouw Abbot is eerst kwaad omdat nu al het ziekenhuispersoneel over dit schandaal weet en de roddels er voor zorgen dat dit nieuws zich snel verspreid. Rowie vertrouwt haar toe dat zij de enige dokter is die dat weet en de rest denkt dat de oorzaak meningitis is. Reden: ze weet hoe het is om in een klein dorp te wonen waar veel geroddeld wordt en dat er daardoor leugens en vooroordelen ontstaan. |            |                       |                   |                               |                   |  |
| 205 | 13         | The Games we Play     | Colin Budds       | Simon Hopkinson               | 24 oktober 1991   |  |
| Nadat een cricketer van een team uit Broken Hill zich laatdunkend uitspreekt over Coopers Crossing, belt Vic hem prompt op en daagt diens team uit om te spelen tegen het team van Coopers Crossing. Eén probleem: dat laatste team bestaat al jaren niet meer, dus moet Vic op zoek gaan naar spelers. De match moet worden stilgelegd nadat een van de spelers van de bezoekende club een bal op zijn ribbenkast krijgt en daarna ineenstuikt. Hij heeft een harttamponnade. Het ziekenhuis kampt met elektriciteitsproblemen en een technicus wordt geroepen: een Griekse seksistische macho. Dat komt enerzijds goed van pas want er werd een zieke Griekse jongen binnengebracht wiens moeder amper Engels spreekt. Guy denkt eerst aan een hemolytisch-uremisch syndroom, maar wanneer blijkt dat de jongen arnaki me koukia avgolemono at, dat onder andere lamsvlees en tuinbonen bevat, is de conclusie dat hij glucose-6-fosfaatdehydrogenase-deficiëntie heeft veroorzaakt door de bonen. Na drie dagen is de oorzaak van de elektriciteitsschommelingen gekend: het is niet in de kast zoals de man beweerde, maar wel aan de door muizen aangeknaagde kabels boven het plafond zoals Penny al zei toen de man arriveerde. |            |                       |                   |                               |                   |  |
| 206 | 14         | Bone China            | Stephen Wallace   | Bevan Lee                     | 31 oktober 1991   |  |
| Kate is gestart als maatschappelijk assistent en pikt Matt Samuels op aan de gevangenis. Hij werd acht jaar eerder schuldig bevonden aan doodslag waarbij een meisje tijdens een wandeling viel en haar nek brak. Velen twijfelen of Matt al dan niet iets met haar dood heeft te maken of zijn er zeker van, zoals Kate, dat hij onschuldig is. Matt trekt in bij zijn zus Elizabeth. Tijdens een aanval van agressie slaat hij de boel kort en klein waarop Elizabeth een beroerte krijgt omwille van hypertensie. Kate beseft wat er aan de hand is en wat Matt ook toegeeft: hij duwde het meisje wel degelijk, maar het was niet met voorbedachten rade. Geoff start een Frans restaurant op tot ongenoegen van Vic die het als rechtstreekse concurrentie aanziet. Geoff heeft een kok ingehuurd om hem de eerste dagen bij te staan, maar omdat die in het ziekenhuis belandt met een hoofdkwetsuur is Nancy genoodzaakt Geoff te helpen. |            |                       |                   |                               |                   |  |
| 207 | 15         | Johnno Be Good        | Stephen Wallace   | Everett DeRoche               | 7 november 1991   |  |
| Johnno gaat naar Melbourne. Zijn vader is al meer dan een week geleden gestorven aan longontsteking en reeds verast daar men geen familieleden vond. Johnno had al jaren geen contact: hij wist onder andere niet dat diens bedrijf failliet was en dat de compagnon enkele jaren eerder stierf. Johnno verneemt van de mensen die hij ontmoet dat zijn vader trots op hem was: zo zou hij een gekend piloot zijn die onder andere in Klondike en in Afrika heeft gewerkt en ook al met gevechtsvliegtuigen vloog, waarvan in realiteit niets van aan is. In tussentijd knappen Guy, Vic, Steve en nog enkele anderen het huis van Johnno op dat hij net had gekocht. Het huis is een krot en door steunmuren uit te slaan en stuttingen verkeerd te plaatsen stort het in. Door kortsluiting aan de elektriciteit brandt dit alles nog eens af. Bij terugkeer blijkt dat Johnno sowieso de intentie had om het huis te slopen en is hij blij dat dat deel al gedaan is. Geoff behandelt een patiënte die steevast klaagt over allerhande aandoeningen, maar ze mankeert niets. Uiteindelijk geeft Geoff haar een zogezegd geheim Braziliaans homeopathisch middel dat nog in test is en waarover ze met niemand mag spreken, maar in feite is het suikerwater met groene kleurstof. Sinds de patiënte dit neemt, zijn al haar klachten weg. Johnno werd tijdelijk vervangen. Deze pilote pikt met Rowie een norse man met een doorgedreven wil op die zijn been tijdens een ongeval heeft afgezaagd. |            |                       |                   |                               |                   |  |
| 208 | 16         | Lost Rainbows         | Mark DeFriest     | Alan Hopgood & Sue Hore       | 14 november 1991  |  |
| Nadat Rowie over de radio een noodoproep hoort van een zekere Susan, gaat ze naar de familie Hawker. Nell Hawker beweert dat haar dochter Susan en haar man niet thuis zijn. Enkele minuten later vindt Rowie Nell met een hoofdwonde op de grond. Niet veel later staat Susan plots naast haar moeder. Ze worden overgebracht naar Coopers Crossing. Nell wil zo snel mogelijk terug vertrekken. Rosie en Kate vinden dat Susan zich vreemd gedraagt alsof ze in een andere wereld zit. Uit het medisch dossier – dat in Broken Hill zit - blijkt dat meneer Hawker schizofrenie heeft, verschillende keren werd opgenomen, al maanden niet meer gezien is en de medicatie nog krijgt toegestuurd. Uiteindelijk geeft Nell toe dat haar man zelfmoord pleegde in de badkamer en dat Susan hem vond. Ze begroeven het lijk in de tuin. Nell merkte vanaf dan dezelfde symptomen op bij haar dochter en gaf haar stiekem de medicijnen van haar man. Of Susan daadwerkelijk de aandoening heeft, wordt in de aflevering niet bewezen. De bank in Coopers Crossing heeft de deuren gesloten wegens onvoldoende winst en transacties. Het meest nabije kantoor is in Broken Hill. Omdat Vic een kluis heeft, deponeren mensen bij hem hun geld en verzilveren er hun cheques. Guy telefoneert met zijn vader en vraagt hem om een financiële gunst. Vic zet een petitie op, regelt een afspraak op het bankkantoor in Broken Hill om, naast het afleveren van het geld, eens een hartig woordje te praten met de directie. Na de afspraak heeft hij groot nieuws: de bank wordt heropend. Hoewel Guy niet expliciet bevestigt, is het in de eindscène duidelijk dat hij een familielid heeft die in de raad van bestuur van de desbetreffende bank zit en is het door zijn toedoen dat deze terug opent. |            |                       |                   |                               |                   |  |
| 209 | 17         | Broken Promises       | Mark DeFriest     | Elizabeth Coleman             | 21 november 1991  |  |
| Emily Harrison, dochter van een rijke familie, valt twee dagen voor haar huwelijk met Hugh Montgomery flauw. Ze moet 24 uur in het ziekenhuis rusten daar ze mentaal en fysiek is uitgeput wegens ijzergebreksanemie. Steve wordt opgeroepen om een camion te takelen die van de weg is geraakt. Wanneer Steve de volgende dag niet terug is, gaan Guy en Jackie op zoek naar hem. Ook zij keren niet terug dus gaat Clare op zoek. Zij vindt de drie tezamen met de chauffeur in dronken toestand: de camion vervoerde onder andere het eten en drinken voor de bruiloft en door de crash zijn de flessen champagne opengesprongen. Emily blaast het huwelijk af daar ze van mening is dat Hugh enkel oog heeft voor het groots opgezette feest, de media-aandacht, de reputatie van zijn familie.... Wanneer men dat aan de truck over de radio verneemt, beslist men ook het eten te verorberen. Doch, de bruid bedenkt zich na een gesprek met haar aanstaande. Jackie neemt het Guy kwalijk dat hij haar twaalf weken geleden de liefde verklaarde, maar dat er sindsdien geen sprake meer is van een relatie. Guy belooft zijn best om beter te doen en de relatie openbaar te maken wat hij ook doet. |            |                       |                   |                               |                   |  |
| 210 | 18         | Visitors Welcome      | Chris Thomson     | John Coulter                  | 28 november 1991  |  |
| Toshi is nu reisgids en bezoekt Coopers Crossing met Japanse toeristen. Toshi ziet Jackie zitten, maar wanneer hij verneemt dat zij al een relatie heeft, richt hij zijn pijlen op Penny. Niemand heeft interesse in de goedkope sake die Vic heeft aangekocht. Nancy's Australische gerecht met lamsvlees wordt stiekem aan de honden gegeven en de toeristen gaan bij Geoff eten. Nadat Guy een grap uithaalt met Toshi neemt laatste wraak: hij maakt Guy wijs dat er in diens sushi per ongeluk een te grote hoeveelheid giftige kogelvis zat. Barry, een onderhoudsman in vliegtuigen, doet in het bijzijn van Johnno enkele uitspraken over Japanners die naar racisme neigen. Verder vindt hij van zijn zoon Luke dat deze in niets goed is. Een dief breekt in de kamers van de Japanners. Hij wordt op heterdaad betrapt door Akiro. De dief kan vluchten nadat hij Akiro met een mes in de arm sneed. De dag erna heeft Luke een blauw oog en onderzoek toont aan dat zijn gehoorbeentje is verschoven wat duidt op harde klappen. Het blauw oog had hij van zijn vader nadat hij vernam dat Luke de dief was. Luke wou zijn vader overtroeven met diens racistische uitspraken. De politie stelt geen onderzoek in naar kindermishandeling op voorwaarde dat Barry in behandeling gaat. Bij vertrek geeft Toshi Penny een duur parelsnoer cadeau en een reis naar Sydney om hem beter te leren kennen. Zij gaat niet in op het aanbod daar Toshi zijn geld beter aan iets anders besteed en hij vroeg of laat de ware wel tegenkomt. Ze geeft het parelsnoer ook terug ondanks Toshi meermaals aandringt het te houden. Na vertrek onthult Guy dat Toshi zijn vader miljardair is. |            |                       |                   |                               |                   |  |
| 211 | 19         | Yesterday's News      | Chris Thomson     | Stuart Wood                   | 5 december 1991   |  |
| Op het vliegveld in Coopers Crossing landt een vliegtuig met een defect. Aan boord zijn reporter Anthea Griffin en haar crew. Ze eist dat de Nomad vliegt naar het mijnongeval in Broken Hill want ze moeten live verslag geven over een communicatiesatelliet. Dat wordt geweigerd: de Nomad mag voor dergelijke redenen niet dienen. Anthea is dan genoodzaakt een reportage te maken over een babyconsultatie van RFDS op het platteland. Daar Jackie ziek is, vliegt Kate uit noodzaak mee. Aan de consultatiepost arriveert Archie Logan: op een paar minuten van zijn huis is een vliegtuigje neergestort. Daar er geen landingsbaan is, moet men via auto's naar de crashsite op meer dan een uur van de huidige locatie. Anthea en haar volledige ploeg gaan mee. De vrouwelijke passagier is overleden. De op sensatiebeluste Anthea maakt piloot Haydn Cunningham nog meer overstuur. Hij loopt naar het vliegtuig om foto's op te halen van zijn verloofde. Het vliegtuig kantelt over de helling. Door deze beweging wordt Haydns been doorboord met een staaf die een slagader raakt. Daar Archie geen radio heeft, wordt de satelliet gebruikt voor communicatie met Coopers Crossing. Kate moet op aanwijzingen van Geoff een operatie uitvoeren. Johnno en Anthea assisteren. Zij laat alles stiekem filmen. De operatie lukt. Wanneer Kate de sensatiefilm ontdekt, verwijt ze Anthea niet-menselijk te zijn. De reportage wordt uitgezonden, maar de beelden zijn zo gemonteerd dat het een sereen, emotioneel verhaal is met een pluim voor het werk dat non-profit organisatie RFDS doet. |            |                       |                   |                               |                   |  |
| 212 | 20         | Dirty Linen           | Colin Budds       | Vince Moran                   | 19 december 1991  |  |
| Nadat een medewerkster van de wasserij in het ziekenhuis bijna omkomt door elektrocutie gaat de afdeling in staking zolang de machines - die meer dan twintig jaar oud zijn - niet worden vervangen. Guy, Geoff en Penny gaan op zoek naar een oplossing, maar er is gewoonweg geen budget en omwille van dit alles besluit de minister om het ziekenhuis in Coopers Crossing te sluiten. Met hulp van vakbondsactivist Artie Blake en een voorstel ven Penny wordt alsnog een oplossing gevonden door wasmachines van een ander ziekenhuis-in-opbouw waar de werken zijn stilgelegd te laten overkomen. |            |                       |                   |                               |                   |  |
| 213 | 21         | Chasing Rainbows      | Colin Budds       | Jutta Goetze                  | 26 december 1991  |  |
| Nadat Rowie zonder goedkeuring een infodag organiseert voor vrouwen die afgelegen wonen, daardoor zich soms eenzaam voelen en niet altijd weten hoe te handelen als de kinderen ziek zijn, krijgt ze tegenkant van Guy. Daarop geeft ze prompt ontslag, wat ze naderhand intrekt. Rowie's vader Alf wordt opgenomen met een levercrisis en heeft nog maar korte tijd te leven als hij de alcohol niet laat. Hij slaat dit advies in de wind en gaat op zoek naar goud. Een marineschip heeft een illegale vissersboot onderschept met daarin Indonesische mannen. Een van de mannen is ziek en heeft wellicht een endocarditis. Door het noodweer en daar de boot te ver van wal is, kan men geen hulp sturen. De man overlijdt. In een van de eindscènes beslist Alf niet van de fles sterke drank te drinken. Steve voelt iets voor Jane Mclaughlin, een lokale schooljuffrouw, en ze belanden in bed. Steve is ontzet dat Jane dat enkel aanzag als een onenightstand. |            |                       |                   |                               |                   |  |
| 214 | 22         | Uncle Cyrano          | Mike Smith        | Vincent Gil                   | 6 februari 1992   |  |
| Steve zoekt manieren om de liefde van Jane Mclaughlin toch te winnen, maar zij wijst hem af. Ze is niet verliefd op hem en wil hem niet meer zien. Wanneer ze op consultatie gaat bij Guy blijkt dat ze lupus erythematodes heeft en vreest dat ze een miskraam zal hebben. Dan wordt duidelijk dat ze Steve gebruikte om zwanger te geraken want dat was gezien haar leeftijd ook mogelijk haar laatste kans. Verder wil ze dat niemand weet dat ze zwanger is. Steve biecht aan Penny op dat hij iets voelt voor Jane. Uit jaloezie leest Penny het dossier van Jane en ontdekt dat ze zwanger is. Ze vertelt dit aan Clare die het op haar beurt aan Steve vertelt. Clare probeert Jane te overtuigen om Steve het kind te mogen zien opgroeien, maar het gevolg is dat Jane de volgende dag zonder bericht naar Adelaide verhuist. Penny neemt ontslag omdat ze vertrouwelijke informatie doorgaf. Na een gesprek met Guy kussen ze elkaar en trekt ze haar ontslag in. Enige tijd later zoekt Jane Steve toch op en belooft hem dat hij het kind mag zien, schrijven en bellen wanneer het voor haar uitkomt. |            |                       |                   |                               |                   |  |
| 215 | 23         | Luck Of The Draw      | Mike Smith        | David Phillips & Jutta Goetze | 25 augustus 1992  |  |
| Steve werd gebeten door een slang. Geoff moet beslissen of de Nomad vliegt naar hem of een vrouw die vroegtijdig weeën heeft. Hij kiest voor het eerste daar een foetus van 27 weken wellicht niet zal overleven. Jackie is het oneens met deze beslissing want een mens kan tot 24 uur overleven na een slangenbeet. Als de baby het niet overleeft, zal de vrouw rouwen en zijn er twee levens verwoest. Geoff beslist om Steve eerst af te zetten in Coopers Crossing en dan te vliegen naar de vrouw, maar omwille van vervuilde brandstof dient Johnno de Nomad te draineren. Een team vanuit Adelaide zal naar de vrouw vliegen om voor de premature baby te zorgen. Steve is gebeten door een taipan en heeft enkele uren later een hartstilstand, maar overleeft. Jackie beseft dat Geoff zijn conclusie en redenering correct was. Adelaide laat weten dat de baby het niet heeft overleefd, maar dat ze sowieso te prematuur was. |            |                       |                   |                               |                   |  |
| 216 | 24         | Trouble With M.E.     | Mark DeFriest     | Jocelyn Moorhouse             | 8 september 1992  |  |
| Matt Sheriden klaagt over allerhande pijnen en vermoeidheden. Volgens Guy wordt dit veroorzaakt door stress, bloedarmoede of een slecht werkende schildklier. Rowie is het niet eens met deze diagnose. Wanneer de testresultaten negatief zijn, wil Matt niet langer behandeld worden door Guy en gaat hij op consultatie bij Rowie. Dat schiet Guy in het verkeerde keelgat en dit leidt tot meer rivaliteit tussen hem en Rowie. Rowie doet heel wat testen. Daaruit blijkt dat de man geen multiple sclerose, lupus of myofasciaal pijnsyndroom heeft, maar wel tal van allergieën, maar ze kan de vraag niet beantwoorden wat Matt werkelijk heeft. Matt is van mening dat de anderen denken dat hij een psychologische aandoening of hypochondrie heeft. Nadat hij een mislukte zelfmoordpoging onderneemt, wordt hij patiënt van Geoff. Hij stelt vast dat de man mogelijk myalgische encefalomyelitis heeft en dat dat verder moet worden onderzocht door specialisten, maar stelt Matt gerust dat een correcte behandeling de symptomen verminderd. Nadat zijn tante Em is gestorven wil Vic zijn dromen die hij op achtjarige leeftijd had opgeschreven waarmaken waaronder 160 kilometer per uur met een auto rijden, in de top van een hoge boom klimmen en een stuntvliegtuig besturen. Nancy heeft ook een droom: een chique diner op de Eiffeltoren. Guy heeft een telefoongesprek met het hoofdkantoor waar de strubbelingen tussen hem en Rowie besproken worden. De conclusie is dat een van hen zal moeten vertrekken. |            |                       |                   |                               |                   |  |
| 217 | 25         | The Accomplice        | Mark DeFriest     | Sue Hore                      | 1 september 1992  |  |
| Joey Conway huurt een kamer bij Vic en Nancy. De man helpt Steve in de garage, maar door een struikeling van Steve verschuift een krik en belandt de auto op het been van Joey. Joey wordt overgebracht naar het ziekenhuis. Hij is allergisch voor penicilline en krijgt daarom cefalosporines. Eve Rutherton, die onlangs als verpleegster startte, voelt zich onwel en gaat naar huis. 's Avonds sluipt ze het ziekenhuis binnen, dient Joey via de injectiepoort van het infuus penicilline toe en gaat onopgemerkt terug naar buiten. Joey krijgt een anafylaxische shock, maar door snelle reactie van Jackie en de dokters overleeft hij. Omdat Guy en Geoff niet geloven dat Jackie een fout maakte bij haar laatste inspuiting, beslist men om toch het infuus te onderzoeken en komt men tot de conclusie dat het om een moordpoging gaat. Uit het politie-onderzoek blijkt dat Joey jaren geleden de ouders van Eve vermoordde tijdens een roofoverval waar slechts 37 Australische dollar werd buitgemaakt. Omdat er geen bewijzen zijn dat Eve achter de aanslag zit, gaat zij vrijuit. Ze doorzoekt de kamer van Joey en vindt een pistool. Wanneer Joey de kamer binnenkomt, schiet zij hem uit wraak dood. |            |                       |                   |                               |                   |  |
| 218 | 26         | Blind Obsession       | Michael Offer     | Roger Dunn                    | 15 september 1992 |  |
| Clare krijgt op Valentijnsdag een boeket van haar geheime aanbidder. De blinde Simon Bishop woont met zijn gierige, uitvliegende broer Cliff op een afgelegen boerderij. Omdat Simon blind werd, moet Cliff al het werk doen. Wanneer Cliff missende is, zendt Simon een noodsignaal uit en dan wordt voor Clare duidelijk dat Simon de aanbidder is. Cliff verborg zich opzettelijk nadat hij een gesprek tussen Simon en Clare opving waarin zij zegt hem eens te willen ontmoeten, maar verklaart aan RFDS dat hij wegens oververmoeidheid sliep en daardoor Simon niet hoorde. Clare overhaalt Simon om zijn ogen te laten controleren. Hij blijkt keratoconus te hebben. Cliff heeft een ongeluk op de boerderij. Bij aankomst van RFDS geeft hij zich op als donor voor de hoornvliestransplantatie waarop hij sterft. De transplantatie lukt waardoor Simon terug ziet. Rowie wil RFDS verlaten nadat zij per toeval een brief leest waarin het hoofdkantoor Guy zijn aanvraag om haar over te plaatsen verwerpt. Geoff heeft een hartig woordje met Guy omtrent dit incident en verwijt hem dat hij altijd zijn eigen mening wil doordrijven. Guy verontschuldigt zich bij Rowie en vraagt voor een nieuwe start. Zij gaat akkoord, maar zegt wel dat ze niet kan vergeten wat hij haar allemaal heeft aangedaan sinds haar komst. |            |                       |                   |                               |                   |  |
| 219 | 27         | Wimp                  | Michael Offer     | Everett DeRoche               | 22 september 1992 |  |
| In flashbacks wordt getoond hoe Steve terecht staat in een Australisch Magistrates' Court vanwege ten minste doodslag. Steve en Johnno zijn op een bokswedstrijd georganiseerd door een vader en zijn zoon Royce. Die wedstrijd is meer een reclamestunt om mensen te vinden die goed genoeg zijn om tegen Royce te vechten in een officiële vriendenwedstrijd. Steve wordt uit het publiek gekozen en wint. Hij krijgt het voorstel om weldra aan de officiële wedstrijd deel te nemen, met 500 dollar als startgeld en 1500 dollar indien hij wint. Steve wil over het voorstel nadenken en beslist uiteindelijk om het niet te doen. De vader heeft in tussentijd al diverse onkosten gemaakt: een poster met daarop de naam van Steve, een locatie, een tent, een jury.... Royce spreekt de namiddag van de wedstrijd Steve aan in de pub. Steve blijft nog bij zijn standpunt. Wanneer Royce vernederende dingen zegt, ontaardt dat in een gevecht waarbij Steve Royce dodelijk slaat: hij heeft een breuk aan het foramen magnum waardoor het medulla oblongata ook is geraakt. Volgens de advocaat van de vader - en bevestigd door getuigen - heeft Steve de dagen voor het officiële tornooi meermaals uitspraken gedaan zoals "ik zal hem in het gevecht doden" en heeft hij dat gedaan toen Royce hem "slappeling" noemde. De advocaat van Steve komt met een ander argument: de vader is jaren geleden gestopt als bokser toen bleek dat hij een afwijking had aan het foramen magnum, dewelke erfelijk kan zijn. Zijn zoon sterft nu ten gevolge van een breuk op die plaats. Er was dus voorgeschiedenis en als Royce zich medisch had laten testen, dan was dat gekend geweest en was hij nooit bokser geworden. De magistraat oordeelt dat Steve vrijuit gaat. |            |                       |                   |                               |                   |  |
| 220 | 28         | Visionaries           | Ian Gilmour       | Glenda Hambly                 | 29 september 1992 |  |
| Sally haar hand is besmeurd met chemicaliën door een kapotte handschoen. Volgens Guy is de gebruikte onkruidverdelger niet schadelijk voor haar foetus, maar dit stelt haar niet gerust en overweegt abortus. Rowie ontdekt de ware reden: tot enkele maanden geleden wilde Sally geen kinderen, maar begon op te merken dat ze naar baby's in kinderwagens begon te kijken. Daarom besloot ze met haar man om onbetaald verlof te nemen, met een kampeerwagen naar de outback te vertrekken en er een kind te verwekken. Nu beseft ze dat een kind niet past in haar leven als carrièrevrouw en dat zwanger worden een totaal verkeerde beslissing was. Niet veel later krijgt Sally buikpijn. Ze wil de baby houden, maar had een missed abortion; de vrucht was al gestorven voor het incident met de chemicaliën. Vic voert een visioen zonder medeweten van het buurtcomité daadwerkelijk uit: Coopers Crossing moet het properste stadje in de omgeving zijn en de sexy, schaars geklede Raylene voert parkeercontroles uit. Tijdens een volgende vergadering van het buurtcomité valt Vic flauw. Hij is oververmoeid door slaapapneu, moet op dieet en het rustiger aandoen. De visioenen die hij 's nachts regelmatig heeft, zijn een gevolg van hypnagoge en/of hypnopompe hallucinaties. Hij vertelt Rowie over een hallucinatie waar hij Penny en Guy samen de kamer in zag gaan. Rowie verzwijgt dat dit wellicht echt is gebeurd: ze vermoedt al langer dat Guy iets heeft met zowel Penny als Jackie. Kate wordt de nieuwe voorzitter van het buurtcomité waardoor Raylene haar koffers mag pakken. Vic heeft de laatste dagen op de bank voor zijn hotel de nodige rust genomen en is nu van mening dat er niets moet veranderen: Coopers Crossing is al mooi genoeg, maar de meesten merken het niet omdat ze geen tijd nemen om naar de schoonheid te zien. |            |                       |                   |                               |                   |  |
| 221 | 29         | Life Lessons          | Ian Gilmour       | Tony Cavanaugh                | 6 oktober 1992    |  |
| Toen Geoff 1 jaar was, schreef zijn vader hem een brief met tien levenslessen zoals: maak gebruik van je talenten, lieg niet tegen vrienden, wees aardig tegen elkaar... Nu maakt Geoff voor Scarlett een video met deze levenslessen die worden gezegd en besproken door de lokale bevolking. Rowie kondigt aan Coopers Crossing te verlaten. Het is niet omwille van Guy, maar meer omwille van zulke levenslessen. Steve heeft een hond gevonden die ziek is. Hij verwijt de dokters en de verpleging niets te willen doen, maar zij wimpelen hem af door te zeggen dat ze geen dierenarts zijn. Ietwat tot zijn verbazing is Guy wel bereid om het dier te opereren. Geoff zit in tweestrijd: moet hij Jackie vertellen dat Guy ook iets met Penny heeft? Kate maakt zich ook zorgen nadat ze verneemt dat Jackie Guy ten huwelijk zal vragen. Penny beseft dat haar relatie met Guy niet langer kan duren en ze besluiten deze te verbreken. Het verjaardagsfeestje van Scarlett wordt abrupt afgebroken na een oproep betreffende een zwaar verkeersongeval. |            |                       |                   |                               |                   |  |